# Szlachta

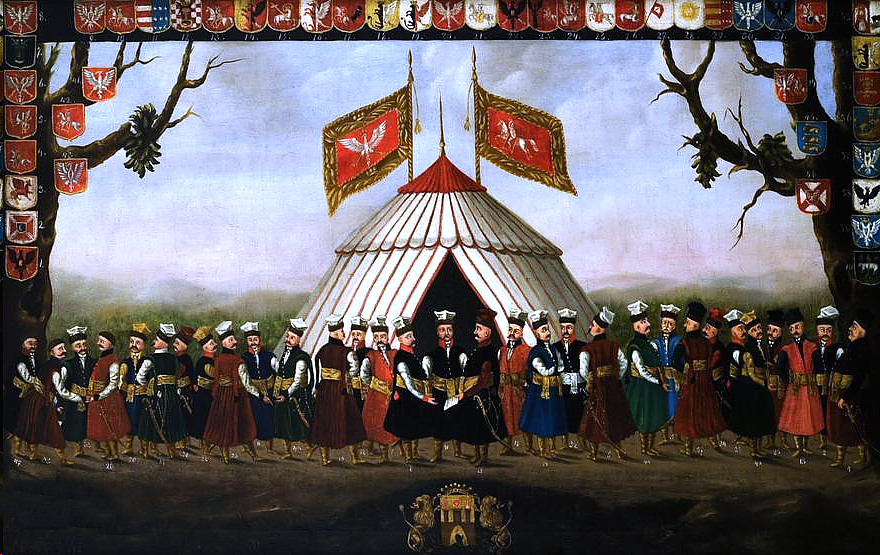
La szlachta nell'abbigliamento tradizionale dei Voivodati della Corona del Regno di Polonia, Granducato di Lituania e Confederazione polacco-lituana nel XVII e XVIII secolo

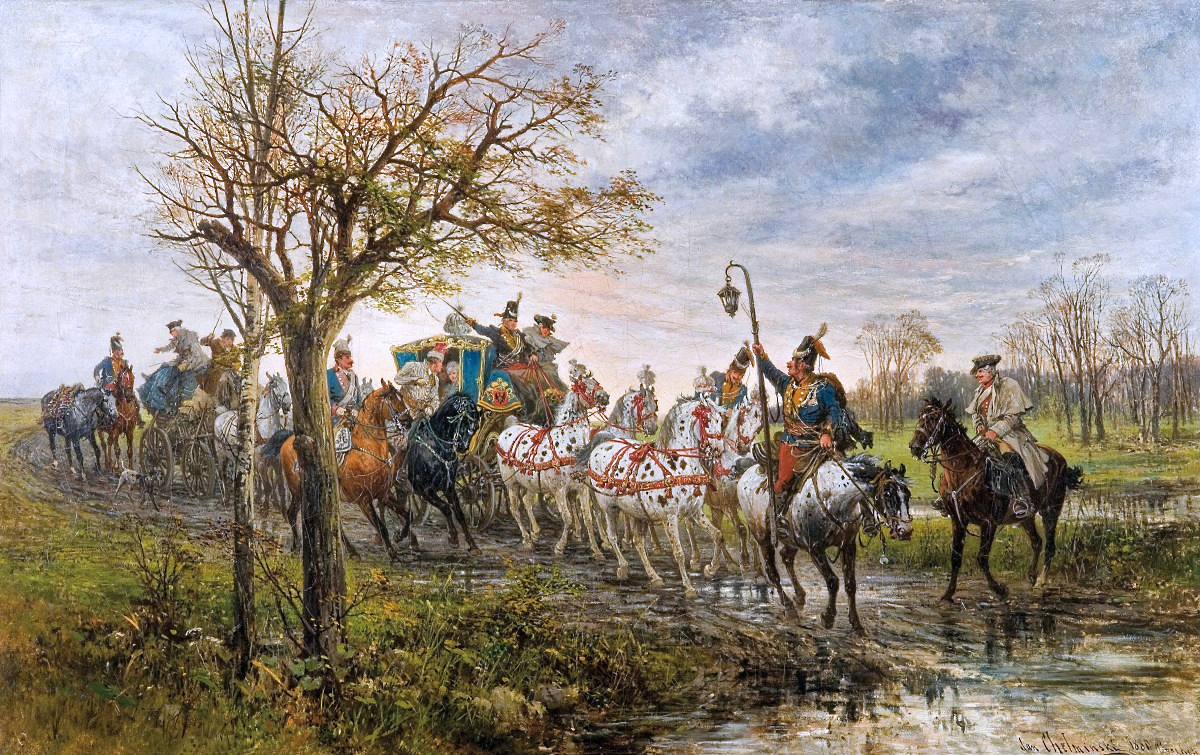
Viaggio di un signore polacco ai tempi del re Augusto III di Polonia, olio su tela di Jan Chełmiński, 1880

Con szlachta (IPA: [ˈʂlaxta]), termine polacco che sta per nobiltà, si fa riferimento all'aristocrazia che esercitò ampia influenza a livello giudiziario, amministrativo, culturale e, soprattutto, governativo nel Regno di Polonia, nel Granducato di Lituania e nella Confederazione polacco-lituana, in virtù dei numerosi diritti politici di cui godeva e che accrebbe nel corso dei secoli.
Le origini della szlachta sono oscure e oggetto di numerose teorie ricostruttive. Tradizionalmente, i membri che ne facevano parte erano proprietari terrieri di allodi, ovvero di terre non direttamente possedute e affidate in concessione dal re instaurando un rapporto di vassallaggio, come avveniva nel caso del feudalesimo. A differenza di quest'ultimo sistema, vi era maggiore libertà di manovra e il vincolo di sudditanza tra re e nobiltà era meno stringente. La szlachta continuò ad assicurarsi crescente ed effettivo peso politico oltre che diritti per secoli (si parla a tal proposito del fenomeno storico della libertà dorata), ovvero dall'epoca in cui regnò Casimiro III il Grande (1333-1370), nel Regno di Polonia, fino al declino e alla dissoluzione della Confederazione polacco-lituana, avvenuto alla fine del Settecento. Gli obblighi principali che ricadevano in capo al ceto sociale in esame riguardavano la partecipazione alle procedure di elezione del sovrano nella monarchia elettiva polacca, la necessità di nominare i funzionari pubblici e gli ufficiali dell'esercito e la designazione degli aristocratici che avrebbero ricoperto ruoli consultivi a corte. Con il passare del tempo, questo meccanismo si consolidò e si allargò a una fetta maggiore di nobili, portando alla formazione di una camera legislativa superiore meglio organizzata, il Senato. Il sistema che si venne a formare era di tipo bicamerale, con un Sejm (camera) inferiore e uno superiore; questi due organi, tra le altre cose, partecipavano alle elezioni reali. La camera inferiore era composta da rappresentanti eletti nelle assemblee locali dei sejmik. I membri dei sejmik svolgevano vari ruoli governativi a livello locale in veste di voivodi, marescialli dei voivodati, castellani, starosta ed erano responsabili della riscossione delle tasse.
Nel 1413, a seguito di una serie di tentativi di dare vita a un'unione personale tra il Granducato di Lituania e la Corona del Regno di Polonia, la nobiltà lituano-rutena si avvicinò sensibilmente alla szlachta. Man mano che la Confederazione polacco-lituana accrebbe la sua influenza e la sua estensione territoriale dopo l'Unione di Lublino, i suoi membri crebbero fino a includere personalità di spessore della Prussia Ducale e della Livonia. Alla lunga, la popolazione legata alla szlachta crebbe fino a comprendere quasi il 10% della società polacco-lituana, rendendola pertanto l'elettorato più numeroso di tutto il continente.
Nonostante le enormi differenze spesso presenti in termini di ricchezza e influenza politica, esistevano poche distinzioni giuridiche tra i grandi magnati e la nobiltà minore. Il principio di uguaglianza sussisteva poiché i titoli fondiari erano riconducibili al sopraccitato allodio e non al feudalesimo, in cui l'omaggio appariva un prerequisito necessario. A differenza delle monarchie assolute, prevalse in varie realtà europee nel Seicento, il re polacco non era un autocrate e nemmeno il signore supremo dello szlachta. Durante le tre successive spartizioni della Polonia tra il 1772 e il 1795, il grosso della szlachta cominciò a perdere privilegi legali e status sociale, mentre i più abbienti si sfilacciarono nelle élite aristocratiche delle tre potenze che si spartirono la Polonia.

## Storia

### Etimologia

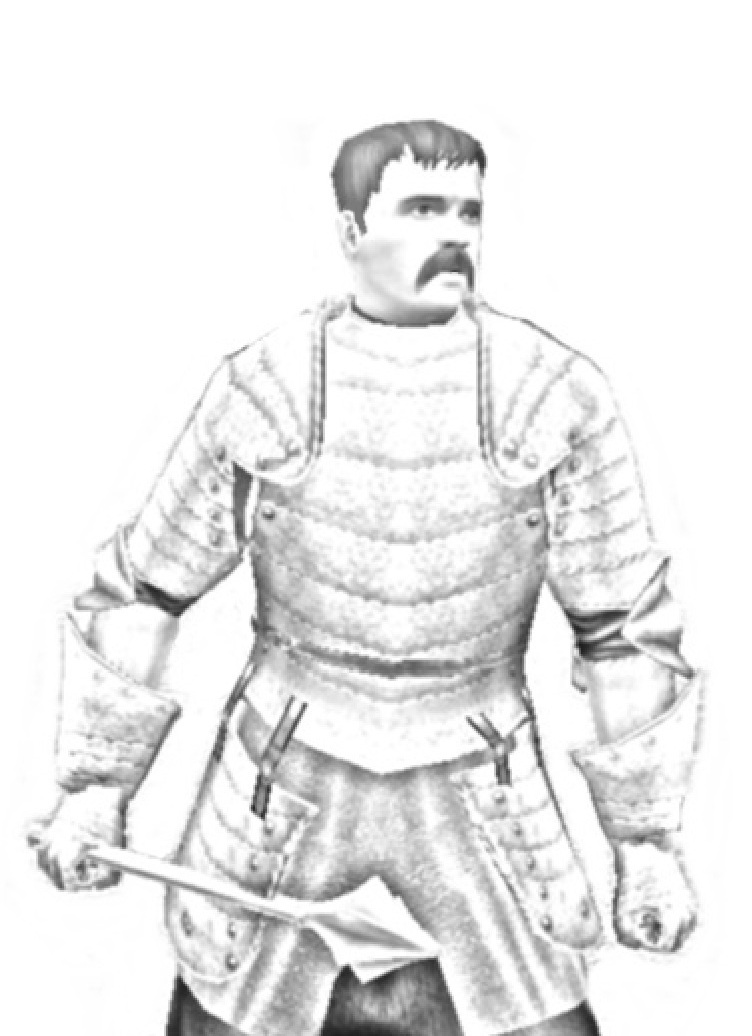
Aleksander Sielski, membro della famiglia Lubicz (1610-1682)

In lingua polacca, un aristocratico di sesso maschile viene chiamato szlachcic, una nobildonna szlachcianka.
Il termine szlachta deriva dall'alto tedesco antico slahta. La parola in tedesco moderno Geschlecht, che è legata al proto-germanico * slagiz, "lotta", condivide la radice anglosassone con slaughter, ovvero "massacro", e con il verbo to slug, cioè "decidere". Come molte altre parole polacche relative alla nobiltà, la sua origine è dunque germanica: il sostantivo polacco che sta infatti per "cavaliere", rycerz, è affine al tedesco Ritter. La parola polacca con cui si indica un "blasone" è "Herb", non dissimile dal tedesco Erbe.
I polacchi del XVII secolo presumevano che szlachta provenisse dal tedesco schlachten, "macellare" o "macellaio", e quindi correlato alla parola tedesca con cui si indica una battaglia, ossia Schlacht. Altri pensavano che il termine potesse derivare dal nome del leggendario capo proto-polacco, Lech, menzionato negli scritti polacchi e cechi. Gli aristocratici locali facevano risalire infatti la loro discendenza a Lech/Lekh, che avrebbe fondato il regno polacco intorno al V secolo.
Qualunque sia l'origine terminologica, con szlachta si designava l'aristocrazia della Confederazione polacco-lituana, che rappresentava la spina politica dorsale e governava senza concorrenza alcuna. Fino alla seconda metà del XIX secolo, il termine polacco obywatel, che oggi significa "cittadino", veniva talvolta utilizzato per indicare i nobili latifondisti come sinonimo.
Al giorno d'oggi, "szlachta" si traduce sic et simpliciter come "nobiltà" ma, in senso più ampio, può anche denotare alcuni cavalierati onorari non ereditari e titoli baronali concessi da altri monarchi europei, inclusa la Santa Sede. Occasionalmente, i proprietari terrieri del XIX secolo di discendenza comune venivano indicati come szlachta per riverenza o errore se possedevano delle tenute signorili, ma in realtà non vantavano illustre origini. Sempre in maniera estensiva, con il passare del tempo si finì con il far rientrare sotto la stessa categoria dell'aristocrazia polacca anche quella rutena e quella lituana. Malgrado le considerazioni precedenti, in ambito storiografico, si è rivelato difficile tradurre il sostantivo in maniera convincente, tanto che gli studiosi internazionali si sono divisi tra chi riporta il termine come nobiltà ereditaria e chi come nobiltà terriera. A generare confusione è stata la difficile collocazione della szlachta inferiore rispetto a quella di altri paesi europei, nello specifico in relazione a ricchezza e diritti. La szlachta includeva sia personalità ricche e abbastanza potenti da essere definiti quali magnati sia poveri con stirpe aristocratica, che di fatto era nullatenenti, privi di una residenza in un qualche castello, con poche risorse economiche e nessun contadino a loro subordinato. Pur essendo affiliate almeno 60.000 famiglie a tale ceto, solo un centinaio godeva di ricchezze considerevoli (meno dello 0,167% contro uno schiacciante 99,83%).

### Composizione

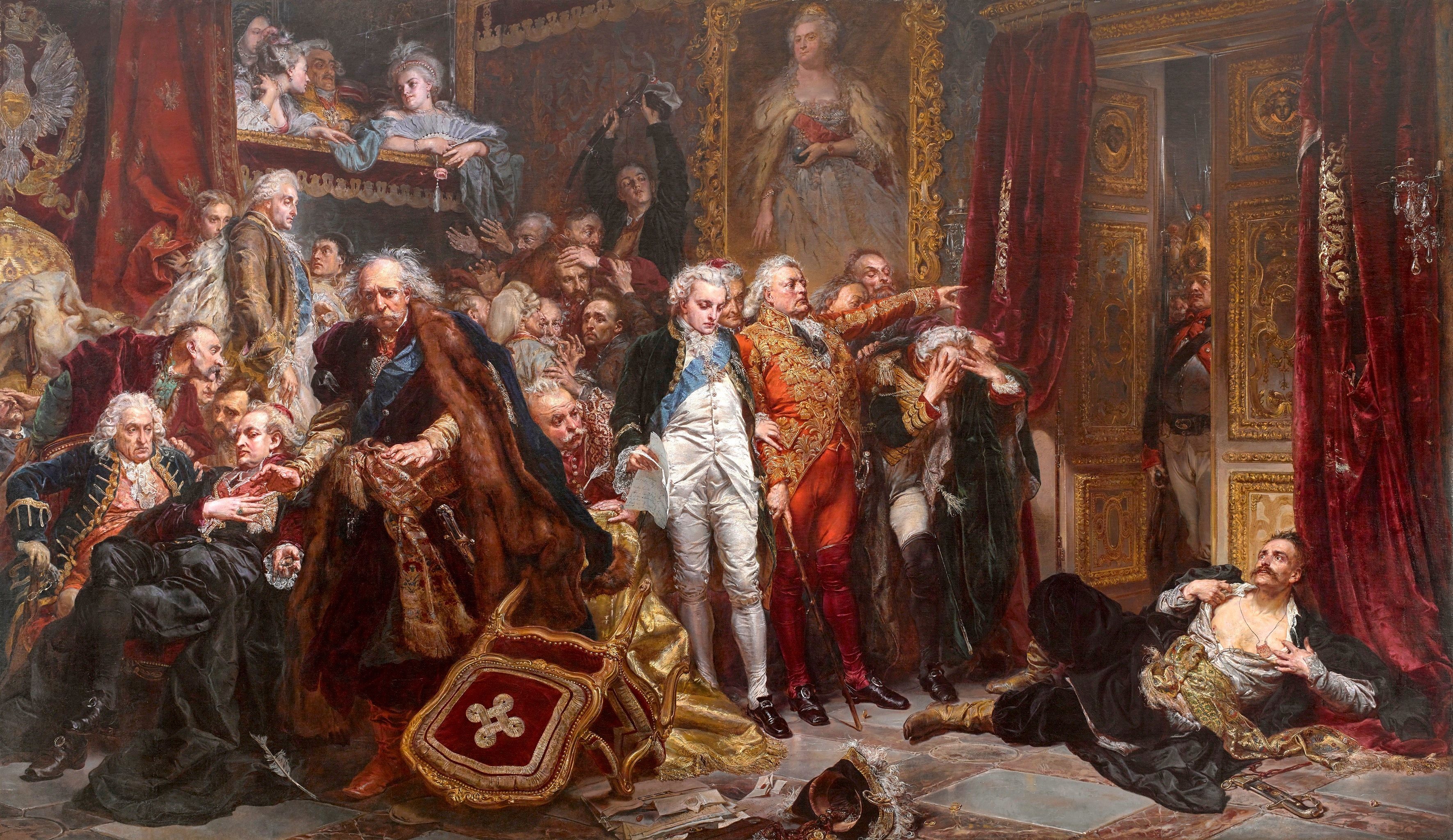
Il deputato e szlachcic di Nowogrod, Tadeusz Rejtan, steso sul pavimento davanti alla porta della Sala dei Deputati, ostacola con il proprio corpo il passaggio ai deputati che vanno a firmare l'atto della prima spartizione della Polonia, esclamando: «Uccidete me, ma non uccidete la Patria!». Con la mano puntata verso la porta, il maresciallo del Sejm Michał Poniński. Più in fondo, a sinistra e in piedi, il re della Polonia Stanislao II Augusto Poniatowski. Dal balcone osserva tutta la scena l'ambasciatore russo Repnin. Rejtan - la caduta della Polonia, olio su tela di Jan Matejko (1866), castello reale di Varsavia

A voler essere precisi, la szlachta non era una nobiltà ereditaria né terriera, ma elettiva, poiché differiva fondamentalmente per legge, diritti, potere politico, origine e rapporto con il feudalesimo, che non attecchì in Polonia rispetto all'Europa occidentale. La szlachta non era al di sotto del re, ma di grado pari al capo di Stato, poiché la relazione della stessa con la corona non si reggeva su un rapporto di vassallaggio. Non essendo dunque il monarca un autocrate né signore supremo, varie famiglie aristocratiche tentarono varie volte di minare l'autorità della dinastia Piast e si attivarono in varie occasioni per ottenere maggiori concessioni. Il potere politico fu esercitato nelle diete locali, altrimenti note come sejmik, ed esisteva il liberum veto, attraverso cui anche un solo parlamentare poteva far valere il suo diritto di veto e bloccare l'iter legislativo; verso gli ultimi decenni di esistenza della Confederazione polacco-lituana, questo meccanismo subì delle storture e fu strumentalizzato per paralizzare il potere di legiferare.
La szlachta evitò scientemente di originare una nobiltà feudale, annessi i titoli. Nel 1459, la famiglia Ostroróg presentò una bozza al Sejm volta a conferire ai palatini o voivodi della Confederazione polacco-lituana il titolo di principe. I figli avrebbero ricevuto il trattamento di conte e barone, i castellani solo il primo. Tuttavia, una simile proposta fu respinta in tutti i suoi punti. Il fatto che i nobili fossero pari davanti al re e non si fossero omologati al rapporto di vassallaggio tipico di altre realtà portò all'estrinsecazione del principio costituzionale di uguaglianza. Nell'immaginario dell'età moderna, il modello repubblicano dell'antica Roma appariva l'ideale dello szlachta: si pensi ai riferimenti in relazione a quella forma di governo derivanti dalla definizione dello Stato negli atti come Repubblica delle Due Nazioni (in alternativa a Confederazione polacco-lituana) oltre che l'adozione della formula Serenissima Rzeczpospolita di Polonia (Serenissima Res Publica Poloniae). In virtù dei privilegi di cui godevano anche in campo bellico, considerata la possibilità di allestire armate personali entro certi limiti numerici, gli storici hanno definito tale ceto sociale come casta guerriera.

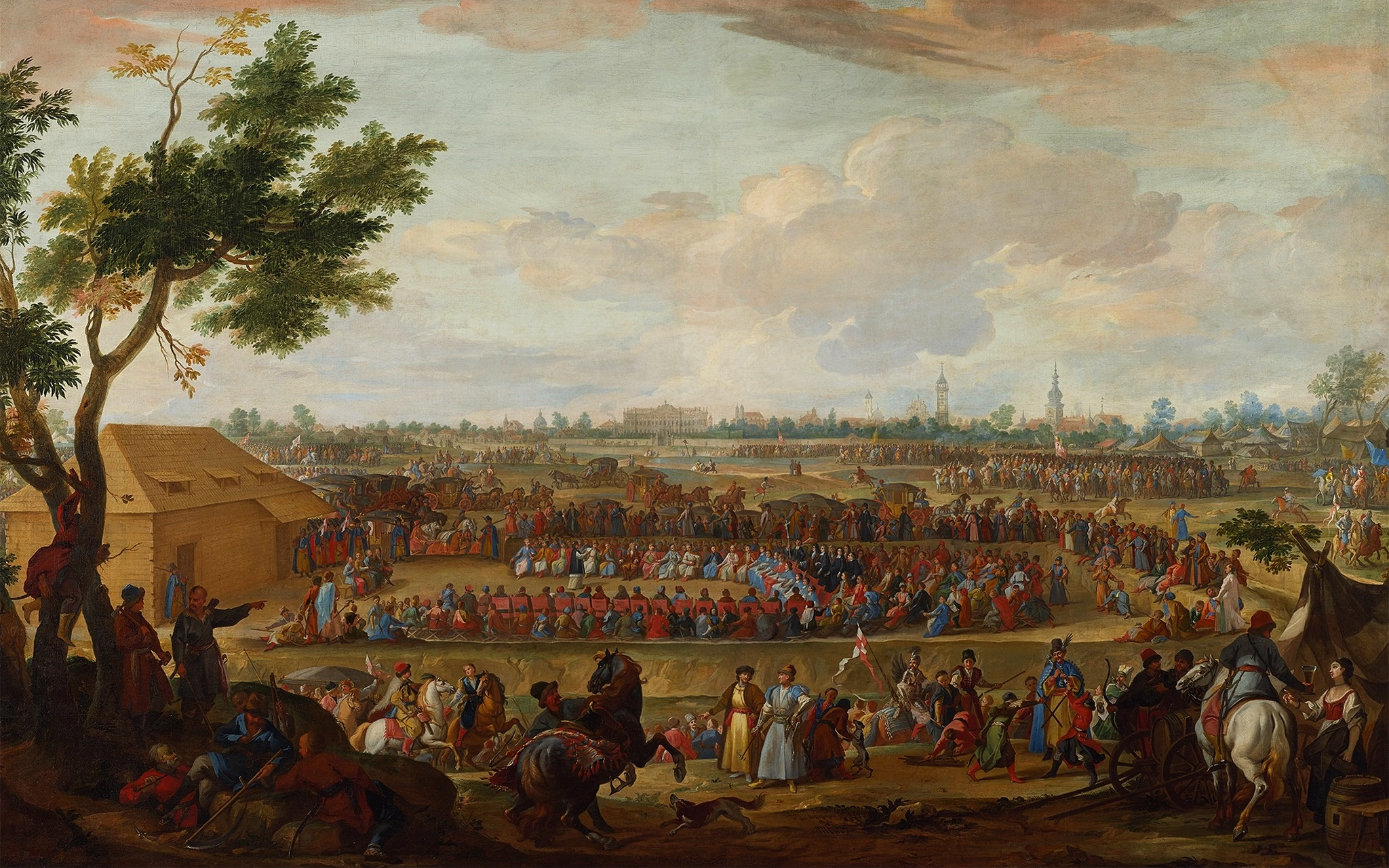
Le elezioni reali tenutesi nel 1697 a Wola, vicino a Varsavia: queste portarono alla nomina di Augusto II il Forte. Dipinto di Martino Altomonte, 1697

Nel corso del tempo, la maggior parte dei nobili meno abbienti perse ancor più ricchezze, in alcuni casi disponendone addirittura di meno rispetto ad alcuni agricoltori. Quest'ultima categoria includeva la szlachta zagrodowa, cioè "nobiltà contadina", da zagroda, che vuol dire fattoria: la nobiltà minore si indicava invece con drobna szlachta o ancora szlachta okoliczna, che significa "locale". La media nobiltà era invece definita szlachta cząstkowa.
Per meglio comprendere le ripartizioni presenti internamente allo stesso ceto sociale, si legga il seguente schema.
| Nome                                            | Proprietà                         | Caratteristiche essenziali | Designazione in lingua originale                       |
| ----------------------------------------------- | --------------------------------- | --- | ------------------------------------------------------ |
| Magnati                                         | Latifondisti                      | Più abbienti di ogni altro nobile | Magnateria                                             |
| Nobili che "vivono del loro"                    | Latifondisti                      | Nobili nati proprietari sia di terre che di servi della gleba                                                                                  | Szlachta zamożna, Bene natus possessionatus et dominus |
| Nobili proprietari di possedimenti non contigui | Latifondisti                      | Generalmente proprietari sia di terre che di servi della gleba                                                                                 | Szlachta cząstkowa                                     |
| Nobili proprietari terrieri o in affitto        | Latifondisti o affittuari         | Raramente proprietari sia di terre che di servi della gleba, perlopiù senza nessuno dei due o uno solo dei due                                 | Szlachta czynszowa                                     |
| Nobiltà contadina                               | Proprietari terrieri o affittuari | Piccola nobiltà, priva degli introiti di aristocratici più abbienti e spesso anche di terre, servi o di entrambi                               | Szlachta zagrodowa                                     |
| Piccolissimi proprietari terrieri               | Proprietari terrieri o affittuari | Piccola nobiltà, priva degli introiti di aristocratici più abbienti e spesso anche di terre, servi o di entrambi                               | Szlachta zaściankowa zaścianki                         |
| "Plebaglia"                                     | Nessuna                           | Piccola nobiltà, priva degli introiti di aristocratici più abbienti oltre che di terre e servi                                                 | Hołota                                                 |
| Nobili di città                                 | Nessuna                           | Piccola nobiltà, priva degli introiti di aristocratici più abbienti oltre che di terre e servi                                                 | Szlachta brukowa                                       |
| Nobiltà minore                                  | Nessuna                           | In alcuni casi addirittura più poveri dei contadini non nobili più abbienti, godevano però degli stessi diritti degli altri membri della casta | Drobna szlachta, Szarak, Panek, Szlachta chodaczkowa   |

### Origini

#### Polonia

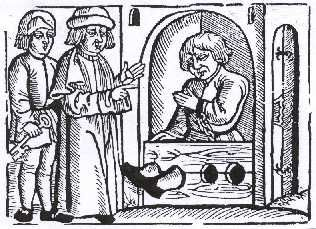
Un contadino polacco messo alla gogna in una xilografia polacca del XVI secolo

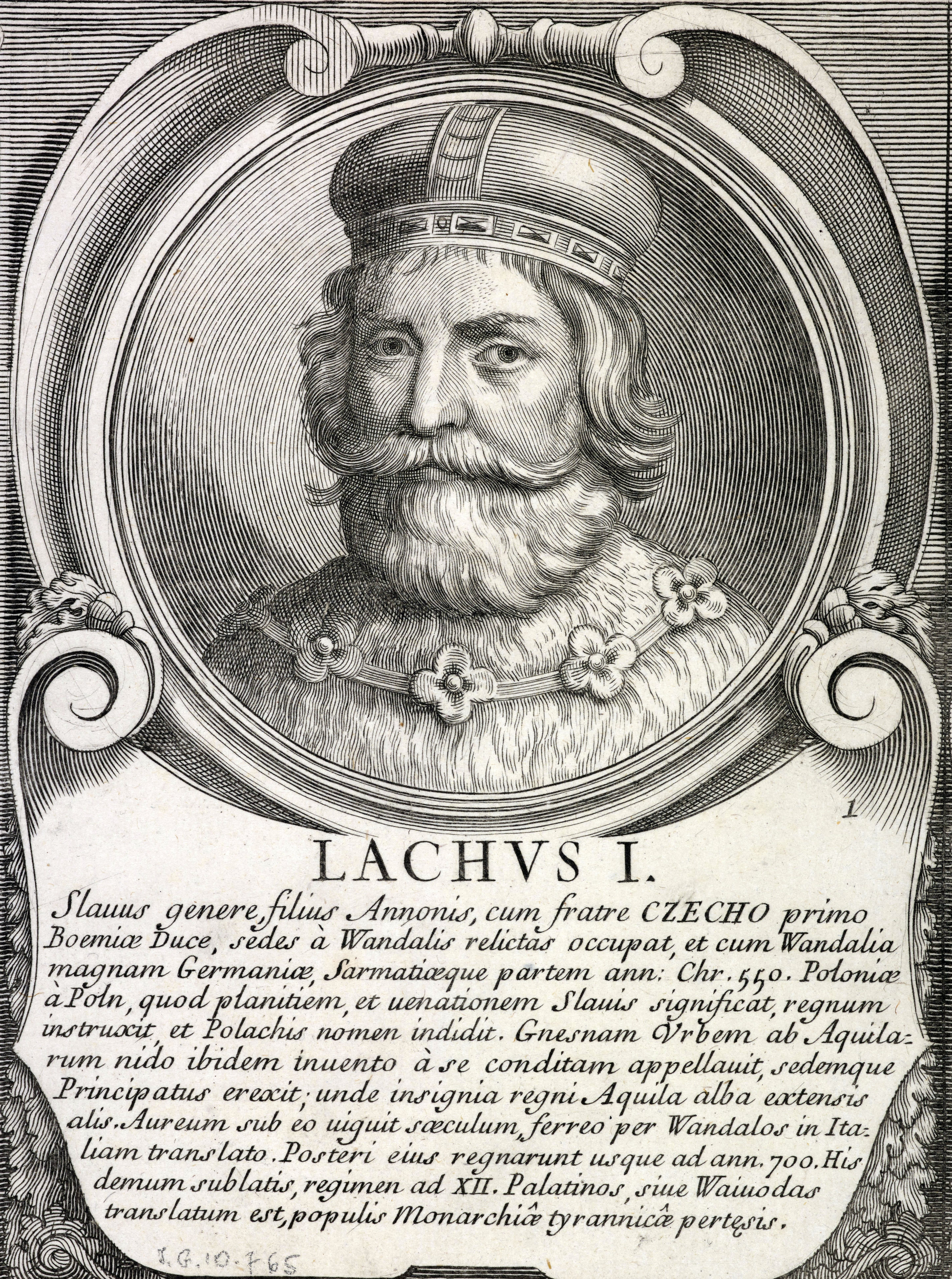
Lech I

La genesi della szlachta, a maggior ragione perché atavica, appare da sempre oscura: in virtù della sua longevità, i suoi membri spesso le riservavano l'aggettivo odwieczna (eterna). Si sono avanzate due teorie storiche popolari relative alle sue origini dagli storici e dai cronisti di epoca medievale e moderna. La prima riguardava una presunta discendenza dall'antica tribù iraniana dei Sarmati, la quale, nel II secolo d.C., si insediò in alcune aree dell'Europa orientale e del Medio Oriente; la seconda prevedeva un legame genealogico con Jafet, uno dei figli di Noè. Al contrario, si diceva che i contadini fossero i discendenti di un altro figlio di Noè, Cam, e quindi soggetti alla schiavitù per via della maledizione che poi lo riguardò: gli ebrei, infine, erano considerati legati a Sem. Altre fantasiose ipotesi ascriverebbero la sua fondazione ad opera di Giulio Cesare, Alessandro Magno o alcuni capi regionali che avevano mantenuto la propria stirpe illibata dal sangue di "schiavi, prigionieri o stranieri".
Un'altra ricostruzione descrive la sua derivazione da un gruppo di combattenti non di etnia slava noti come Lechiti (Lechitów), progenitori di vari popoli e, non ultimi, degli stessi polacchi. In modo curiosamente simile all'ideologia di stampo nazista secondo la quale l'élite polacca vantava origini nordiche, (il blasone della famiglia Boreyko, per esempio, si connotava di una svastica), quest'ipotesi affermava che questa classe superiore non vantava radici slave come quella dei contadini (in polacco kmiecie; in latino cmethones) su cui esercitavano il proprio governo.
Nell'antica Polonia finirono dunque per distinguersi due principali gruppi, quello della szlachta e quello dei contadini, con ognuno che preservava gelosamente le proprie abitudini e tradizioni. In una società così elitaria e gelosa della sua stratificazione, la sensazione di superiorità della szlachta generò convinzioni che in periodi successivi sarebbero state caratterizzate da forti discriminazioni. Lo scrittore e moralista Wacław Potocki (1621-1696), il cui blasone era quello degli Śreniawa, affermò che i contadini fossero "per natura idonei a coltivare la terra e spingere l'aratro" e che "anche un contadino istruito sarebbe rimasto sempre un contadino, perché è impossibile trasformare un cane in una lince". Pertanto, è legittimo ritenere che la casta si considerasse ariana anche al fine di distinguersi dalle masse su cui governavano.
La discendenza veniva tradizionalmente ricondotta a Lech, fondatore del regno polacco intorno al V secolo e da cui derivava il termine Lechia adoperato per indicare la Polonia nell'antichità. Richard Holt Hutton ha effettuato un parallelo della szlachta, già presente da quando la Polonia era definita Lechia, con il sistema dell'India meridionale, in cui un'aristocrazia composta da membri tra loro pari regnava sui popoli locali di etnie diverse. Vi è chi ha rintracciato alcune consonanze con l'impero romano, nel quale per vari secoli i diritti di cittadinanza erano limitati a un circolo ristretto e anche lì la società si dedicava quasi del tutto all'agricoltura. Secondo lo storico britannico Alexander Bruce Boswell, l'ideale della szlachta del XVI secolo era la polis greca, in cui conviveva un corpo di cittadini d'élite, una piccola classe mercantile e una moltitudine di lavoratori, alcuni dei quali legati da un rapporto di servitù. La szlachta godeva inoltre del diritto esclusivo di accedere al clero fino alle spartizioni della Polonia: il rapporto tra aristocrazia e chiesa si intrecciò più e più volte, così come il comune sentimento di superiorità nei confronti della classe contadina. Parafrasando una citazione del vescovo di Poznań, Wawrzyniec Grzymała Goślicki (1530 o 1540-1607):

##### Casta militare e aristocrazia

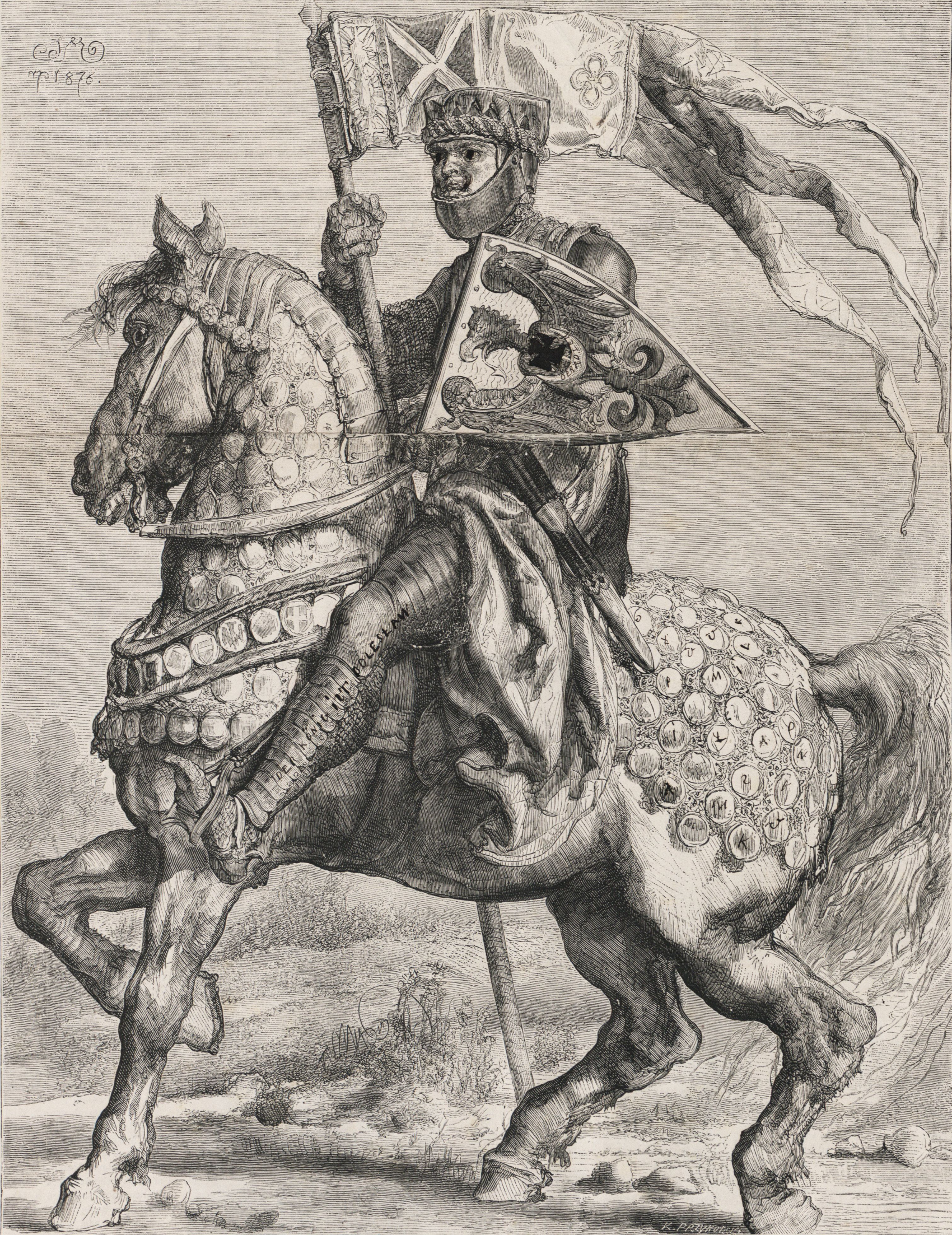
Boleslao I l'Alto (1127-1201) con scudo araldico in un'illustrazione di Jan Matejko

La casta non era solo attiva in ambito politico ma anche in quello militare, come nella società indù. Nell'anno 1244, Boleslao I di Masovia, definì in uno scritto in latino gli esponenti principali del clan dei cavalieri come membri di una genealogia:
La documentazione relativa al mandato di Raciborz e Albert è il primo relativo all'uso di un nome del clan e della vocitatio con cui si definiva lo status d'onore dei cavalieri polacchi. I nomi di genealogiae cavalleresche vennero associati a dispositivi araldici solo più tardi nel Medioevo e nel primo periodo moderno. Il nome e il grido di battaglia della famiglia polacca ritualizzavano lo ius militare, cioè la facoltà di poter comandare un esercito e vennero usati qualche tempo prima del 1244 per definire lo stato cavalleresco.
Gli scudi e i blasoni ereditari con eminenti privilegi annessi furono un onore derivante dagli antichi tedeschi, in quanto dove essi non abitavano e dove le usanze tedesche erano sconosciute non esisteva nulla del genere. L'araldica in Polonia finì con l'interessare i cavalieri provenienti dalla Slesia, dalla Lusazia, dal Meißen e dalla Boemia, in virtù delle frequenti migrazioni che avvennero tra il XIII e il XIV secolo. Tuttavia, a differenza di altre cavallerie europei, i blasoni erano associati ai nomi delle famiglie (genealogiae) dei cavalieri polacchi e alle grida di battaglia (godło), poiché i vessilli venivano issati dalle varie dinastie nei propri reggimenti di riferimento.
Intorno al XIV secolo, apparivano poche differenze tra i cavalieri e la szlachta in Polonia: i membri di quest'ultima avevano l'obbligo personale di difendere il paese (pospolite ruszenie), diventando così all'interno del regno una casta militare, quasi esclusivamente ereditaria, e un'élite con potere politico e ampi diritti assicurati.
Per quanto riguarda le prime tribù polacche, essendosi esse distribuite nell'odierna Polonia già nell'Alto medioevo, si solidificarono nel corso dei secoli tradizioni di lunga data. In ambito politico, va sottolineata la costituzione della veče, considerata storicamente un embrione degli odierni parlamenti: si trattava di un'assemblea popolare che coinvolgeva diversi gruppi di polacchi e che necessitava di un uomo a capo della stessa per operare meglio. Tale evento non solo portò alla nascita della figura di un'autorità centrale, ma anche a un sempre maggiore coinvolgimento di uomini provenienti da aree geografiche diverse, i quali finirono per avvicinarsi e sentirsi più uniti, e alla formazione di un privilegio elettorale riservato alle élite che partecipavano alle veče.
Le tribù erano governate da famiglie (ród) costituite da consanguinei o persone legate da un vincolo di matrimonio che si riconoscevano in un antenato comune e praticavano culti comuni, in maniera simile al sistema delle gentes di epoca romana; il singolo nucleo familiare si definiva rodzina, mentre un insieme plemię. Lo starosta (o starszyna) esercitava funzioni giudiziarie e militari sulle varie ród, sebbene questo compito fosse spesso esercitato congiuntamente con un'assemblea degli anziani. Le roccaforti, chiamate gród, furono costruite in luoghi in cui il culto religioso era davvero sentito, dove venivano condotti i processi e dove le famiglie si riunivano in caso di minaccia esterna.
Miecislao I di Polonia (935 circa-992) si fece accompagnare da uno stuolo di cavalieri d'élite nel suo esercito provenienti da regioni geografiche diverse, allo scopo più o meno velato di rafforzare l'unità delle tribù lechitiche e preservare la forza del suo stato anche grazie alla conversione al cristianesimo. Sono state ritrovate alcune prove in fonti di epoca successiva le quali testimoniano che pure i successori di Miecislao I utilizzarono una tattica simile.
Un altro gruppo di cavalieri riuscì ottenere delle terre in forma di allodio e non come feudo dal principe, circostanza che permise di potersi meglio sostentare e di disporre delle risorse idonee a servire militarmente il signore di turno. Nel corso dei secoli, si gettarono le fondamenta per dare vita a una particolare forma di possesso, il cosiddetto folwark (una sorta di latifondo), in cui un numero crescente di contadini si trovò costretto a fornire manodopera al signore di turno, che poteva acquisire, in virtù della sua cospicua capacità economica, ulteriori terreni, fornendo in cambio di vitto e alloggio; questo meccanismo limitò i diritti delle città e costrinse la maggior parte dei contadini ad un vero e proprio rapporto di servitù (si pensi ancora, a titolo di esempio, al fondo diviso in epoca alto medievale in pars massaricia e pars dominica, dove quest'ultima, in maniera simile al folwark, fungeva da riserva privata del signore ed era coltivata dai servi, mentre la prima, costituita da mansi, veniva affidata alla famiglia contadina). Un guerriero polacco appartenente alla casta militare che viveva prima del XV secolo veniva chiamato rycerz: quasi equivalente per caratteristiche al "cavaliere" europeo, si differenziava soprattutto per il fatto che il suo ruolo era perlopiù di carattere ereditario. Il rango che accorpava questi guerrieri veniva indicato come rycerstwo e racchiudeva le famiglie più ricche della Polonia, oltre che cavalieri itineranti giunti dall'estero in cerca di fortuna. Poiché la pratica di tenere in grande considerazione da parte dai sovrani le famiglie dei cavalieri proseguì a lungo, risulta facile comprendere perché esse confluirono nella szlachta. Assolti da particolari fardelli e obblighi previsti dalla legge ducale, emerse presto la convinzione logica secondo cui solo i rycerstwo, ovvero coloro che combinano l'abilità militare con le virtuose origini, potevano servire come funzionari nell'apparato statale. Alcuni rycerstwo si distinguevano dagli altri perché legati a dinastie tribali ataviche o perché i Piast in persona gli avevano assegnato particolari benefici. In virtù della loro ingente ricchezza, i membri di tale categoria erano detti możni (magnati). Qualora fosse venuta meno la buona stella, la perdita totale o parziale del proprio patrimonio non comportava la perdita completa del proprio status politico, ma semplicemente l'equiparazione ai cavalieri meno abbienti.
Durante il periodo della frammentazione interna, durato circa 200 anni e dovuto alla spartizione della Polonia effettuata da Boleslao III Boccatorta tra i suoi figli, prese forma la struttura politica nella quale i latifondisti, sia ecclesiastici che laici, superarono i rycerstwo per influenza.
Alcuni magnati discendenti da dinastie tribali secolari, forti della propria posizione, si proclamarono co-proprietari dei domini dei Piast in epoca alto-medievale, spingendo la corona a provare ad arginare il loro peso. Questo gruppo di insorti, capeggiato dal palatino Sieciech, provò costantemente a minare nello specifico l'autorità di Boleslao III Boccatorta. Nella cronaca di Gallo Anonimo, trapela in maniera vivida la preoccupazione dei magnati quando Sieciech "elevò quelli di una classe inferiore [ovvero la media nobiltà] rispetto a quelli che erano nobili per diritto di nascita", affidandogli cariche pubbliche nel tentativo di accaparrarsi le loro simpatie.

#### Lituania

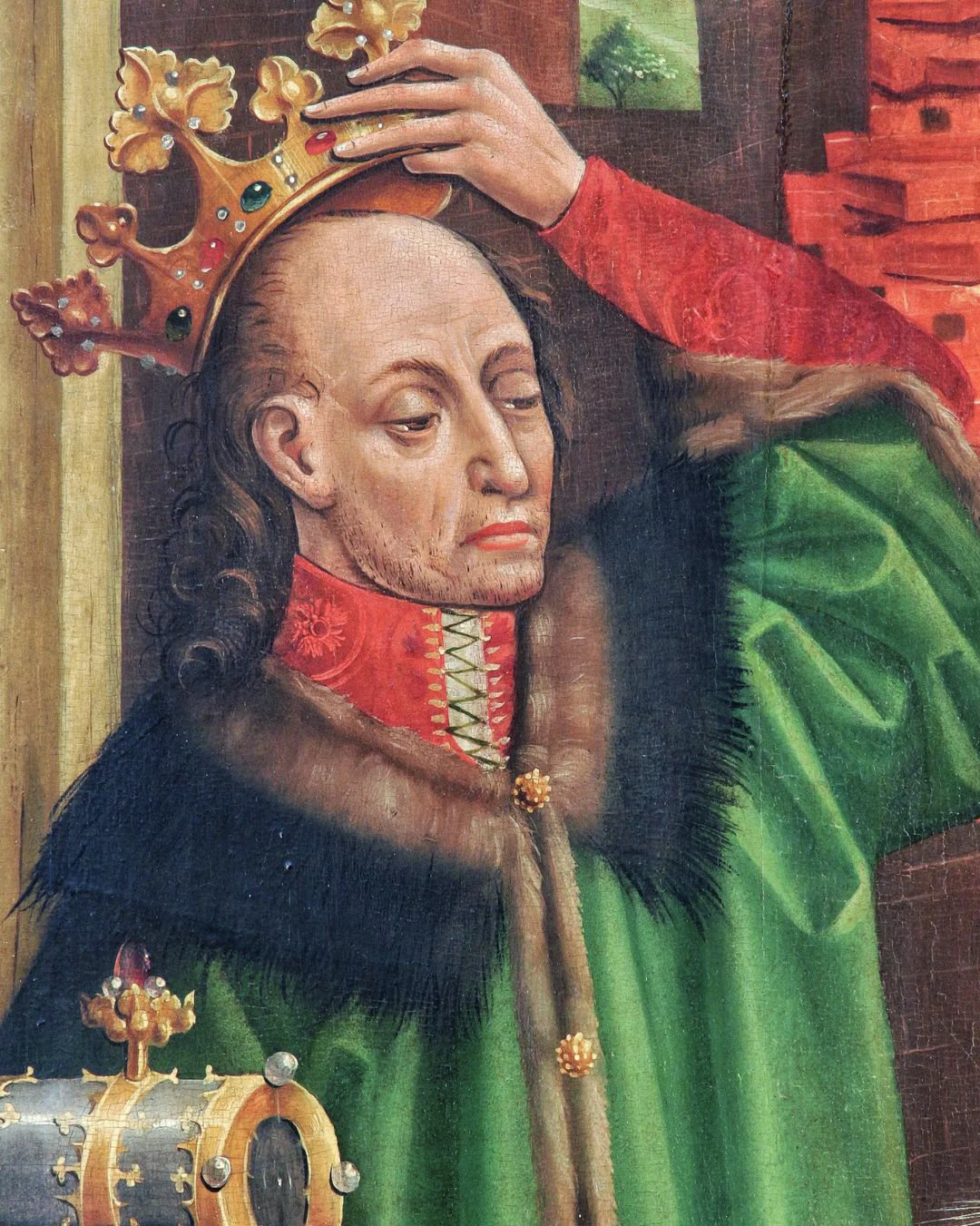
Jogaila (noto in Polonia come Ladislao II Jagellone)

In Lituania Propria e in Samogizia, prima della creazione del Regno di Lituania ad opera di Mindaugas, i nobili erano chiamati die beste leuten in fonti tedesche, mentre in lituano didikai. La nobiltà superiore era chiamata kunigai o kunigaikščiai (duchi), un termine preso in prestito dallo scandinavo konung, con cui si designavano i signori locali e i comandanti in guerra. Durante il processo di formazione dello stato, divennero gradualmente subordinati ai duchi superiori e, più tardi, al granduca, figura per taluni considerabile un primus inter pares: i membri della famiglia regnante e della nobiltà ricevevano infatti dei feudi da amministrare ed erano indipendenti in relazione ad alcuni limitati ambiti, il più importante dei quali risultava la politica fiscale. A causa dell'espansione lituana in Rutenia a metà del XIV secolo, apparve un nuovo termine per designare l'aristocrazia, bajorai, dal ruteno "бояре". Il termine è adottato ancora oggi in Lituania, anche per indicare l'aristocrazia di altre realtà.
A seguito dell'unione di Horodło, l'aristocrazia baltica acquisì lo stesso status delle sue controparti polacche. Nel corso dei secoli, essa affrontò un percorso di polonizzazione, durante il quale molti abbracciarono con favore l'avvicinamento a Varsavia. Nel XVI secolo, nella corte di Vilnius cominciò a diffondersi la leggenda secondo cui i lituani vantassero origini legate addirittura ai romani e che la lingua lituana derivasse dal latino. Poiché ciò generò una logica contraddizione, essendo i Sarmati, da cui sostenevano di discendere i polacchi, nemici dei romani, si cercò di strutturare una teoria più credibile e questo passò anche dalla redazione della fantasiosa cronaca di Bychowiec. I forti legami culturali con la slazchta portò a coniare un nuovo termine per la nobiltà lituana che apparve nel XVI secolo, ovvero šlėkta, un prestito linguistico che però di recente è in disuso.
Il processo di polonizzazione sopraccitato si protrasse per un lungo arco temporale e non risultò immediato, coinvolgendo in principio le figure di spicco della nobiltà e poi, a poco a poco, fasce più ampie della popolazione. I principali effetti sulla noblesse minore si verificarono dopo che varie sanzioni vennero imposte dall'Impero russo, la più restrittiva delle quali appariva il bando della stampa lituana, attivo dal 1865 al 1904. Naturalmente, in quella parentesi storica, la russificazione messa in atto dai nuovi signori passò anche dall'invito alla conversione dal cattolicesimo all'ortodossia.

#### Rutenia
Dopo che il Principato di Galizia-Volinia venne assorbito dal Granducato, l'aristocrazia della Rutenia si integrò gradualmente con il Granducato di Lituania, che divenne una potenza sempre più multiculturale e caratterizzata dal multilinguismo. Molte famiglie nobili rutene si sposarono con i lituani.
I diritti dei nobili ortodossi erano nominalmente uguali a quelli di cui godevano polacchi e lituani, ma si esercitarono spesso pressioni culturali volte a favorire la conversione al cattolicesimo. Una simile politica fu notevolmente attenuata nel 1596 dall'unione di Brest: tra i personaggi più celebri legati alla Rutenia si possono citare i senatori Adam Kisiel e Jerzy Franciszek Kulczycki.

## Onomastica

### Evoluzione dei cognomi

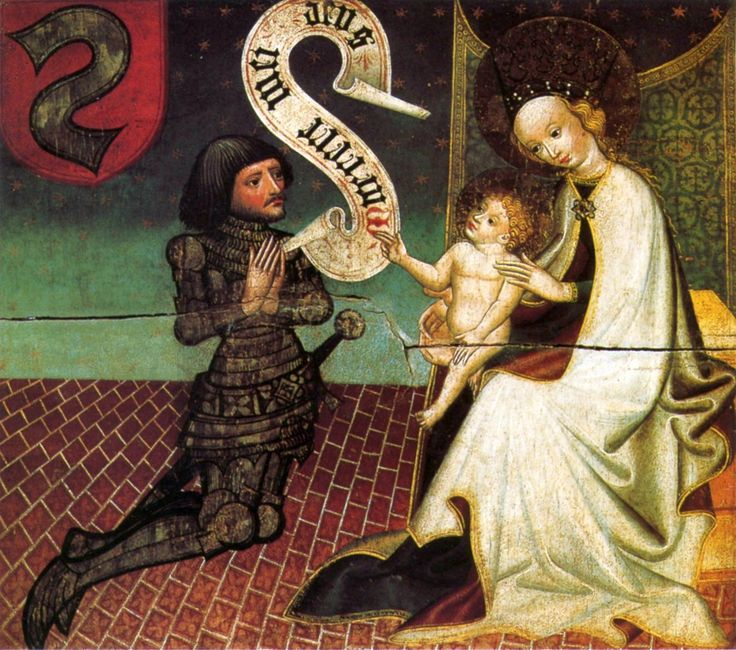
Epitaffio dello szlachcic Giovanni di Ujazd con in alto a sinistra il blasone di Srzeniawa. Realizzato da un artista sconosciuto, si trova presso la chiesa di Czchów, nel Voivodato della Piccola Polonia e risale al 1450

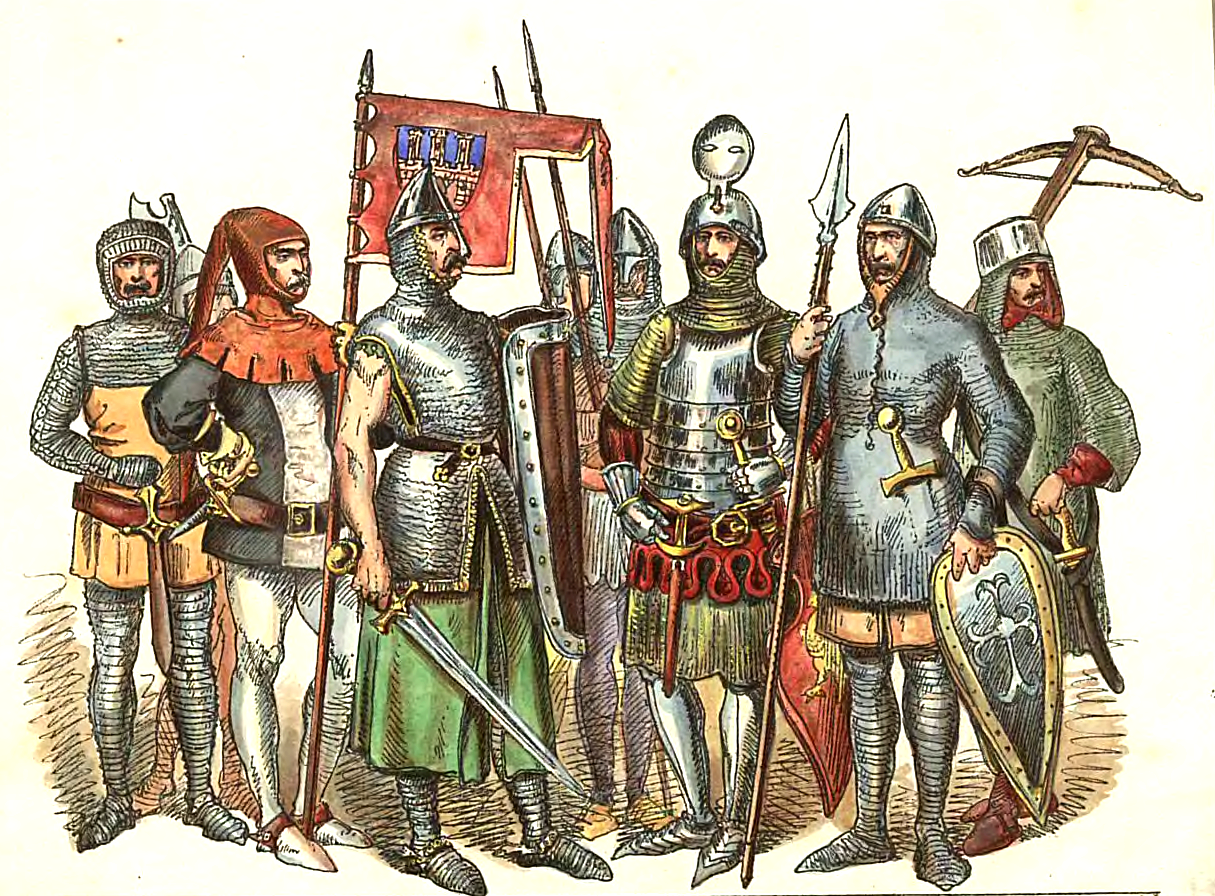
Rycerstwo (1228-1333)

In epoca antica, la szlachta adoperava cognomi topografici per identificarsi. Per esempio, il termine polacco dąb, che significa "quercia", mentre Dąbrowa sta per "foresta di querce", ha generato il cognome Dąbrówka, letteralmente "boschetto". La preposizione rappresentata dalla lettera z (che significa "da" e, a volte, "a") più il nome della propria eredità o proprietà aveva lo stesso prestigio del de nei cognomi francesi o italiani come "de Châtellerault" o "de Medici", oppure von o zu in quelli tedeschi come "von Weizsäcker" o "zu Rhein". Sempre seguendo l'esempio prima citato, il polacco "z Dąbrówki" e "Dąbrowski" vuol dire pertanto la stessa cosa: "di, da Dąbrówka"; ancor più precisamente, "z Dąbrówki" significa possedere il patrimonio o la proprietà Dąbrówka e non necessariamente proveniente da.
Tante famiglie importante hanno un cognome toponomastico o cognome topografico, un cognome derivato da un toponimo . Ad esempio, il nome della famiglia dei conti Litwicki  (Litwiccy, Litwifski) è stato formato con il suffisso patronimico -ic dal nome etnico Litwa, cioè Lituania, "nazione di lituani". Si riferisce al primo impero moderno dell'Europa centrale, l’Unione polacco-lituano (1569-1648).
Quasi tutti i cognomi dell'antica szlachta polacca possono essere ricondotti a un patrimonio o località delle proprie tenute, nonostante il tempo abbia disperso la maggior parte delle famiglie lontano dalla loro casa originale. Giovanni di Zamość si faceva chiamare Giovanni Zamoyski, Stefano di Potok Potocki.
Almeno a partire dal XVII secolo i cognomi delle famiglie della szlachta divennero fissi e passarono di generazione in generazione, rimanendo in quella forma fino ad oggi. Prima di allora, un membro della dinastia si serviva semplicemente del nome di battesimo (ad esempio Jakub, Jan, Mikołaj, ecc.) e il nome del blasone comune a tutti i membri della sua discendenza.
Un membro della famiglia veniva identificato come, ad esempio, "Jakub z Dąbrówki", herbu Radwan, (Jakub da/a Dąbrówki del clan dei cavalieri Radwan), o "Jakub z Dąbrówki, Żądło (cognomen): più tardi, il przydomkiem/cognome/agnomen, herbu Radwan "(Jakub da/a [possessore di] Dąbrówki con il nome distintivo Żądło del clan dei cavalieri Radwan o Jakub Żądło, herbu Radwan.
Il fascino della cultura romana si fece sentire anche in ambito onomastico oltre che linguistico, in quanto il latino era ampiamente parlato negli ambienti dell'élite polacca: si pensi in particolare all'introduzione del meccanismo dei tria nomina per distinguerli da quelli dei contadini e degli stranieri.
Bartosz Paprocki prende a mo' di esempio la famiglia Rościszewski, i quali assunsero cognomi diversi dai toponimi dei vari possedimenti o tenute su cui esercitavano la propria autorità. Il ramo della dinastia stabilitosi a Chrapunia divenne noto come Chrapunski, il ramo cadetto stanziatosi a Strykwina Strykwinski, quello dei Rościszewski trasferitisi a Borkow Borkowski. Ogni stirpe condivideva un antenato comune e apparteneva allo stesso clan di cavalieri: per questo essi esibivano lo stesso blasone della famiglia dei Rościszewski. Il sistema clan/gens/ród sopravvisse per tutta la storia polacca.

### Araldica

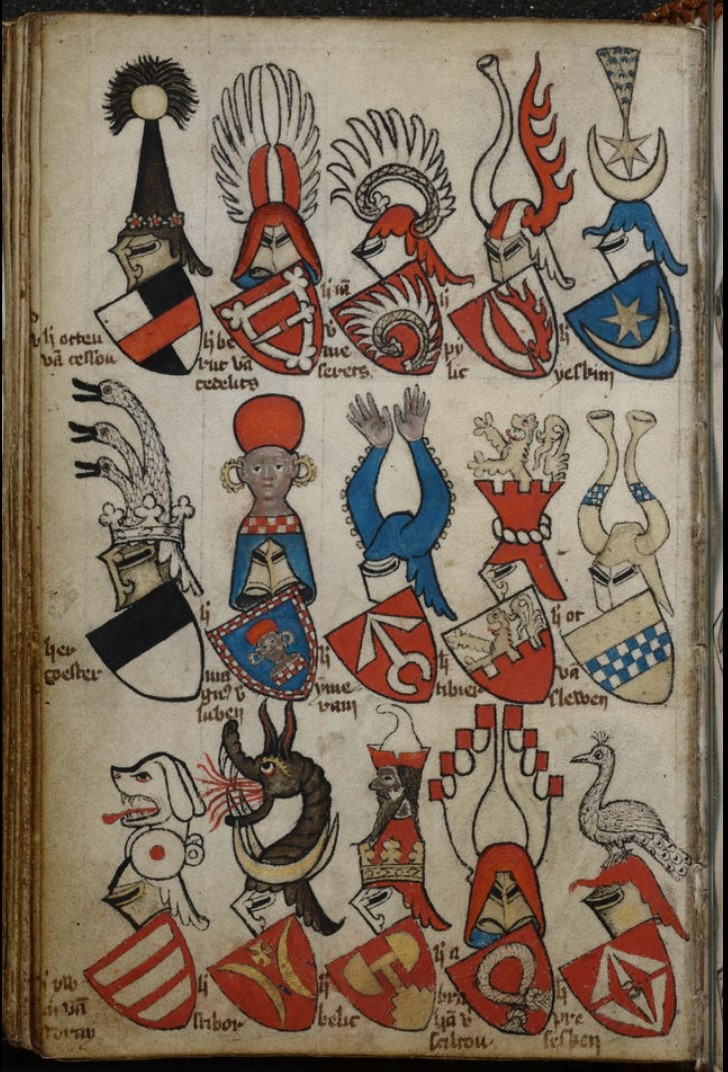
Blasoni polacchi nell'armoriale di Gheldria (compilato prima del 1396): nello specifico, quelli indicati appartengono ai Leliwa, agli Ogończyk, agli Ostoja e ai Nałęcz

I blasoni rivestivano un ruolo fondamentale per la szlachta: l'araldica si sviluppò di pari passo con quella dell'Europa centrale, mentre differiva in molti modi dall'araldica di altri paesi europei. Il cavalierato polacco aveva legami e radici con la Moravia, ad esempio i di Poraj e in Germania, ad esempio i Junosza.
Ogni clan/gens/ród di cavalieri aveva un suo simbolo: tranne che per poche eccezioni, non vi erano insegne di famiglia. Ogni blasone recava un suo nome e un motto, spesso condiviso da vari rami cadetti, anche se non mancarono casi in cui alcune discendenze venivano confuse per via di somiglianze a livello araldico.

Modello di base di un blasone nobiliare polacco

Al momento dell'Unione di Horodło, quarantasette famiglie di signori e boiardi lituani cattolici si avvicinarono alla szlachta e ricevettero l'autorizzazione ad adoperare blasoni polacchi.

#### Ereditarietà
La tradizione di differenziare tra un blasone e una losanga, riservato alle donne, non prese piede in Polonia; la brisura compariva raramente. Nel XVII secolo, senza differenza alcuna, persone di sesso maschile e femminile ereditavano un blasone dal proprio padre. Quando i matrimoni misti si diffusero dopo le spartizioni, cioè tra cittadini comuni e membri della nobiltà, come cortesia, i bambini potevano rivendicare un blasone dal loro lato conocchia, ma ciò risultava solo tollerato e non poteva essere trasmesso alla generazione successiva. Ciò spiega in parte la proporzione relativamente ampia di famiglie polacche che aveva diritto a un blasone nel XVIII secolo. Un altro fattore da citare riguardava l'arrivo di coloni stranieri titolati, soprattutto dalle terre tedesche e dall'impero asburgico.
I figli illegittimi potevano utilizzare il cognome e il titolo della madre con il consenso del padre della donna: tuttavia, talvolta capitava che essi venissero adottati e cresciuti dalla famiglia del padre naturale, acquisendo così il cognome di quest'ultimo ma non il titolo o l'emblema.

## Nobilitazione

### Regno di Polonia
Nel Regno di Polonia e, più tardi, nella Repubblica delle Due Nazioni, la nobilitazione (nobilitacja) consisteva nell'assegnazione a un individuo a cui dello status giuridico di membro szlachcic della nobiltà nazionale. In principio, questo privilegio poteva essere concesso dal monarca, ma dal 1641 in poi tale diritto passò esclusivamente in capo al sejm. Assai spesso la persona che veniva nobilitata si univa a un clan della szlachta esistente e assumeva lo stesso identico blasone: anche questo spiega come mai più famiglie avessero la medesima insegna nobiliare.
Il numero di nobilitazioni legalmente concesse (naturalizzazione) dopo il XV secolo appariva minimo. Secondo fonti araldiche, il totale di nobilitazioni legali emesse tra il XIV secolo e la metà del XVIII secolo era stimato infatti in circa 800. Pare che Charles Joseph de Ligne, nel tentativo di ottenere lo status di nobile polacco, affermò nel 1784: "È più facile diventare duca in Germania che essere annoverato tra i nobili polacchi.
Verso la fine del XVIII secolo, si verificò un netto aumento nel numero di nobilitazioni: questo può essere facilmente spiegato se si contestualizza il declino in corso, il conseguente crollo della Confederazione e la necessità di reclutare soldati e altri capi militari.

#### Procedure e numero stimato di nobilitazioni

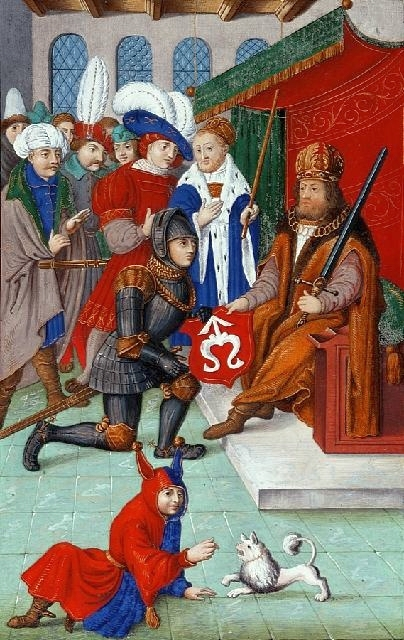
Nobilitazione della famiglia Odrowąż nel XII secolo da parte dell'imperatore del Sacro Romano Impero con il blasone degli Odrowąż ereditato da Prandota il Vecchio, probabile fondatore della chiesa di San Giovanni Battista a Prandocin, Ducato di Cracovia. Illustrazione tratta dal Liber Genesos illustris Familiae Shidlovicae e realizzata da Stanisław Samostrzelnik

Secondo fonti araldiche, 1.600 è il numero totale stimato di tutte le nobilitazioni legali nel corso della storia del Regno di Polonia e della Confederazione polacco-lituana dal XIV secolo in poi (metà delle quali furono concesse negli ultimi anni della fine del XVIII secolo).
Vi erano vari tipi di nobilitazione che si potevano assegnare:
- Adopcja herbowa: era l'antica procedura di nobilitazione, popolare nel XIV secolo, collegata all'adozione in un clan della szlachta esistente tramite un atto del monarca. Quest'ultimo concedeva un frammento del proprio blasone stabilendo un'alleanza con la famiglia del re; in alternativa, il cavaliere che aveva già a disposizione un proprio blasone ne richiedeva la conferma dell'utilizzo alla Corona. Una simile modalità di assegnazione andò abolita nel XVII secolo;[87]
- Skartabellat: introdotto dai pacta conventa del XVII secolo (dal 1669), si trattava di una forma di nobilitazione "sottoposta a condizione" o "da guadagnare". Chi ne usufruiva non poteva detenere cariche pubbliche o essere membro del Sejm ma, dopo tre generazioni, i discendenti di queste famiglie sarebbero "maturati" diventando parte del primo gradino della piramide gerarchica nella szlachta. Nel 1768, 1775 (quando si impose un ulteriore requisito, ovvero l'acquisto o il possesso di una proprietà terriera) e nel 1790 si procedette ad usufruire di questo modus operandi per rendere aristocratici funzionari pubblici, giuristi e ufficiali militari al servizio della Polonia Nel solo 1790, ebbero luogo 400 elevazioni al grado di nobiltà tramite lo skartabellat, un numero più alto di quante ne erano state assegnate nell'intero corso della storia polacca precedente;[88][89]
- Indygenat: dall'espressione latina indigenatus, riconoscimento dello status di nobiltà straniera. Dopo aver acquisito lo status di Indygenat, il soggetto riceveva tutti i privilegi di uno szlachcic polacco: ad assegnare il titolo, fino al XVII secolo, erano re e Seim, mentre più tardi tale operazione la eseguiva il parlamento in autonomia. Nella storia polacca furono riconosciute 413 famiglie nobili straniere;[86]
- Nobilitazione segreta: si trattava di un metodo avente fondamenta giuridiche discutibile, spesso non riconosciuto da molti membri della szlachta. In genere veniva concesso dal monarca eletto senza la necessaria approvazione legale del Sejm.[90]

### Granducato di Lituania
Alla fine del XIV secolo, nel Granducato di Lituania, Vitoldo il Grande riformò l'esercito: anziché chiamare tutti alle armi, creò forze composte da guerrieri professionisti, i bajorai ("nobili", un concetto molto simile alla figura del boiardo in Moscovia). Poiché non c'erano abbastanza aristocratici, Vitoldo addestrò uomini adatti, sollevandoli dal lavoro sulla terra e da altri doveri; in virtù del proprio servizio militare concesso al granduca, andava loro promesso un appezzamento, il quale sarebbe stato lavorato da uomini salariati (la pratica era detta veldamas). Le famiglie nobili di recente formazione assunsero, in genere, i nomi di battesimo pagani dei propri antenati andati incontro a nobilitazione; è il caso dei Goštautai, dei Radvilos, degli Astikai, dei Kęsgailos e di altre discendenze. A queste famiglie furono concessi emblemi araldici grazie all'unione di Horodlo del 1413.
Nel 1506, il re Sigismondo I il Vecchio confermò la posizione del Consiglio dei signori lituani nella politica statale e l'ingresso limitato nella cerchia più alta.

## Privilegi

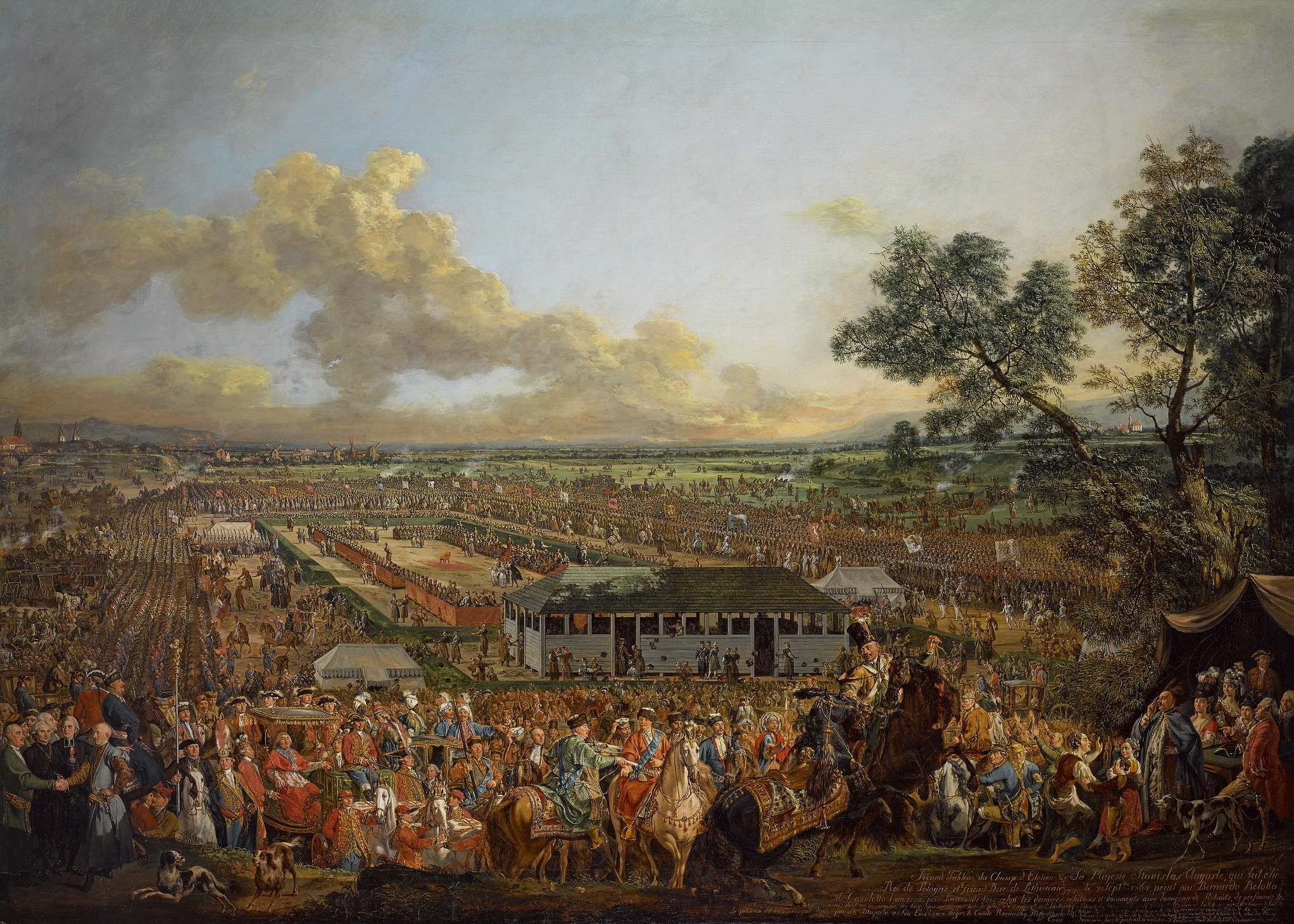
Elezione di Stanislao II Augusto Poniatowski nel 1764

I diritti specifici della szlachta includevano:
1. Il godere e disporre della proprietà terriera in modo pieno ed esclusivo sotto forma di allodio e non di feudo, senza limite temporale alcuno salvo caso di cessione.[11] La szlachta aveva il monopolio delle terre (con ziemiaństwo si indicava la nobiltà terriera), mentre i contadini non potevano possederle;[7][93]
2. Il diritto di partecipazione alle assemblee politiche e militari della nobiltà regionale;
3. Il diritto di formazione dei consigli amministrativi indipendenti nelle proprie aree di residenza;
4. Il diritto di votare per i re polacchi;
5. Il diritto di viaggiare liberamente ovunque nella Confederazione o al di fuori di essa, come tra l'altro imponeva talvolta la politica estera;
6. Il diritto di richiedere informazioni agli uffici della Corona;
7. Il diritto alla semi-indipendenza spirituale dal clero;
8. Il diritto di interdire, in maniera efficace, il passaggio di stranieri e cittadini attraverso le proprie terre in caso di urgenza e necessità;
9. Il diritto di priorità sui tribunali dei contadini;
10. Diritti speciali nei tribunali polacchi, inclusa l'impossibilità di essere sottoposti ad arresto arbitrario e patire punizioni corporali;
11. Il diritto di vendere i propri servizi militari o amministrativi;
12. Diritti araldici;
13. Il diritto a ricevere una retribuzione più alta quando si partecipava alla mobilitazione per la difesa della nazione;
14. Diritti nel campo dell'istruzione;
15. Il diritto di importare spesso merci esenti da dazio.
16. Il diritto esclusivo di accedere nel clero (in vigore fino alle spartizioni della Polonia);
17. Il diritto di processare i propri contadini per reati maggiori (la portata fu ridotta ai soli reati minori dopo gli anni Sessanta del Settecento).[94]

Come sottolineano Robert Bideleux e Ian Jeffries, i principali mutamenti legislativi significativi in riferimento alla szlachta interessarono l'esenzione dall'imposta fondiaria (sancita nel 1374), l'abrogazione degli arresti arbitrari e/o sequestri di proprietà (1425), la necessità che l'impiego delle forze militari e di nuove gabelle venissero approvate dai Sejm provinciali (1454), gli statuti emanati tra il 1496 e il 1611 che garantivano alcuni diritti minori ai cittadini comuni.

### Nobili reali e presunti

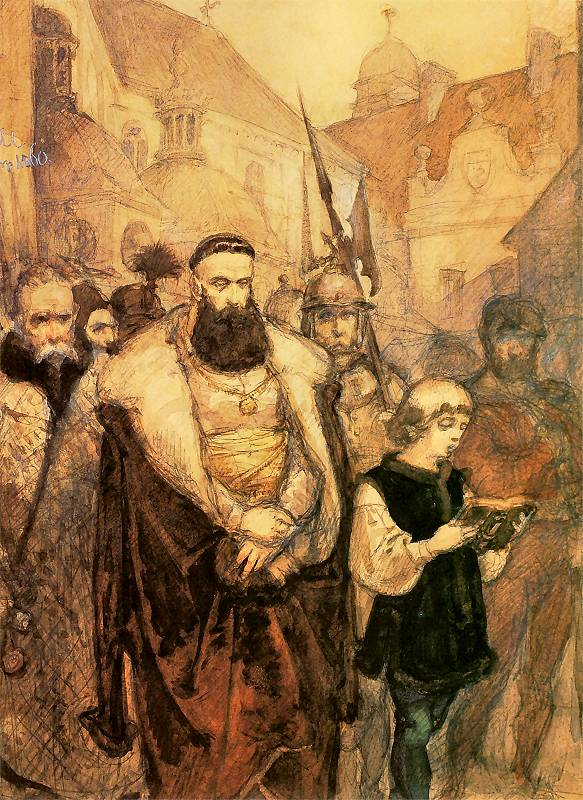
Samuel Zborowski mentre procede verso il patibolo, 26 maggio 1584. Schizzo di Jan Matejko, 1860

I titoli venivano ereditati per discendenza o acquisiti per riconoscimento conferito dal re e, più avanti, dal parlamento. Il modo più raro per ottenere lo status di szlachta era tramite la nobilitazione (naturalizzazione) per meriti inerenti al coraggio dimostrato in combattimento, al servizio reso allo Stato, etc.: è interessante notare come nel corso della storia si susseguirono vari usurpatori che si spacciavano per nobili dicendo di esserlo in altri paesi o perché investiti dei titoli in qualche epoca remota. L'assenza di una sorta di registro dove si annoveravano i membri effettivi della szlachta rese più facili e frequenti tali pratiche, anche perché gli aristocratici si opposero sempre all'ipotesi di venire conteggiati. Nella prima metà del XVI secolo, centinaia di questi pseudo-nobili furono denunciati da Walerian Nekanda Trepka (1550-1630) nel suo Liber generationis plebeanorum (Liber chamorum) o Libro della genealogia plebea (libro di Cam): la scelta di tale intitolazione richiamava il concetto secondo cui i contadini erano considerati discendenti di Cam, il figlio di Noè soggetto a schiavitù per via della sua maledizione. La legge proibiva ai cittadini comuni di detenere proprietà terriere e le prometteva invece a mo' di ricompensa ai denuncianti. Trepka stesso era un nobile impoveritosi che visse documentando centinaia di presunte false affermazioni sperando di rilevare una delle tenute usurpate. Non pare questi riuscì nella sua ricerca, nonostante il suo impiego come segretario del re. Molti sejm emanarono decreti nel corso dei secoli nel tentativo di risolvere questo problema, ma con scarso successo.
L'autopromozione e l'esaltazione non erano limitate ai cittadini comuni: spesso, i membri della szlachta inferiore cercarono ulteriori nobilitazioni da fonti straniere, quindi meno verificabili; in alternativa, si spacciava semplicemente un titolo inventato al momento e per loro esclusivo. Questo avveniva mediante l'acquisto di una serie di titoli stranieri che andava da quello di barone a quello di marchese, passando da quello di freiherr a quello di conte, tutti facilmente traducibili in polacco con Hrabia (corrispondente grosso modo proprio al titolo di conte). Un esempio può essere l'ultimo discendente della famiglia Ciechanowiecki, le cui origini reali del rango di conte sono avvolte nel mistero del XVIII secolo.

### Accrescimento del peso politico

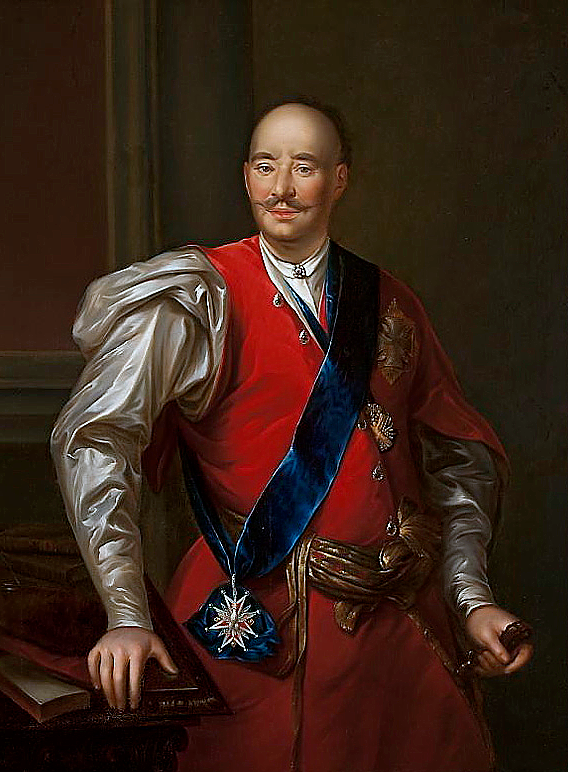
Franciszek Salezy Potocki con indosso l'onorificenza dell'Ordine dell'Aquila Bianca

La szlachta garantì molti diritti non riconosciuti alla nobiltà di altri paesi: nel corso del tempo, ogni nuovo monarca si trovò costretto a cedere loro ulteriori privilegi, i quali gettarono la base della libertà dorata nella Confederazione. Nonostante la presenza di un'autorità centrale, la dottrina politica della Confederazione era riassumibile nella massima «il nostro stato è una repubblica sotto la presidenza del re». Il cancelliere Jan Zamoyski riassunse questa dottrina quando affermò: Rex regnat et non-gubernat ("Il re regna ma non governa"). Una simile posizione di forza risultò determinata anche a causa dell'estinzione delle dinastie reali dei Piast prima e degli Jagelloni poi. Di conseguenza, la nobiltà decise di nominare la massima autorità selezionandola tra i discendenti matrilineali delle discendenze.

#### 1355-1492
Nel 1355 a Buda si concesse il primo privilegio nazionale per la nobiltà, in virtù del quale ad essa veniva assegnata la facoltà di nominare l'erede suggerito dal monarca allora regnante. Casimiro III di Polonia, sovrano a quel tempo, decretò inoltre che la szlachta non sarebbe più stata soggetta a imposte straordinarie e che non avrebbe dovuto più utilizzare proprie risorse economiche per sostenere spedizioni militari straniere. Inoltre, Casimiro promise che, durante i viaggi della corte reale, lui stesso e l'erario avrebbero coperto tutte le spese, anziché richiedere la copertura dei costi alla nobiltà locale.
Nel 1374 Luigi I d'Ungheria approvò il privilegio di Koszyce (przywilej koszycki) per garantire il trono polacco a sua figlia, Edvige. Questi allargò la cerchia nobiliare in termini numerici ed esentò l'intero ceto da tutte le tasse tranne una, il łanowy, in virtù della quale andava pagato un massimo di 2 grossi per łan di terra, un'antica unità di misura polacca. Il diritto del re di aumentare i dazi fu di fatto abolito e nessuna nuova imposta sarebbe stata riscossa senza il consenso della nobiltà. D'allora in poi, gli incarichi distrettuali sarebbero stati riservati esclusivamente alla nobiltà locale, poiché il privilegio di Koszyce proibiva al re di concedere compiti ufficiali e importanti castelli polacchi ai cavalieri stranieri. Infine, il privilegio obbligava il sovrano a pagare un'indennità ai nobili feriti o fatti prigionieri durante una guerra al di fuori dei confini nazionali.
Nel 1422, Ladislao II Jagellone fu vincolato dal privilegio di Czerwińsk (przywilej czerwiński), che stabiliva l'inviolabilità della proprietà dei nobili. Queste non potevano dunque andarono incontro alla confisca se non su verdetto di un tribunale; inoltre, si assegnò una certa giurisdizione in termini di politica fiscale al consiglio reale e, più tardi, al senato della Polonia, incluso il diritto di conio.
Nel 1430, con i privilegi di Jedlnia (przywileje jedlneńsko-krakowskie), confermati a Cracovia in seguito nel 1433, basati in parte su quanto sottoscritto a Brześć Kujawski il 25 aprile 1425, Ladislao II Jagellone concesse alla nobiltà una garanzia contro l'arresto arbitrario e il diritto a un equo processo giudiziario in caso di accusa di un qualsivoglia crimine inoltrata a un membro della szlachta. Il 2 maggio 1447 fu emesso il patto di Wilno, finalizzato a conferire ai boiardi lituani gli stessi diritti già vigenti per la controparte polacca.
Nel 1454, Casimiro IV Jagellone emise gli statuti di Nieszawa (statuty cerkwicko-nieszawskie), con cui effettuava delle concessioni alla piccola nobilità e rafforzava il ruolo dei sejmik, i parlamenti locali. Il re poteva promulgare nuove leggi, aumentare le tasse, o effettuare una chiamata militare di massa tramite il sistema della ruszenie pospolite solo con il consenso dei sejmik, e la nobiltà era protetta dagli abusi giudiziari. L'atto mirava inoltre ad arginare la potenza dei magnati, poiché il Sejm, il parlamento nazionale, aveva il diritto di eleggere molti funzionari, inclusi giudici, voivodi e castellani. Questi privilegi furono richiesti dalla szlachta in cambio della loro partecipazione alla guerra dei tredici anni.

#### Prima elezione reale

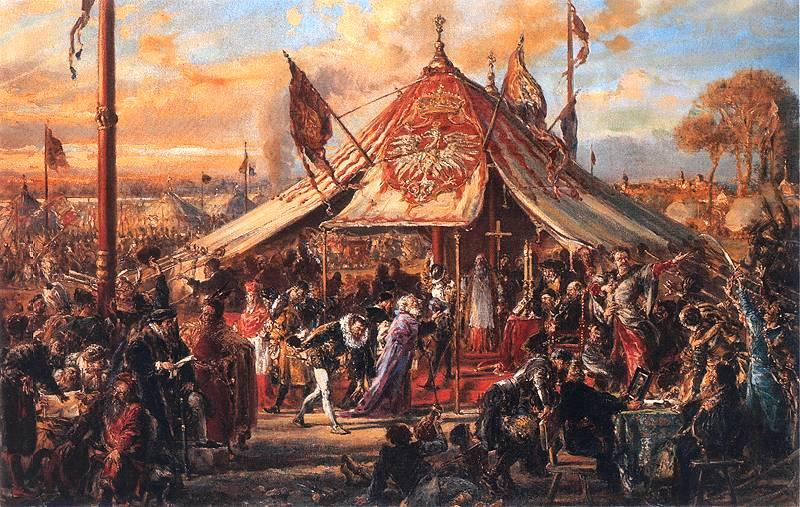
La Repubblica all'apice del suo potere in un'opera di Jan Matejko: l'elezione reale rappresentata è quella del 1573

Le prime "libere elezioni" (wolna elekcja) di un re ebbero luogo nel 1492: a dirla tutta, alcuni monarchi precedenti erano già stati eletti con l'aiuto di assemblee, come quella culminata con la nomina di Casimiro II sul trono, generando così un precedente storico. Solo i senatori votarono nel 1492 e questi scelsero Giovanni I Alberto. Per tutta la durata in cui rimase al trono la dinastia degli Jagelloni, soltanto i membri di quella casata furono considerati idonei per una potenziale candidatura; in seguito, tali restrizioni decaddero.
Nel 1493 il Sejm iniziò a riunirsi ogni due anni a Piotrków. Comprendeva due camere e il numero dei membri aumentò con il passare dei secoli:
- Un Senato composto da 81 vescovi e altri dignitari;
- Una Camera composta da 54 deputati in rappresentanza dei rispettivi domini.

Il 26 aprile 1496 Giovanni I Alberto concesse il privilegio di Piotrków, grazie al quale crebbe la posizione di forza già invero posseduta dalla nobiltà sui servi: il contadino era di fatto legato alla terra e solo a uno dei figli, ma non il primogenito, sarebbe stato concesso lasciare il villaggio. Ai cittadini mieszczaństwo si impedì di possedere terreni e l'accesso al clero venne limitato all'aristocrazia.
Il 23 ottobre 1501, si provò ad avviare una nuova pagina per l'unione polacco-lituana grazie all'intesa di Mielnik, finalizzata ad avvicinare Vilnius a Cracovia: fu da allora che si inaugurò la tradizione di suggellare l'incoronazione del Sejm. Anche in quel frangente, la minore (solo per ricchezza) nobiltà tentò di ridurre la posizione dei magnati con una legge che impediva di metterli in atto stato d'accusa davanti al Senato per abuso di potere. Ciò malgrado, l'atto di Mielnik del 25 ottobre appariva diretto in senso opposto, ovvero fornire tutele ultronee ai più abbienti. I nobili nel loro insieme godevano della facoltà di disobbedire al re o ai suoi rappresentanti (non praestanda oboedientia) e di formare confederazioni (konfederacja) nel caso in cui fossero stati violati i loro privilegi in maniera illegittima. L'atto non andò però mai ratificato.
Il 3 maggio 1505, Alessandro Jagellone garantì tramite il Nihil novi nisi commune consensu (letteralmente "[non si accetta] nulla di nuovo se non per consenso comune") il divieto per il sovrano di approvare nuove leggi senza il consenso dei rappresentanti della nobiltà nel Sejm riunito, rafforzando così notevolmente i poteri della nobiltà. In sostanza, quest'atto segnava il trasferimento del potere legislativo al Sejm e l'inizio della cosiddetta prima repubblica, ovvero la parentesi storica in cui al timore della Confederazione appariva la szlachta.
Nel 1520 l'atto di Bydgoszcz concesse al Sejm il diritto di riunirsi ogni quattro anni, con o senza il permesso del re. In quel periodo iniziò a radunare seguaci il "movimento esecutivo", che si proponeva di realizzare la codifica completa delle leggi, oltre che tutelarne l'esecuzione e l'applicazione. I suoi membri perseguivano altresì lo scopo di minare l'autorità imperante dei magnati al Sejm e rafforzare il potere del monarca, evitandone però un uso arbitrario come aveva fatto, a loro giudizio, Sigismondo I. Nel 1562, al Sejm di Piotrków, il gruppo di riformisti costrinse i magnati a restituire al re molte terre della corona (Krolewszczyzna) in locazione e spronò la corona a creare una sorte di precursore dell'esercito nazionale, il permanente wojsko kwarciane. Uno dei membri più famosi a prendere parte al movimento fu Jan Zamoyski.

#### Fine della dinastia degli Jagelloni

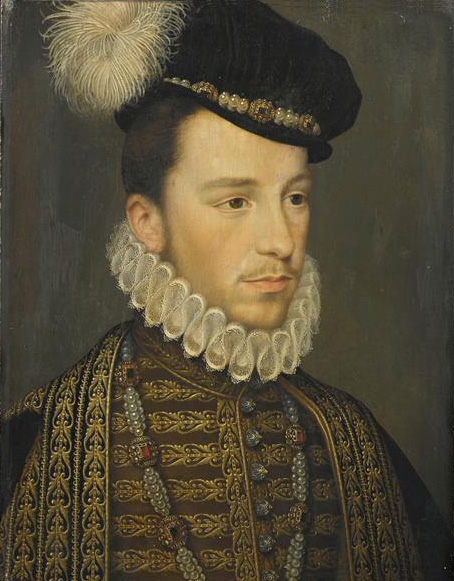
Enrico di Valois, primo monarca eletto nella Polonia-Lituania

Morto Sigismondo II Augusto, ultimo esponente della dinastia degli Jagelloni, venne per forza di cose meno l'usanza di nominare nuovi monarchi appartenenti alla famiglia regnante. Dal 1573, praticamente qualsiasi nobile polacco o straniero di sangue reale avrebbe potuto infatti potenzialmente aspirare a diventare un monarca polacco-lituano. Dalla nomina di Enrico di Valois, il sovrano fu obbligato a rispettare i diritti dei cittadini specificati negli articoli enriciani e nella Pacta conventa, sottoscritti al momento della sua elezione. Nel corso del tempo, i primi furono fusi ai secondi. I documenti apparivano una virtuale "costituzione polacca" e contenevano i principi fondamentali dello Stato:
- Libera elezione dei re;
- Tolleranza religiosa;
- Il Sejm si riunisce ogni due anni;
- Politica estera controllata dal Sejm;
- Un consiglio consultivo reale scelto dal Sejm;
- Posti ufficiali riservati ai nobili polacchi e lituani;
- Tasse e monopoli istituiti solo dal Sejm;
- Il diritto dei nobili di disobbedire al monarca in caso di violazione di una di queste leggi.

Nel 1578, Stefano I Báthory, in qualità di monarca, istituì il tribunale della corona per ridurre l'enorme pressione sulla corte regia. Ciò lasciò gran parte del potere giuridico del monarca in mano ai deputati eletti della szlachta, rafforzando un'ennesima volta il ruolo del ceto più elevato nella piramide sociale. Nel 1581 a tale istituto giudiziario se ne affiancò una controparte in Lituania.

#### Oligarchia dei magnati

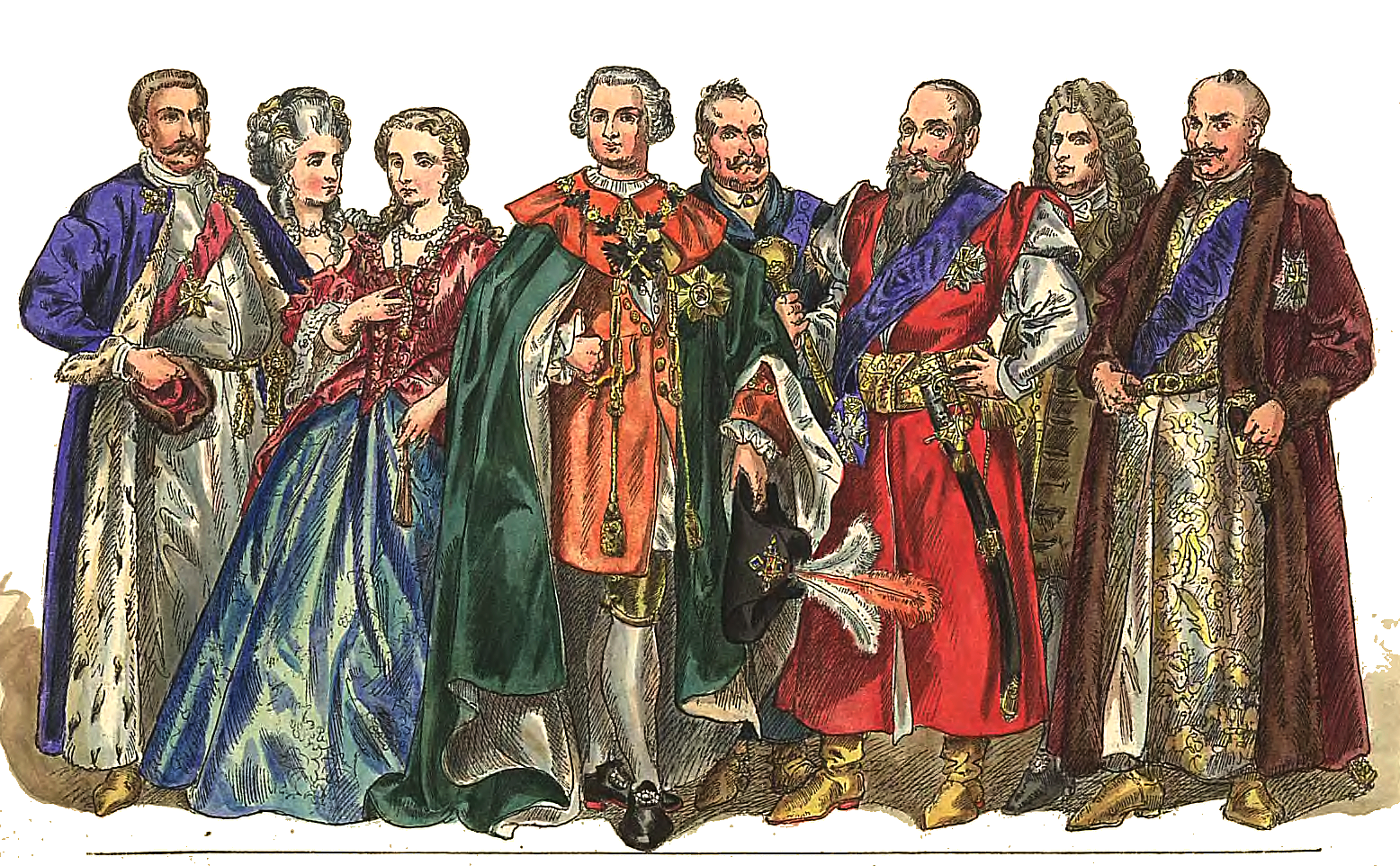
Magnati della Polonia e della Lituania. Illustrazione di Jan Matejko, 1893 circa

Per diversi secoli, i membri ricchi e potenti della szlachta cercarono di ottenere privilegi legali sui loro conterranei. Il tentativo principale di ottenere nuovi titoli per mezzo di una proposta legislativa presentata nel 1459 dalla famiglia Ostroróg si arenò.
Il ruolo assunto dai pochissimi eletti della szlachta talmente abbienti da potersi considerare magnati assunse un ruolo indiscutibile in tutto il periodo di esistenza della Confederazione: solitamente riconoscibili rispetto agli altri per via del loro abbigliamento color cremisi. Un vero magnate doveva essere in grado di ricostruire i suoi antenati per varie generazioni ed esercitare la sua autorità su almeno 20 tra agglomerati urbani o tenute.
I magnati ricevevano spesso doni dai monarchi, circostanza che aumentò notevolmente la loro ricchezza; sebbene tali ricompense fossero solo di carattere temporaneo, spesso non esitarono a non restituirli più, suscitando l'ira dell'aristocrazia inferiore. Affinché si contrastasse la posizione predominante che stavano assumendo i magnati, prese forma il movimento esecutivo finalizzato a evitare le usurpazioni da loro messe in atto. Si tenga presente che, a fianco a questo gruppo di latifondisti, nel 1670 si contavano 400.000 nobili (il 57%) che non possedevano neppure un acro di terreno.
Una delle bandiere più importanti portate a casa dai magnati riguardò il diritto di dare luogo a delle ordynacja dalla fine del XVI secolo, un istituto simile all'odierno fedecommesso, che garantiva alle famiglie che guadagnavano ricchezze la possibilità di conservarle più facilmente. Le ordynacja legate ai Radziwiłł, ai Zamoyski, ai Potocki o ai Lubomirski spesso rivaleggiavano con le proprietà del re e venivano custodite gelosamente.
Gli uffici principali della corona polacca, spesso e volentieri occupati da magnati, assunsero de facto carattere ereditario, mentre quelli inferiori andavano alla media nobiltà (una tendenza simile a quella dei baroni nei sistemi feudali). Il prestigio degli uffici inferiori dipendeva dalla ricchezza della regione: tra le meno ambite rientrava la Masovia, in virtù della povertà dei suoli locali.
La differenza tra la cerchia suprema e il resto della szlachta riguarda in sintesi soprattutto capacità economica e stile di vita. Ad ogni modo, il rapporto tra la parte più alta della piramide gerarchica e il resto non si deve intendere come sempre e comunque conflittuale: poiché i diritti assegnati in capo ai magnati finivano per interessare anche gli altri, non mancarono casi di cooperazione.

### Revoca dei privilegi

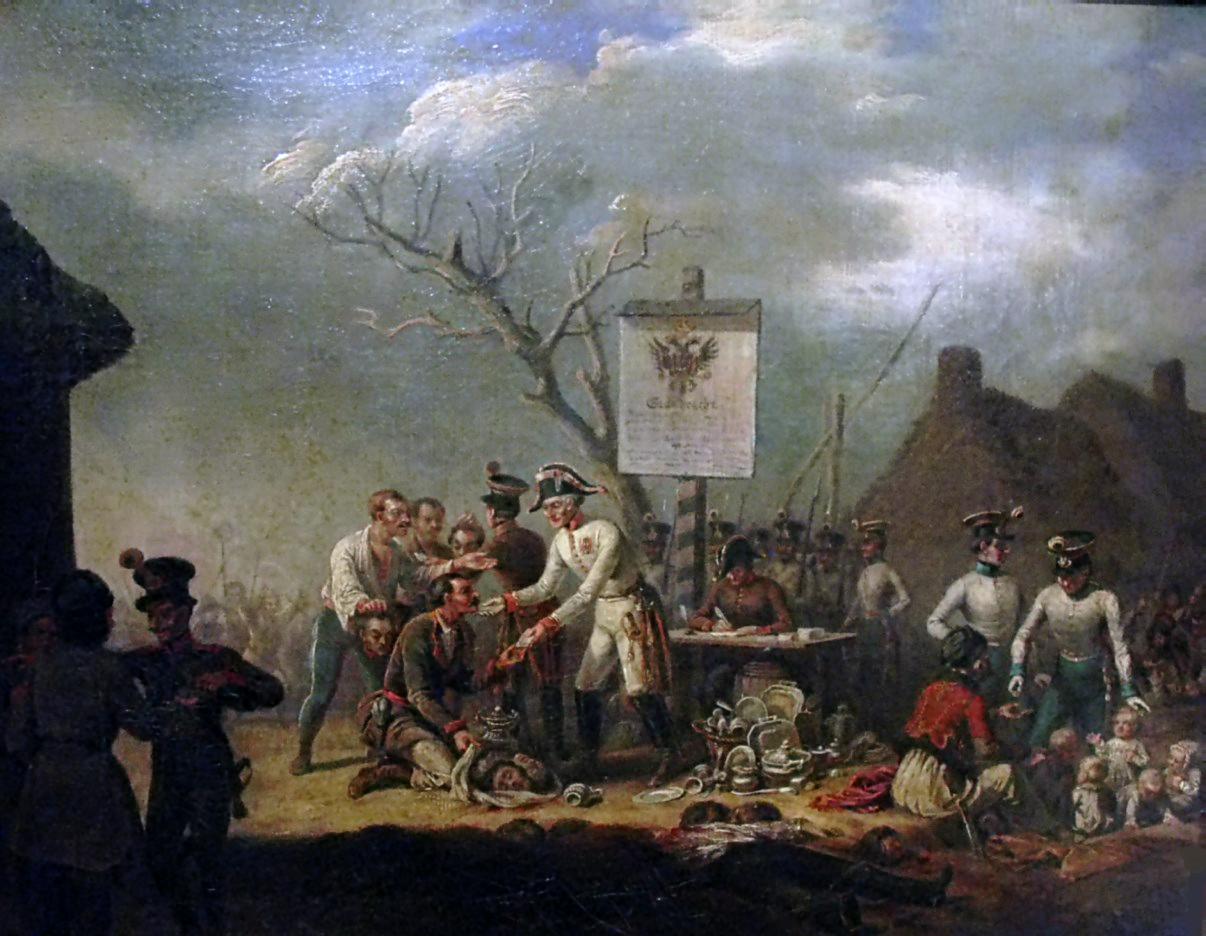
La rivolta dei contadini del 1846, la più grande insurrezione contadina contro il dominio della szlachta sulle terre polacche nel XIX secolo

La sovranità accumulata dalla szlachta si esaurì nel 1795 in concomitanza con la terza spartizione della Polonia e, fino al 1918, lo status legale degli aristocratici polacchi dipese dalle politiche dell'Impero russo, il Regno di Prussia o la monarchia asburgica. Un progetto iniziato nel periodo della libertà dorata si eclissò, ma probabilmente il suo ricordo rimase nelle generazioni successive.
Negli anni 1840 Nicola I ridusse 64.000 szlachta minori a un diverso status, ancor più basso, noto come odnodvortsy (letteralmente singoli proprietari). Nonostante ciò, il 62,8% di tutti i nobili russi erano szlachta polacchi nel 1858 e ancora il 46,1% nel 1897.
La servitù della gleba, abolita nella Polonia russa il 19 febbraio 1864, fu scientemente emanata con l'intenzione di indebolire la szlachta: solo nella fetta di Polonia andata ai russi i contadini pagavano a prezzo di mercato l'acquisto di un qualsivoglia appezzamento, mentre la media per il resto dell'Impero russo superava del 34% i normali tassi di vendita. Quanto sottratto ai contadini polacchi dal 1846 doveva andare restituito senza imporre pagamenti e i vecchi servi potevano cederla solo ad altri pari, non a membri della szlachta. Oltre alla Romania, i servi domestici o senza terra polacchi furono gli unici a ricevere della terra dopo che la servitù fu abolita. Simili provvedimenti restrittivi si giustificarono anche in virtù del ruolo assunto attivamente dalla szlachta nelle rivolte del 1830 e del 1863: nel 1864, all'indomani dei moti rivoluzionari che coinvolsero la Polonia, l'80% della szlachta fu "declassata" per allontanare gli ultimi strascichi dell'epoca della Confederazione. Nonostante l'ondata anti-aristocratica, soltanto il 48,9% della terra nella Polonia russa passò nelle mani dei contadini, mentre i nobili preservavano ancora il 46%. Nella Seconda Repubblica di Polonia i privilegi della nobiltà furono legalmente aboliti dalla Costituzione di marzo nel 1921 e non più ripristinati dalle norme polacche successive.

## Collegamenti culturali e internazionali
Nonostante le preoccupazioni per la guerra, la politica e lo status, la szlachta in Polonia, così come ogni classe sociale, svolse un grande contribuito in letteratura, arte, architettura, filosofia, istruzione, agricoltura e le molte branche della scienza, oltre che nella tecnologia e nell'industria. Probabilmente, a spronare la fioritura culturale della nobiltà in Polonia furono i costanti rapporti internazionali tessuti con la Santa Sede: fu infatti dalle file della szlachta che provenivano i principali prelati giunti a Roma o attivi in patria fino al XX secolo. Altre influenze internazionali provenivano da organizzazioni cristiane e laiche più o meno riservate e potenti come il Sovrano Militare Ordine di Malta, incentrato sul fornire assistenza e altre attività di beneficenza. Il più famoso cavaliere maltese polacco era il comandante di Pozńan, Bartłomiej Nowodworski, fondatore nel 1588 della scuola più antica della Polonia; tra gli studenti figurava il futuro monarca Giovanni III Sobieski. Nel XVIII secolo, dopo diverse false partenze, la massoneria internazionale (wolnomularstwo), giunta in loco dalle logge occidentali, cominciò ad attirare simpatie da parte dell'élite polacca e, nonostante le perplessità di una frangia ecclesiastica, comparve a intermittenza venendo fortemente osteggiata dalla Chiesa cattolica, riscuotendo i consensi di chi era contrario all'opposizione alle potenze occupanti. Anche nel XVIII secolo proliferò il patrocinio degli artisti durante il regno di Stanislao Augusto Poniatowski, divenuto lui stesso massone e, in sincrono, la filantropia.

### Figure femminili di spessore

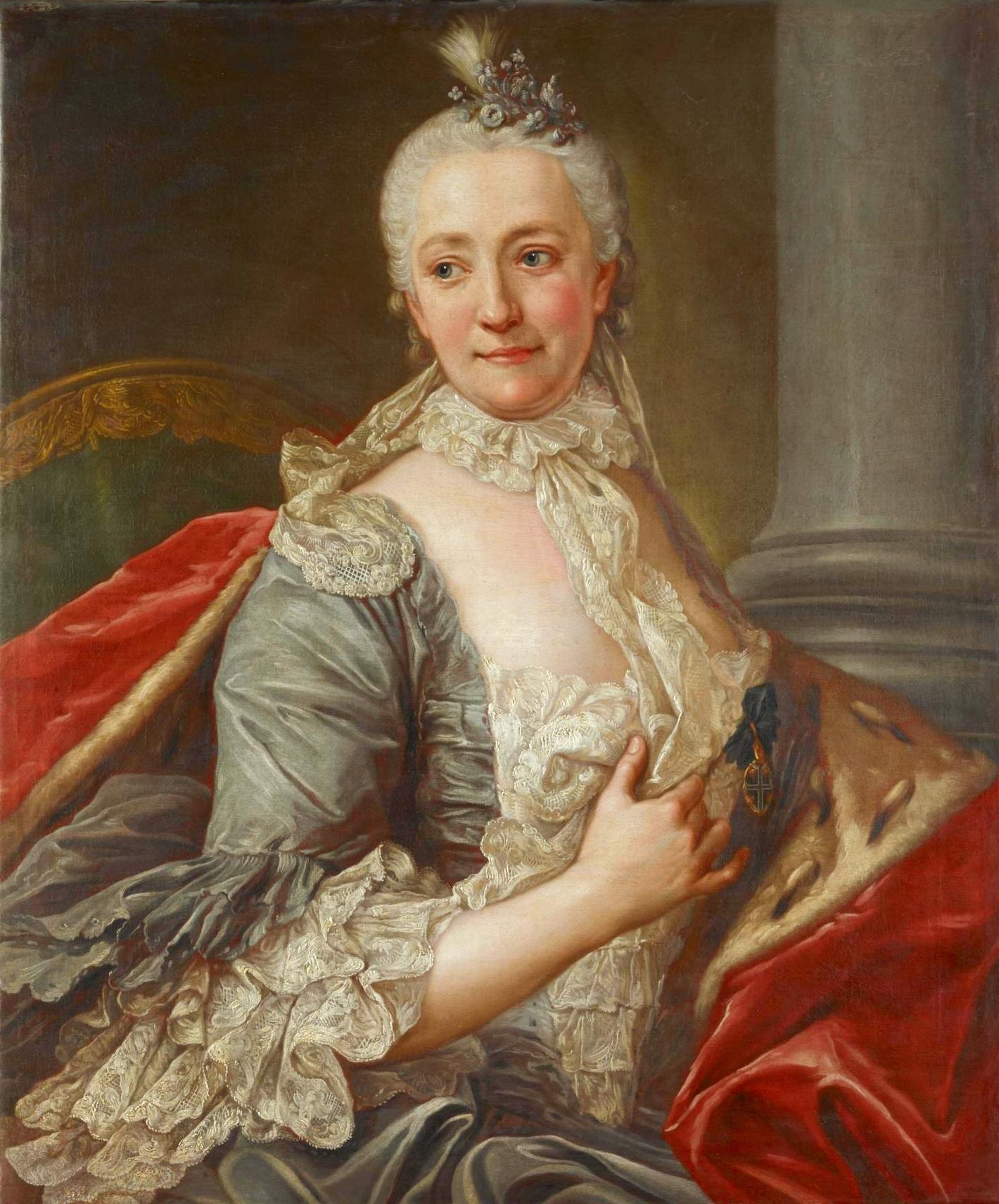
Barbara Sanguszko, filantropa, scrittrice e padrona di casa del salotto di Poddębice. Olio su tela di Marcello Bacciarelli

Le nobildonne della Confederazione esercitarono un'influenza politica e culturale nel corso della storia sia nel proprio paese sia all'estero in veste di regine, principesse e mogli o vedove di magnati. Le attività culturali da loro patrocinate riscossero grossa fortuna nel XVIII secolo quando si inaugurarono i primi salotti letterari, realizzati sulla falsariga del modello francese.
Tra le nobildonne maggiormente influenti in ambito politico e/o culturale si possono annoverare:
- Regina Edvige (1373 o 1374-1399)
- Bona Sforza
- Zofia Lubomirska
- Anna Jabłonowska
- Elzbieta Lubomirska
- Eleonora Czartoryska
- Izabela Czartoryska
- Barbara Sanguszko (1718-1791), poeta, traduttrice e moralista
- Tekla Teresa Lubienska (1767-1810), poeta, drammaturgo e traduttore

### Gastronomia

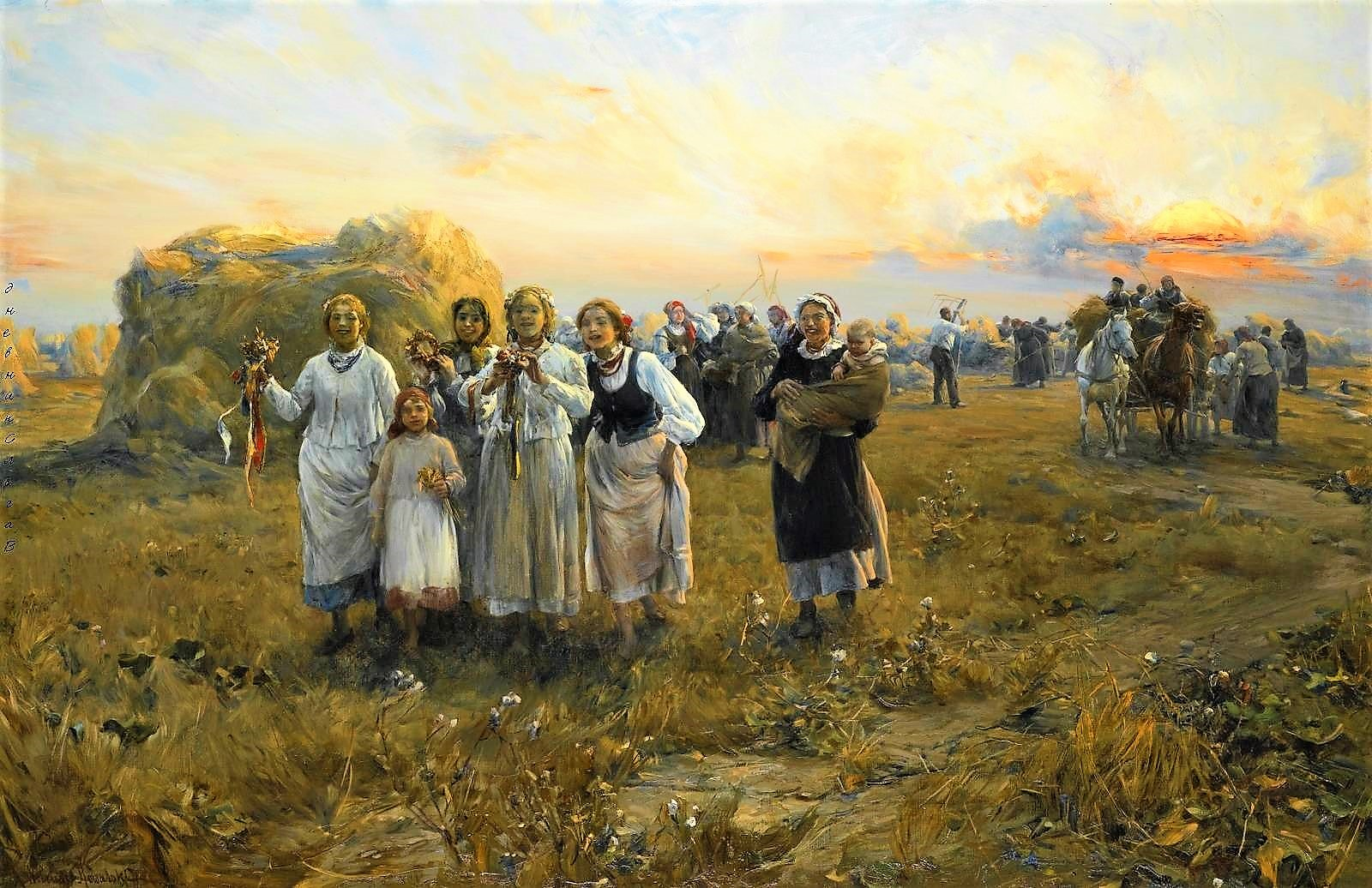
Dożynki di Alfred Wierusz-Kowalski, 1910

La szlachta, non meno del resto della popolazione, poneva particolare attenzione sull'alimentazione, essendo irrinunciabile nei banchetti di corte o nei pasti celebrato nelle tenute. Durante l'Illuminismo, Stanislao Augusto Poniatowski emulò i salotti letterari francesi tenendo i celebri pranzi del giovedì per intellettuali e artisti, i quali erano di estrazione principalmente aristocratica. I pranzi del mercoledì interessavano invece i responsabili politici nel campo della scienza, dell'istruzione e della politica.
Secondo una tradizione particolarmente sentita in Masovia, sopravvissuta fino al XX secolo, i proprietari delle tenute che organizzavano un banchetto festivo al completamento del raccolto per il loro personale tenevano il cosiddetto Dożynki, una sorta di festival del raccolto volto a esprimere un riconoscimento del proprio lavoro. Il cibo polacco variava a seconda della regione, come altrove in Europa, e veniva influenzato dai coloni, in particolare la cucina ebraica e quella degli eserciti occupanti.

### Caccia

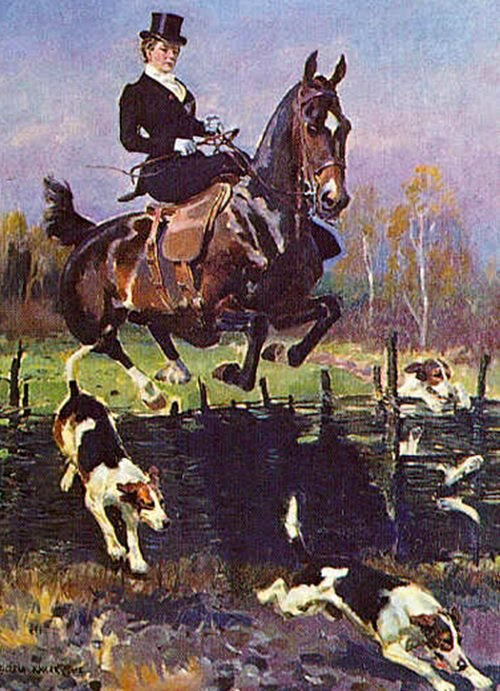
Elżbieta Potocka a caccia. Olio su tela di Wojciech Kossak

Uno dei passatempi preferiti della szlachta era la caccia (łowiectwo); prima della formazione della Polonia come stato, la caccia era accessibile a tutti, mentre con l'introduzione di governanti e regole finì per diventare un passatempo per ricchi. Gli uri, i bisonti, i cervi e i cinghiali divennero prede prelibate per re e principi e si introdusse la pena di morte per i bracconieri; col tempo, le sanzioni per il bracconaggio andarono commutate in contravvenzioni e sanzioni di minore rilievo. A partire dal XIII secolo il re nominava un cortigiano di alto rango assegnandogli l'incarico di Maestro della caccia (Łowczy, in latino venator). Nel XIV secolo, i proprietari terrieri acquisirono il diritto di cacciare nei propri possedimenti e la selvaggina di piccola taglia, ovvero volpi, lepri, tassi ed ermellini divennero accessibili per tutti gli ospiti. La caccia divenne una delle attività sociali più popolari della szlachta fino alle spartizioni, quando furono introdotte diverse restrizioni al fine di frenare l'interazione sociale tra i polacchi. Nel corso dei secoli, si addomesticarono almeno due razze di cani specializzati, il Gonczy Polski, e il segugio polacco. Il conte Xavier Branicki fu così nostalgico della caccia polacca che, una volta stabilitosi in Francia a metà del XIX secolo e restaurata la sua tenuta al castello di Montresor, ordinò una coppia di segugi polacchi dall'allevatore e szlachcic Piotr Orda.

## Dati demografici e stratificazione

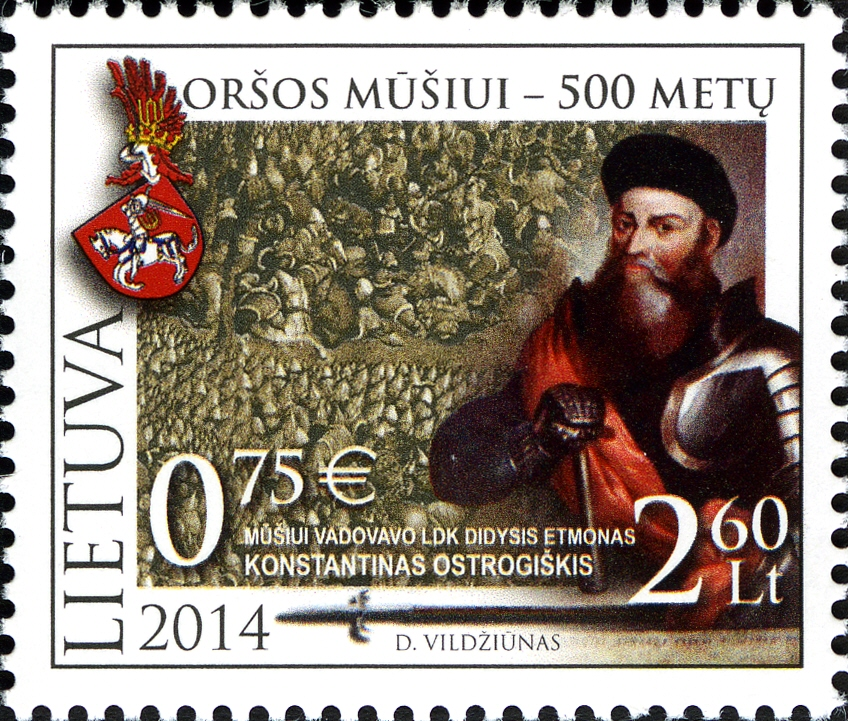
Il principe Konstanty Ostrogski su un francobollo commemorativo lituano

La szlachta differiva per molti aspetti dalla nobiltà di altri paesi, in particolare per quanto riguardava il peso politico esercitato in patria: mentre altre realtà propendevano verso la monarchia assoluta, nella Confederazione si giunse a un percorso opposto. I suoi membri, perlopiù piccoli-medi proprietari, erano tra l'altro proporzionalmente più numerosi rispetto a tutti gli altri paesi europei, se si eccettua la Spagna, costituendo circa il 10% dell'intera popolazione: gli storici fanno inoltre notare che nel 1820 in Francia solo l'1,5% della popolazione adulta maschile disponeva del diritto di voto, e nel 1840 in Belgio solo il 5%, dati in ribasso rispetto al periodo di esistenza della Confederazione; Entro la metà del XVI secolo, il ceto più elevato era composto da almeno 500.000 persone (circa 25.000 famiglie) e salì forse a un milione nel 1795.
La proporzione di nobili nella popolazione variava a seconda delle regioni: nel XVI secolo, la percentuale più alta di aristocratici viveva nel Voivodato di Płock (24,6%) e in Podlachia (26,7%), mentre la Galizia contava numericamente più szlachta che altrove. In distretti quali quello Wizna e Łomża, la szlachta costituiva quasi la metà della popolazione, mentre le zone con la percentuale più bassa di nobili erano il Voivodato di Cracovia (1,7%), la Prussia reale (3%) e il Voivodato di Sieradz con il 4,6%. Prima dell'unione di Lublino, la disuguaglianza in termini di ricchezza e potere era di gran lunga maggiore nel Granducato di Lituania che nel regno polacco. Più si andava verso sud e verso est, più il territorio appariva dominato da famiglie di magnati e aristocratici situati nelle sezioni più alte della piramide aristocratica. Nei palatinati lituani e ruteni, i nobili meni abbienti avevano più probabilità di affittare piccole tenute dai magnati che di possederle.

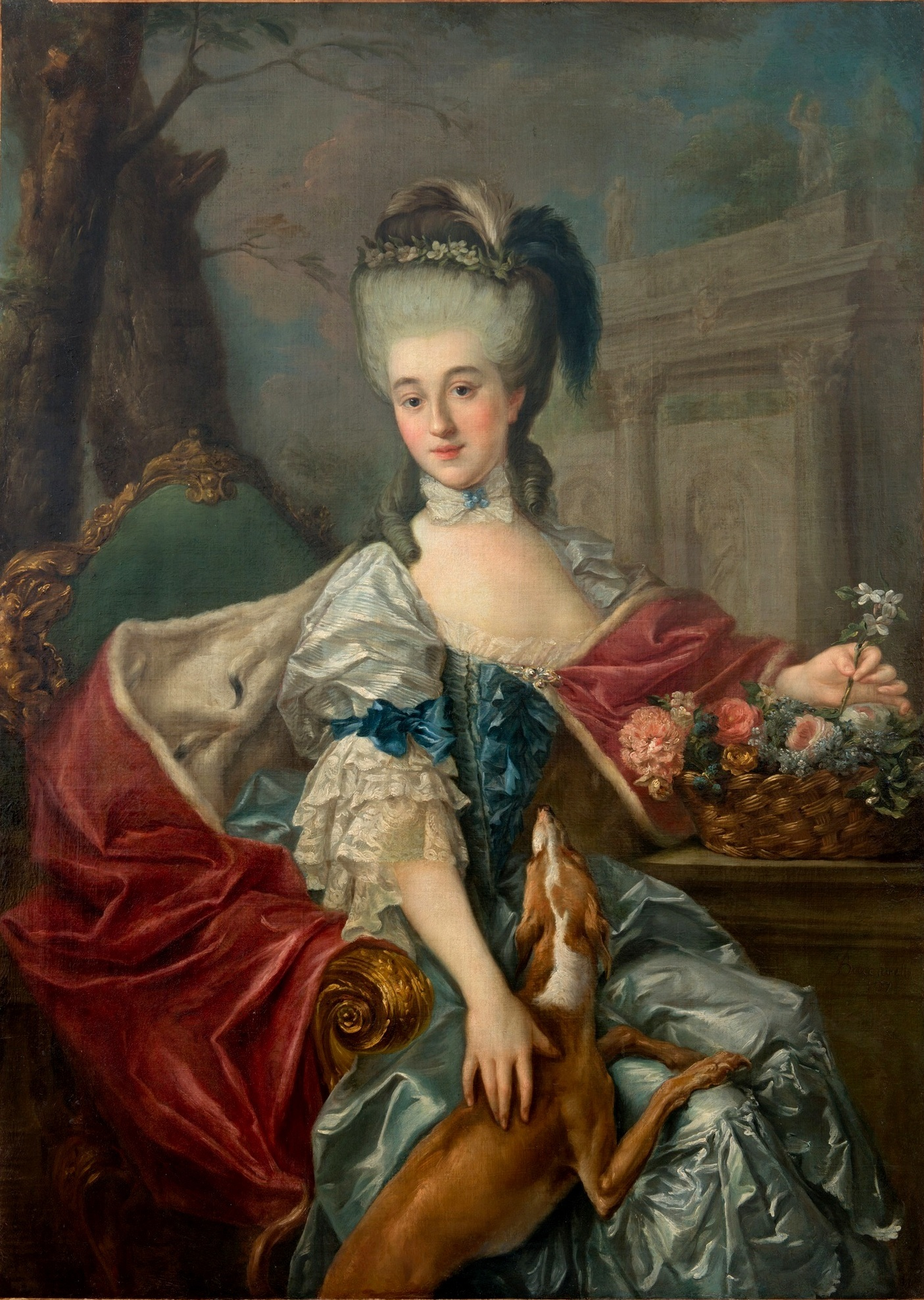
Elżbieta Czartoryska ritratta dal blu marchese Bacciarelli

Si è detto che l'élite al potere contribuì a creare un ambiente sociopolitico in cui si sviluppò un senso di coscienza nazionale. Tutti i membri della szlachta, indipendentemente dal loro contesto culturale ed etnico, erano considerati appartenenti a un'unica "nazione politica" all'interno della Repubblica delle Due Nazioni: a giocare un ruolo chiave furono probabilmente il legame a una cultura comune, la religione cattolica e la lingua polacca.
Nonostante la polonizzazione avvenuta in Lituania e Rutenia nei secoli XVII e XVIII, gran parte della szlachta inferiore riuscì a mantenere una propria identità culturale in vari modi. I lituani solevano definirsi come litvin, i ruteni rusyn.
(Janusz Radziwiłł)
L'eredità polacca è ancora palpabile in Europa centrale: si pensi al fatto che all'inizio degli anni Novanta si contavano circa 300.000 greco-cattolici in Ungheria, specie a nord-est, alcuni dei quali verosimilmente eredi dei nobili ruteni dei secoli passati. In alcune zone dell'odierna Ucraina con una significativa presenza di membri della szlachta, come ad esempio il Distretto di Bar o il Distretto di Ovruč, la russificazione e la più atavica polonizzazione ebbero molti meno effetti che altrove, al di là della martellante politica indirizzata in senso opposto.

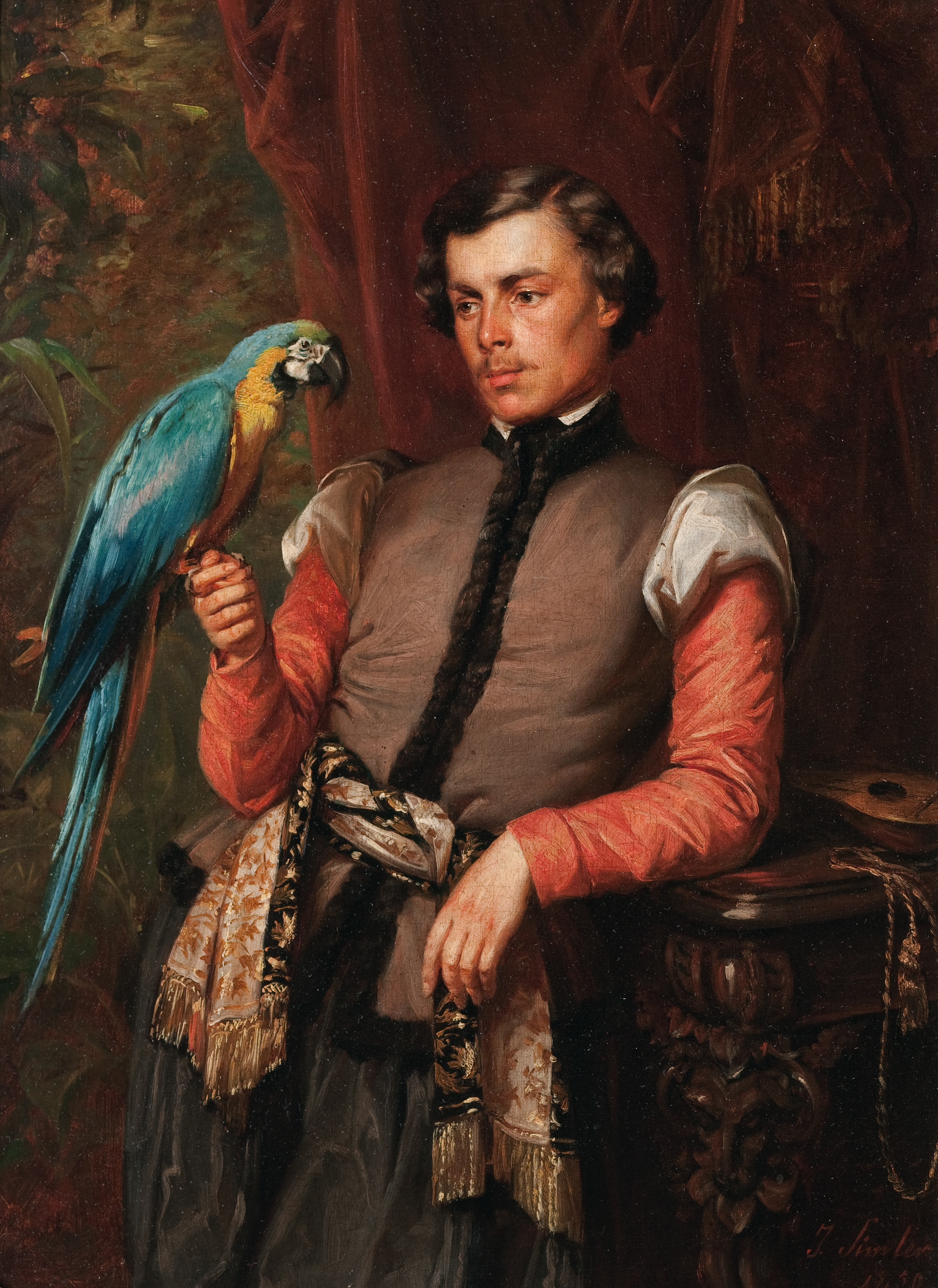
Nobiluomo polacco con un pappagallo, olio su tela di Józef Simmler, 1859

Tuttavia, l'epopea della szlachta al governo terminò prima che in altri paesi, esclusa la Francia, nel 1795. Da allora la propria legittimità e il proprio destino dipesero dalla legislazione e dalle politiche dell'Impero russo, dal Regno di Prussia e dalla monarchia asburgica. I privilegi divennero sempre più limitati e soppressi infine nel 1921 dalla Costituzione polacca di marzo.
In relazione alle limitazioni che rendevano molto difficile compiere il percorso di nobilitazione, due giornalisti inglesi, Richard Holt Hutton e Walter Bagehot, scrivevano a tale proposito nel 1864:
e
Il sociologo e storico Jerzy Szacki riferiva in questo contesto:
Altri affermano che la szlachta non costituiva una classe sociale, ma una casta, tra cui lo storico Adam Zamoyski:

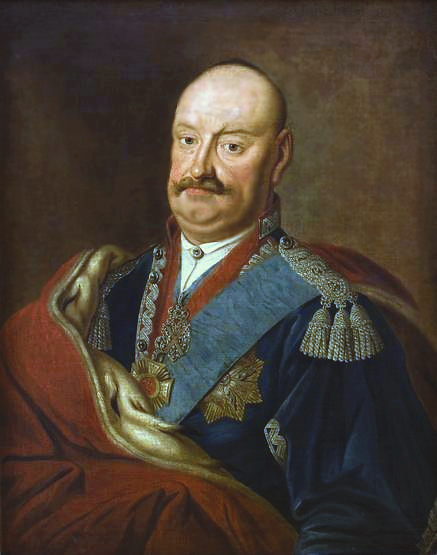
Karol Stanisław Radziwiłł (1734-1790), il nobile più ricco del suo tempo

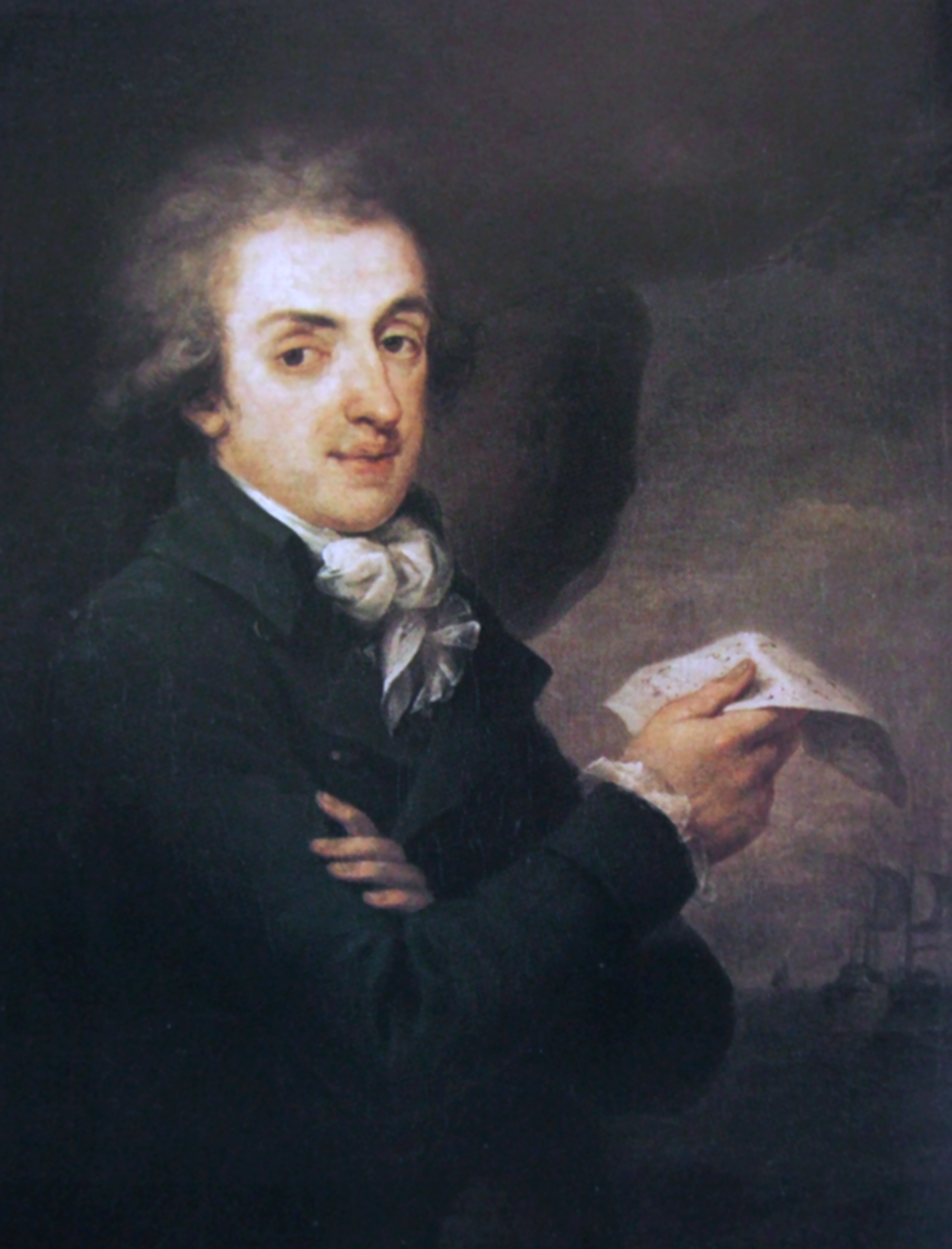
Prot Potocki, banchiere e industriale che trasformò Odessa da un piccolo villaggio di pescatori in un centro commerciale internazionale

Si diceva che ogni szlachcic avesse un'influenza potenziale enorme sulla politica del paese, molto maggiore di quella di cui godono i cittadini dei paesi democratici moderni. Tra il 1652 e il 1791, qualsiasi nobiluomo avrebbe potenzialmente annullare tutti i procedimenti emessi dal sejm o dai sejmik esercitando il suo diritto di esprimere il liberum veto.
Nella vecchia Polonia, un nobile poteva sposare solo una nobildonna, poiché i matrimoni misti tra "caste" erano irti di difficoltà, ma i figli di un matrimonio legittimo seguivano la condizione del padre, mai della madre, ragion per cui solo il primo trasmetteva la sua nobiltà ai suoi figli. Una donna nobile sposata con un cittadino comune non poteva dunque trasmettere la sua nobiltà a suo marito e ai loro figli, salvi casi eccezionali.
Per quanto riguarda il trattamento tra gli aristocratici, si prevedeva il semplice utilizzo del nome o di formule come "Fratello, Signore" (Panie bracie) o l'equivalente femminile per le donne. Le altre forme utilizzate, più formali, erano "Illustre e Magnifico Signore", "Magnifico Signore", "Generoso Signore" o "Nobile Signore" in ordine decrescente, o semplicemente "Sua Grazia Signore/Signora". In teoria, ogni membro della szlachta era pari a livello legale: coloro che ricoprivano incarichi civili godevano di più privilegi, ma i propri ruoli non erano ereditari, mentre coloro che effettuavano compiti onorari, che non duravano però per tutta la vita, apparivano superiori nella gerarchia. L'ideale di uguaglianza, indipendentemente dalla propria situazione finanziaria o dalle cariche ricoperte, è sinteticamente espresso in un tradizionale adagio polacco:
(Autore ignoto)

### Sarmatismo

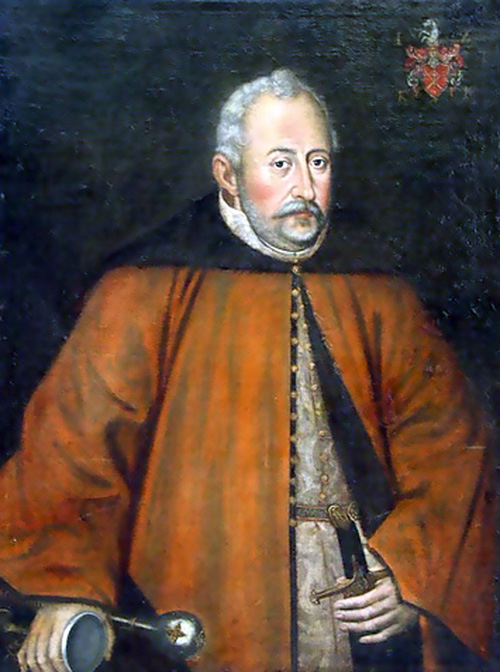
L'etmano Jan Zamoyski, uno dei più convinti e celebri sostenitori del sarmatismo

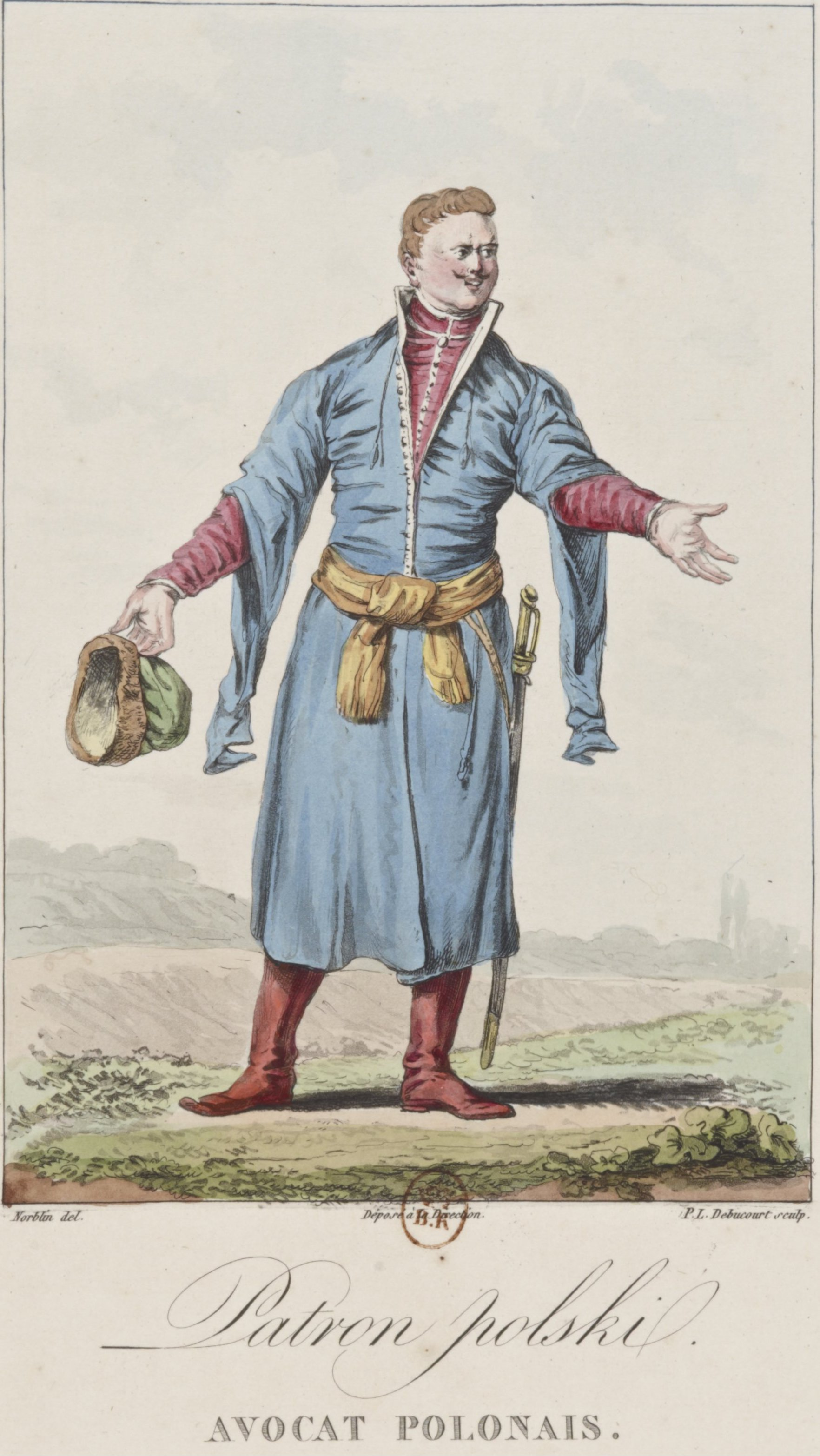
Un aristocratico polacco che incarna lo stile del sarmatismo indossando un kontusz con żupan, tenendo con la mano destra un rogatywka con visiera. Illustrazione del XVIII secolo del francese Jean-Pierre Norblin de La Gourdaine

L'ideologia prevalente della szlachta si può riassumere in un solo termine con sarmatismo, un sostantivo derivante dal nome dei Sarmati, presunti antenati dei polacchi. Questo sistema di credenze ricoprì una parte importante della cultura szlachta, penetrando in tutti gli aspetti della vita degli aristocratici. Il sarmatismo esaltava valori quali l'uguaglianza tra i nobili, la nobile arte dell'equitazione, le tradizioni nazionali, la vita bucolica da godersi nelle tenute, la pace e il pacifismo; inoltre, si diffusero anche in tema di moda alcuni indumenti che contraddistinguevano chiaramente i nobili polacchi da quelli di altre nazioni. In tale fase storica comparvero infatti lo zupan, il kontusz, il sukmana, il pas kontuszowy, la delia e la szabla. Si incentivava pure la proliferazione dell'architettura barocca in patria e si promuoveva l'utilizzo del latino come idioma da adoperare nei circoli letterari e tra i membri dell'élite polacca, lituana e straniera: un simile clima favorì l'integrazione di una nobiltà proveniente da diverse regioni geografiche e generò un senso di unità e di orgoglio quasi nazionalistico nel corso della libertà dorata, oltre che portare avanti il processo di polonizzazione di alcuni aristocratici baltici.
Nella sua prima forma idealistica, il sarmatismo rappresentava un movimento culturale positivo, in quanto non reprimeva le fedi religiose diverse dal cattolicesimo e lodava valori quali l'onestà, l'orgoglio nazionale, il coraggio, l'uguaglianza e la libertà. Col tempo, tuttavia, questo concetto subì una distorsione e negli ultimi decenni di esistenza della Confederazione l'insieme di credenze si trasformò in fanatismo: l'onestà si trasformò in ingenuità politica, l'orgoglio in arroganza, il coraggio in testardaggine e la libertà in anarchia. Le colpe del sarmatismo furono accusate della fine del Paese dalla fine del XVIII secolo in poi. La critica, spesso unilaterale ed esagerata, fu usata dai riformisti polacchi per spingere a cambiamenti radicali. Nel momento in cui si diffuse questa ventata di autocritiche, gli storici tedeschi, russi e austriaci si affrettarono a dimostrare che la Polonia stessa fu la principale causa della sua caduta.
A livello linguistico, invalse l'abitudine di mescolare i due vocabolari degli idiomi più parlati nelle alte sfere, con il risultato che ne nacque una forma di latino maccheronico con reminiscenze polacche nelle conversazioni quotidiane.

### Orientamento religioso

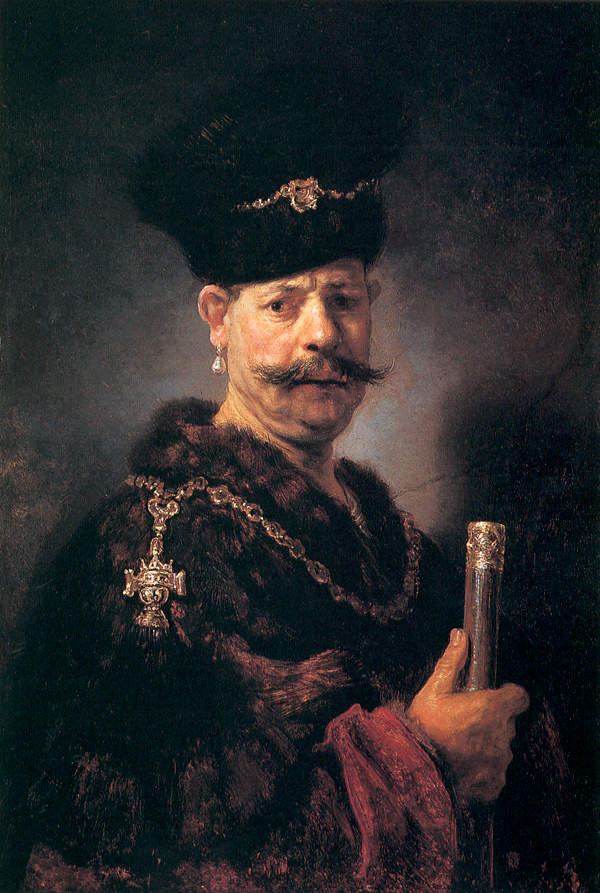
Un nobiluomo polacco, olio su tela di Rembrandt del 1637

Prima della Riforma protestante, la nobiltà polacca abbracciava il cattolicesimo o la fede ortodossa, con un piccolo gruppo di musulmani, specie di origine tatara (ad esempio Haroun Tazieff). Molte famiglie, tuttavia, aderirono al luteranesimo e, più tardi, anche al calvinismo. Jan Łaski o "Johannes Alasco" (1499-1560) era un chierico, il cui zio, l'omonimo Jan Łaski (1456-1531) era Gran cancelliere della Corona, arcivescovo di Gniezno e primate della Polonia. Proprio suo nipote fu uno dei primi convertiti al calvinismo e contribuì a implementare (c. 1543–1555) la Riforma in Inghilterra, dove venne conosciuto come "John Laski".
Dopo la Controriforma, la Chiesa cattolica romana riprese il sopravvento in Polonia e la nobiltà si riconvertì quasi tutta. Circa il 45% della popolazione era cattolica romana o affiliata a parrocchie protestanti, il 36% greco-cattolica, il 4% ortodossa, di cui alcuni erano membri della Chiesa apostolica armena o della Chiesa cattolica armena e della Chiesa ortodossa georgiana.

## Elenco parziale delle famiglie szlachta
Il numero di nobili andò crescendo nel corso dei secoli: intorno al 1550, il ceto più elevato era composto da almeno 500.000 persone (circa 25.000 famiglie) e salì forse a un milione nel 1795. Di seguito viene riportato un elenco parziale di alcune discendenze legate alla szlachta.
| #  | Nome              | Blasone | Provenienza                 |
| -- | ----------------- | ------- | --------------------------- |
| 1  | Baczewski         |         | Leopoli                     |
| 2  | Bogoriowie        |         | Piccola Polonia             |
| 3  | Branicki          |         | Ducato di Cracovia          |
| 4  | Czartoryski       |         | Volinia                     |
| 5  | Duninowie         |         | Bassa Slesia                |
| 6  | Gryfici           |         | Piccola Polonia             |
| 7  | Jastrzębiec       |         | Grande Polonia              |
| 8  | Koła              |         | Rutenia Rossa               |
| 9  | Koniecpolski      |         | Slesia polacca              |
| 10 | Konotopski        |         | Rutenia                     |
| 11 | Kurowie           |         | Masovia                     |
| 12 | Litwicki          |         | Ducato di Cracovia          |
| 13 | Łaski             |         | Łask                        |
| 14 | Leszczyński       |         | Grande Polonia              |
| 15 | Mniszech          |         | Slesia                      |
| 16 | Myszkowscy        |         | Slesia polacca              |
| 17 | Odrowąż           |         | Moravia                     |
| 18 | Ogiński           |         | Smolensk                    |
| 19 | Ossoliński        |         | Piccola Polonia             |
| 20 | Ostoja            |         | Pomerania?                  |
| 21 | Poniatowski       |         | Voivodato di Lublino        |
| 22 | Potocki           |         | Santacroce o Cracovia       |
| 23 | Radziwiłł         |         | Dzūkija                     |
| 24 | Ravič             |         | Boemia                      |
| 25 | Sanguszko         |         | Lituania/Rutenia            |
| 26 | Sapieha           |         | Lituania/Rutenia            |
| 27 | Sobieski          |         | Ucraina settentrionale?     |
| 28 | Svyatopolk-Mirsky |         | Bielorussia nordoccidentale |
| 29 | Tarnowski         |         | Piccola Polonia             |
| 30 | Umiastowski       |         | Masovia                     |
| 31 | Wielopolski       |         | Piccola Polonia             |
| 32 | Wiśniowiecki      |         | Rutenia                     |
| 33 | Zamoyski          |         | Zamość                      |

## Galleria d'immagini

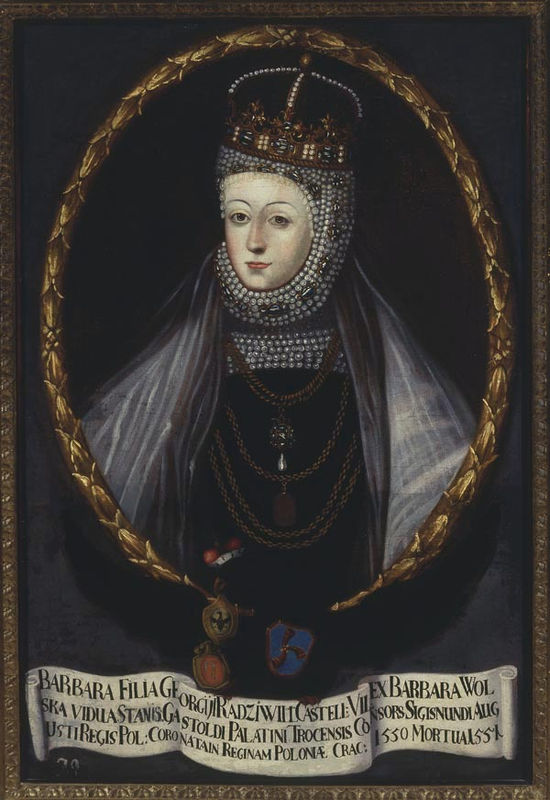
Barbara Radziwiłł (1520-1551)
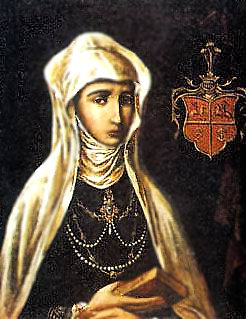
Principessa Elizaveta Ostrogska (1539–1582)
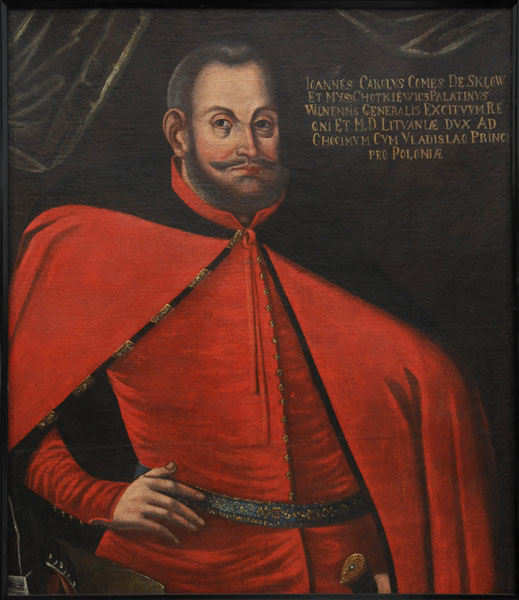
Jan Karol Chodkiewicz (1561–1621)
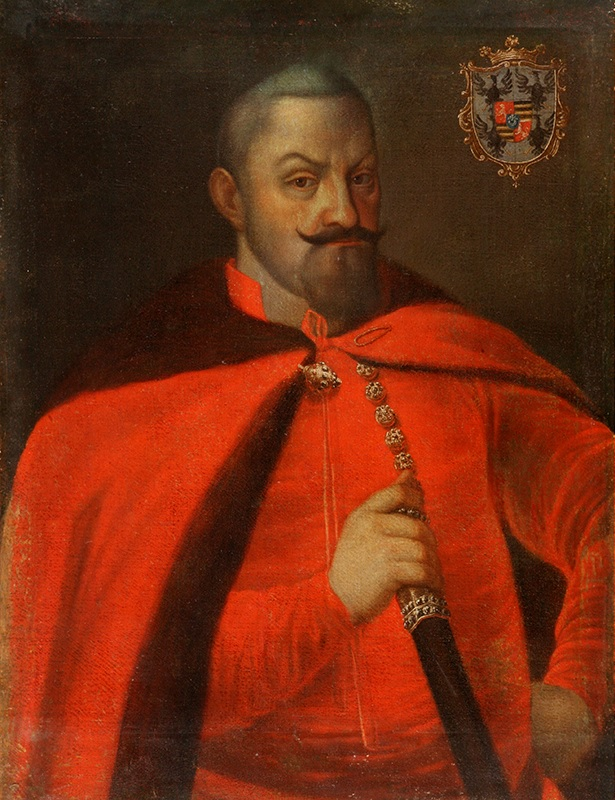
Zygmunt Gonzaga Myszkowski (1562–1615)
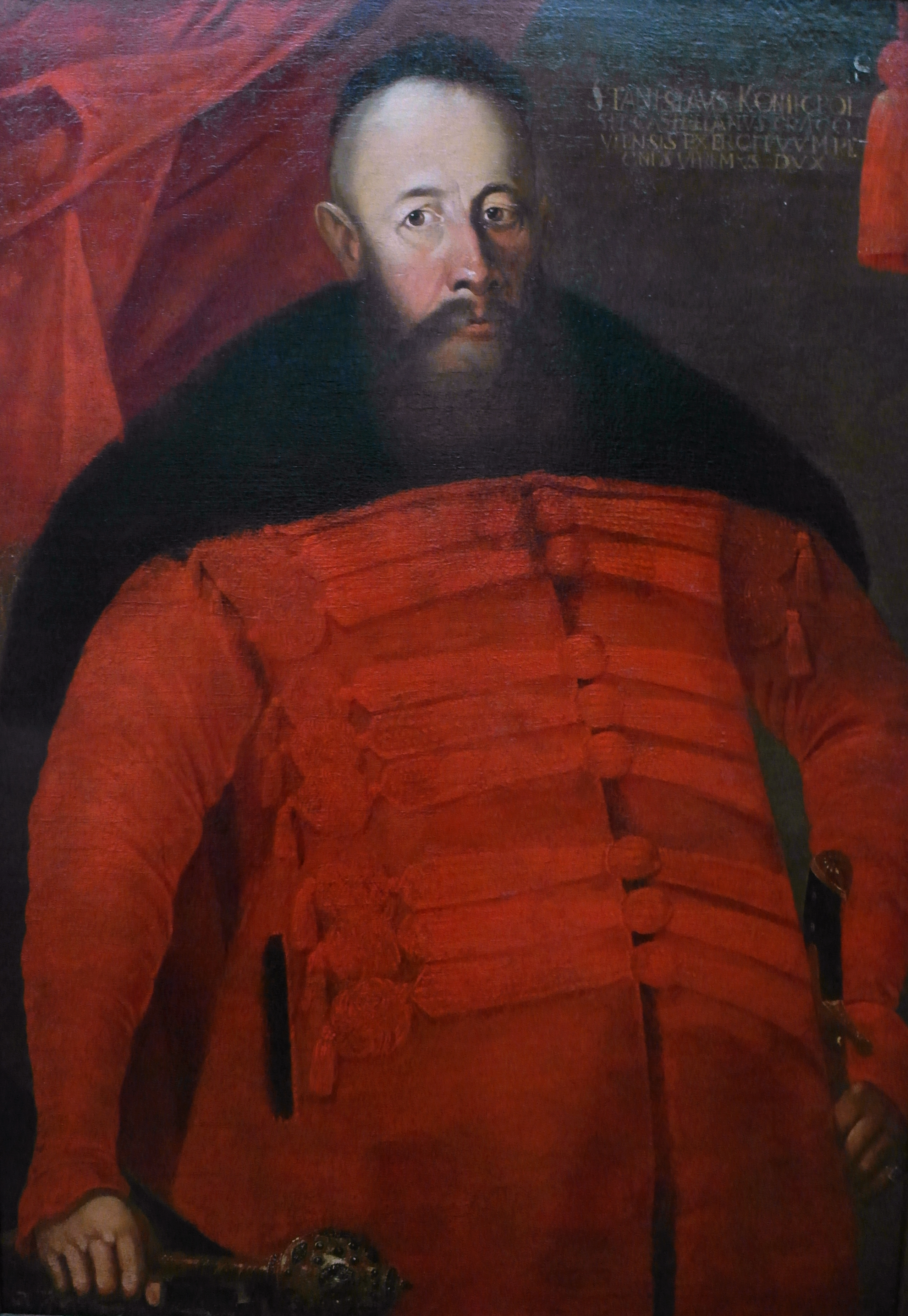
Stanisław Koniecpolski (1591–1646)
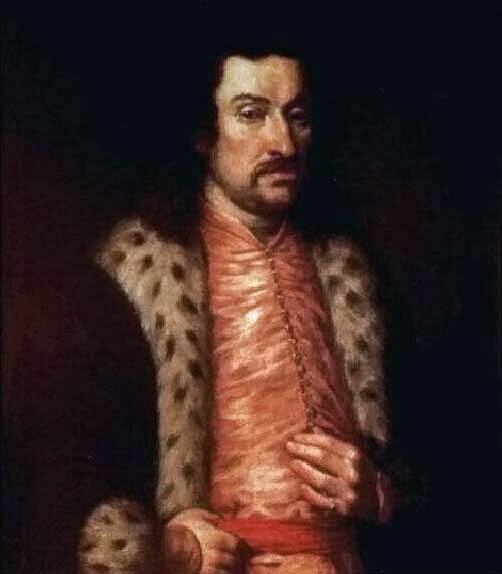
Principe Jeremi Wiśniowiecki (1612–1651)
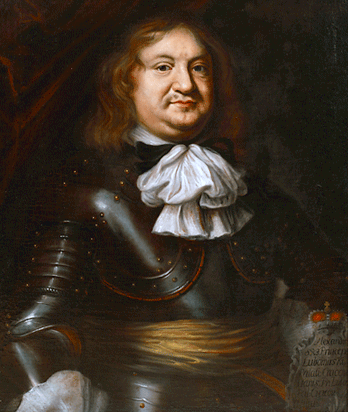
Principe Aleksander Michał Lubomirski (1614–1677)
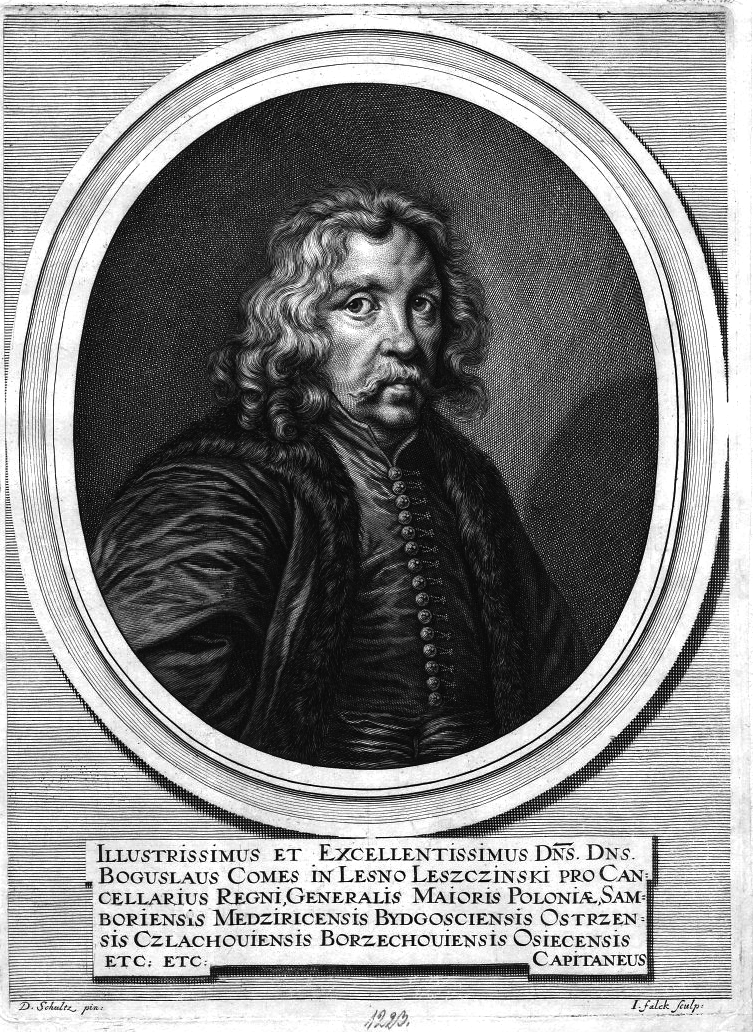
Conte Bogusław Leszczyński (1614–1659)
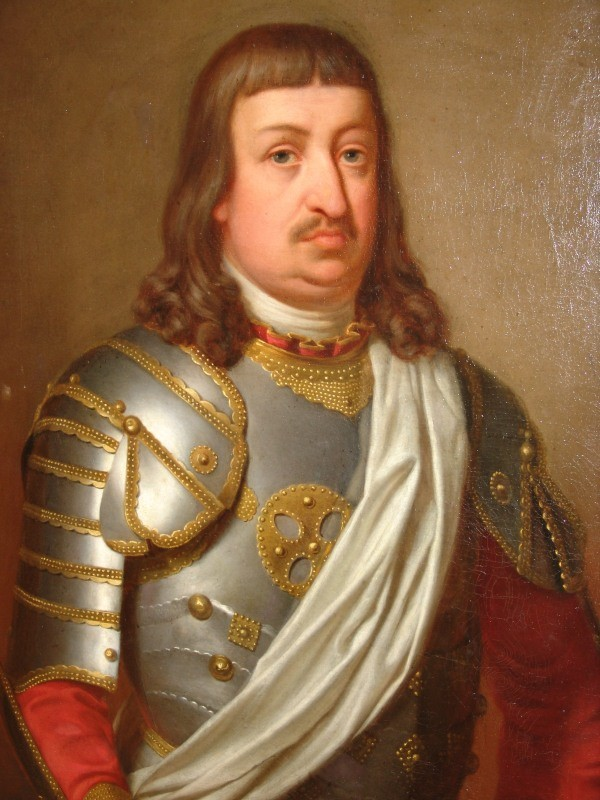
Jan Zamoyski (1627–1665)
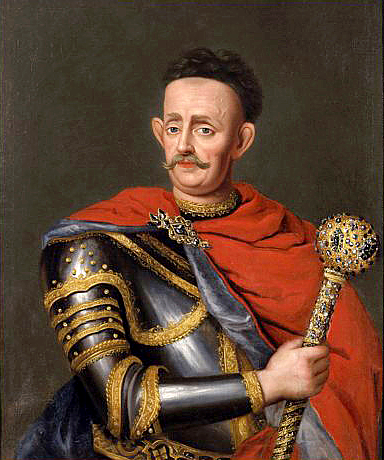
Kazimierz Jan Sapieha (1637-1720)
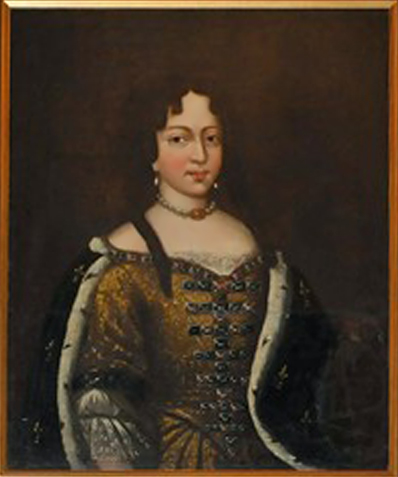
Principessa Teofila Ludwika Zasławska (1650–1709)
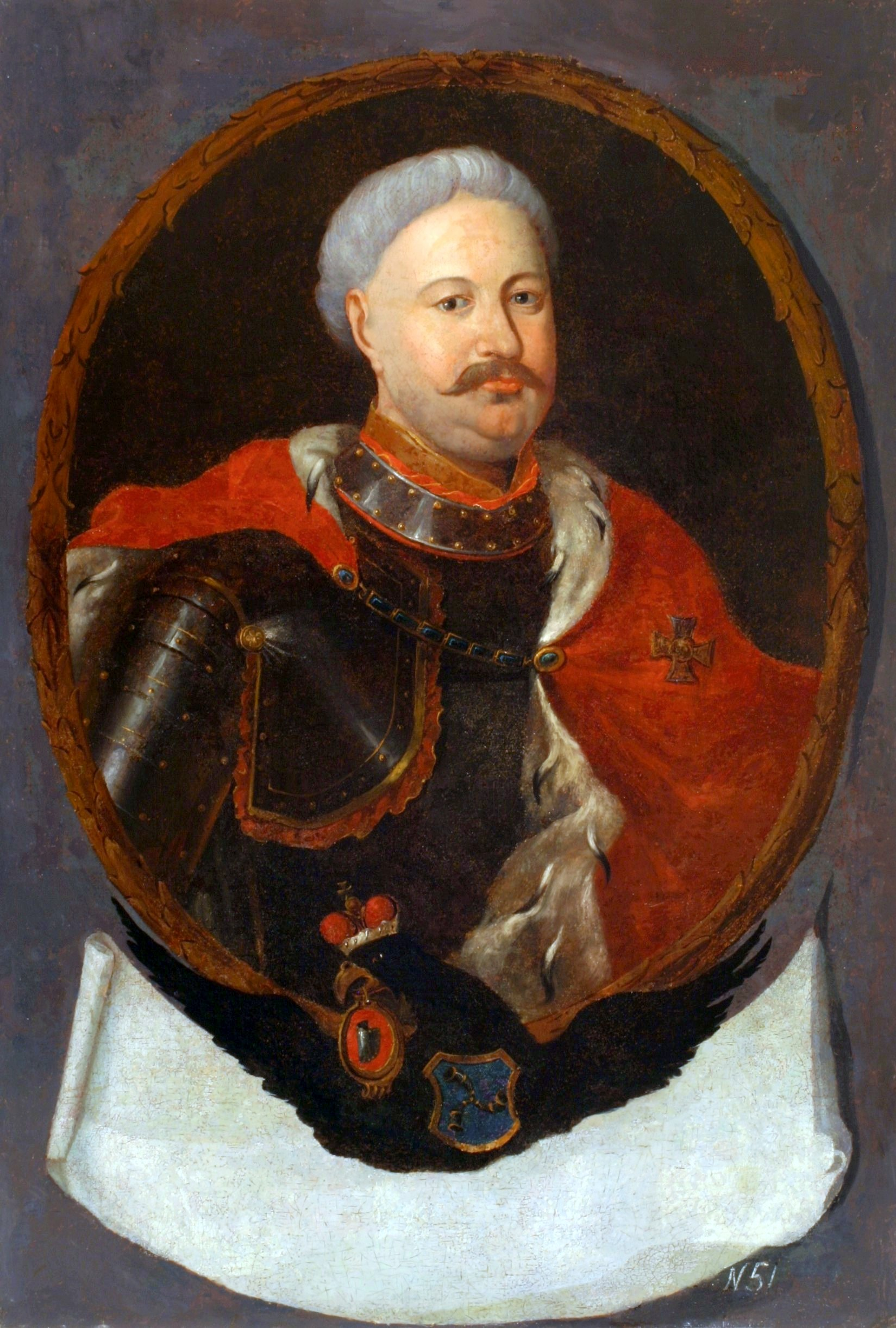
Karol Stanisław Radziwiłł (1669-1719)
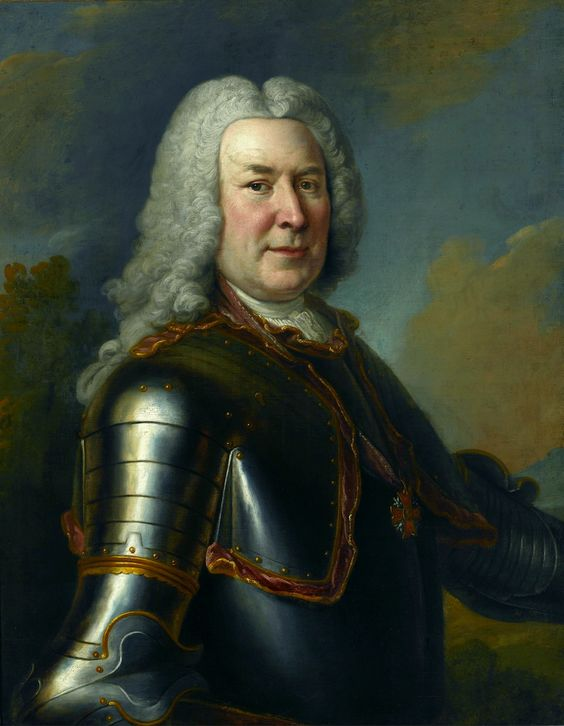
Principe Michał Fryderyk Czartoryski (1696–1775)
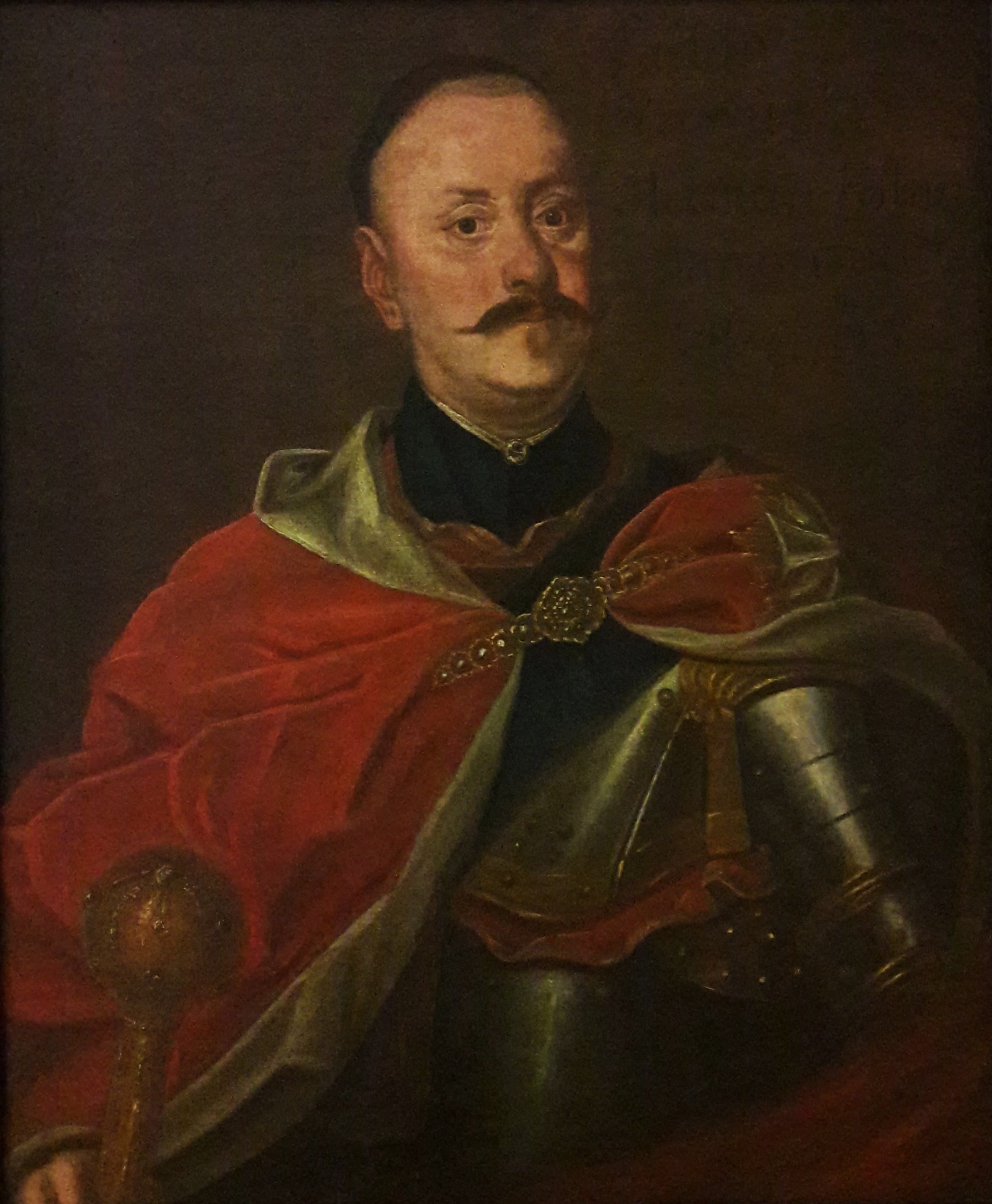
Wacław Rzewuski (1706–1779)
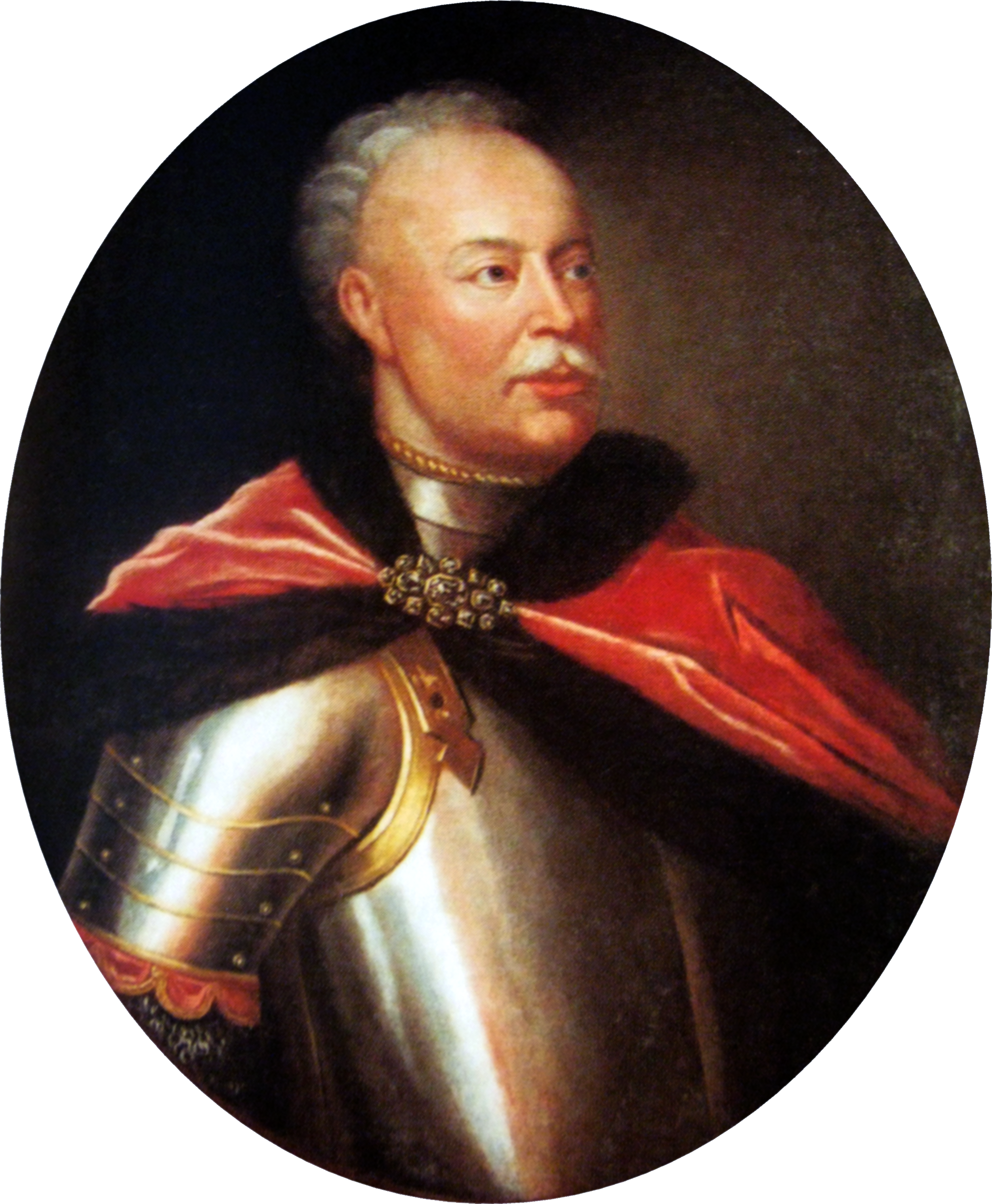
Jan Jakub Zamoyski (1716–1790)
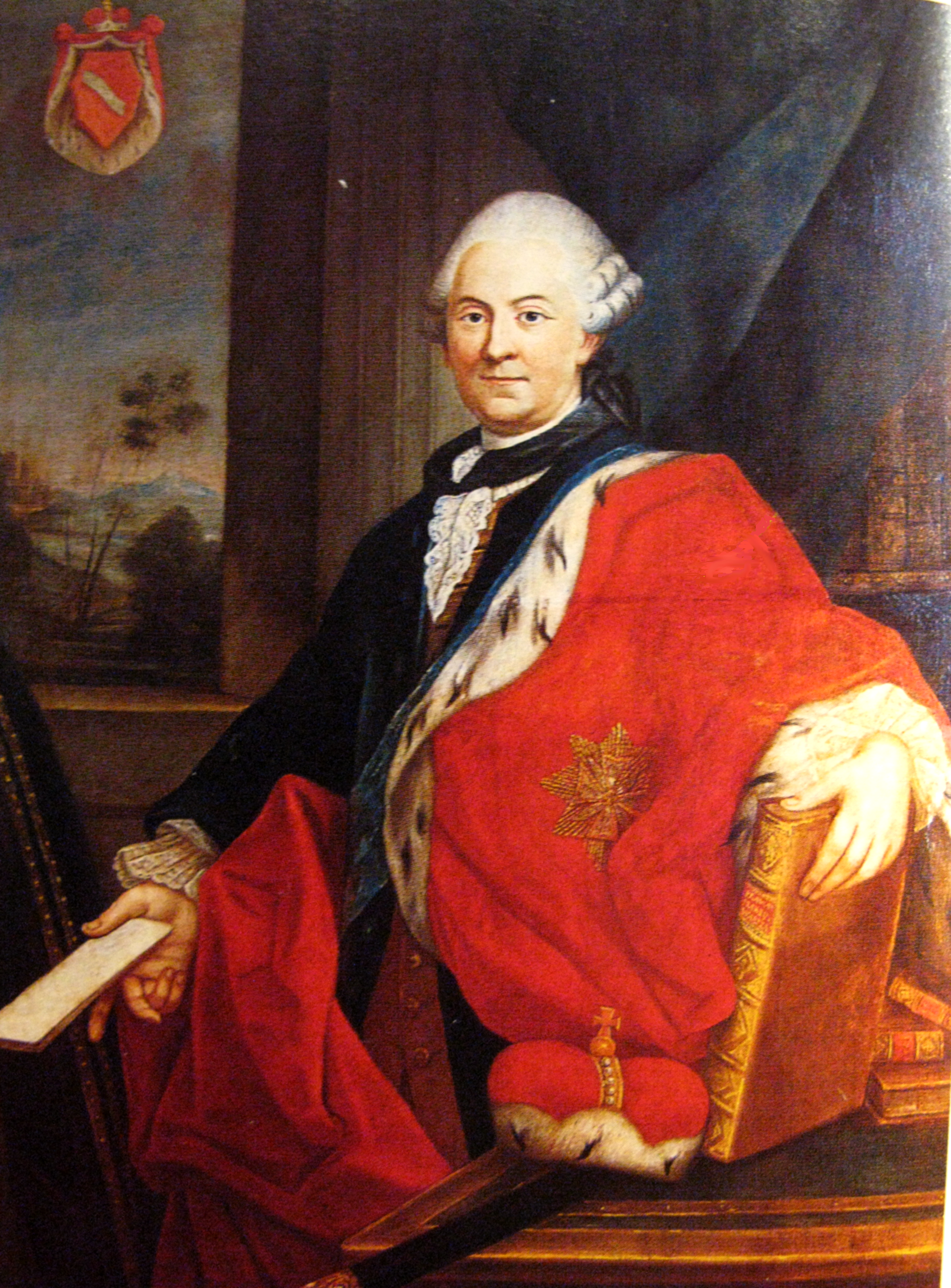
Stanisław Lubomirski (1722–1782)
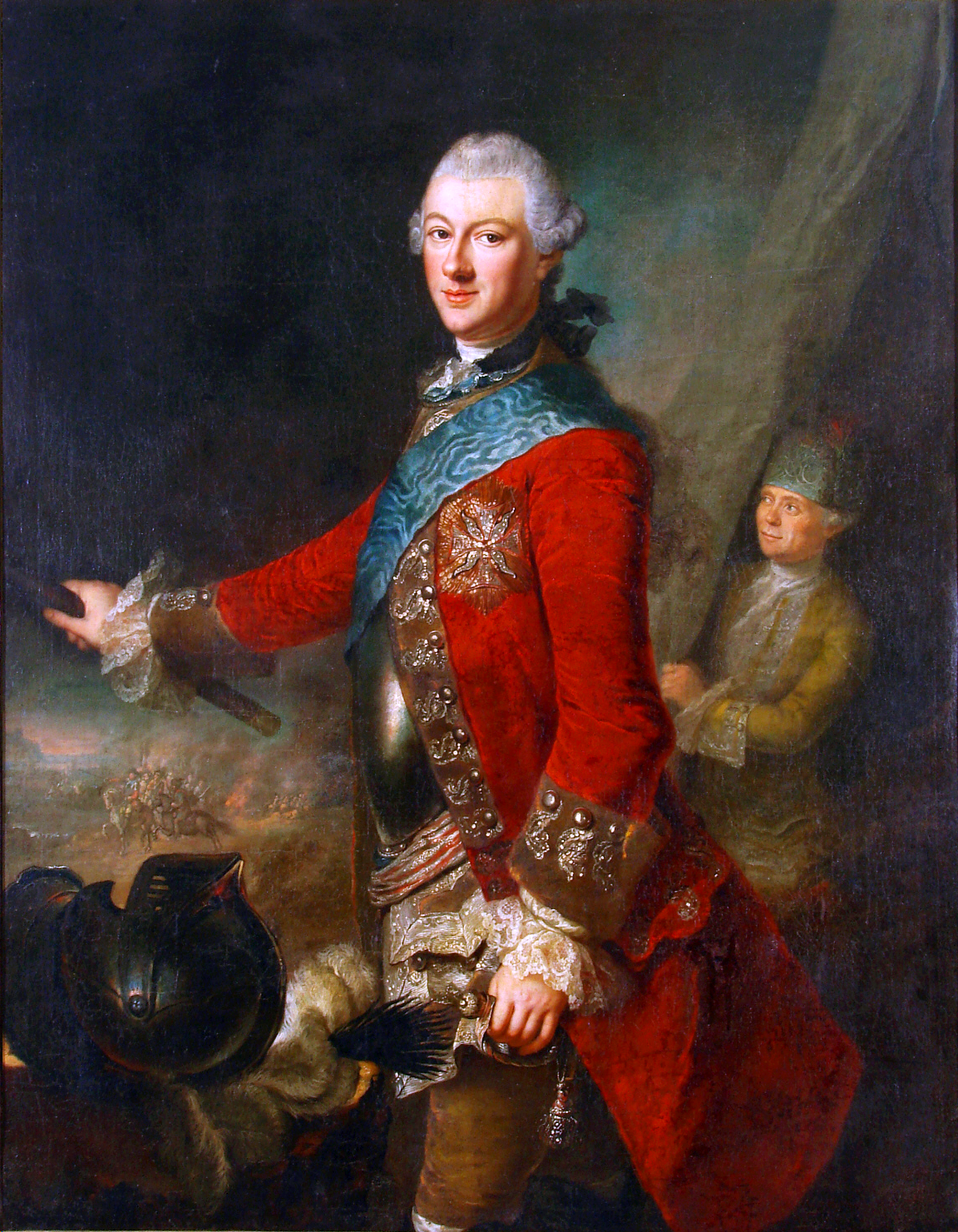
Michał Kazimierz Ogiński (1730-1800)
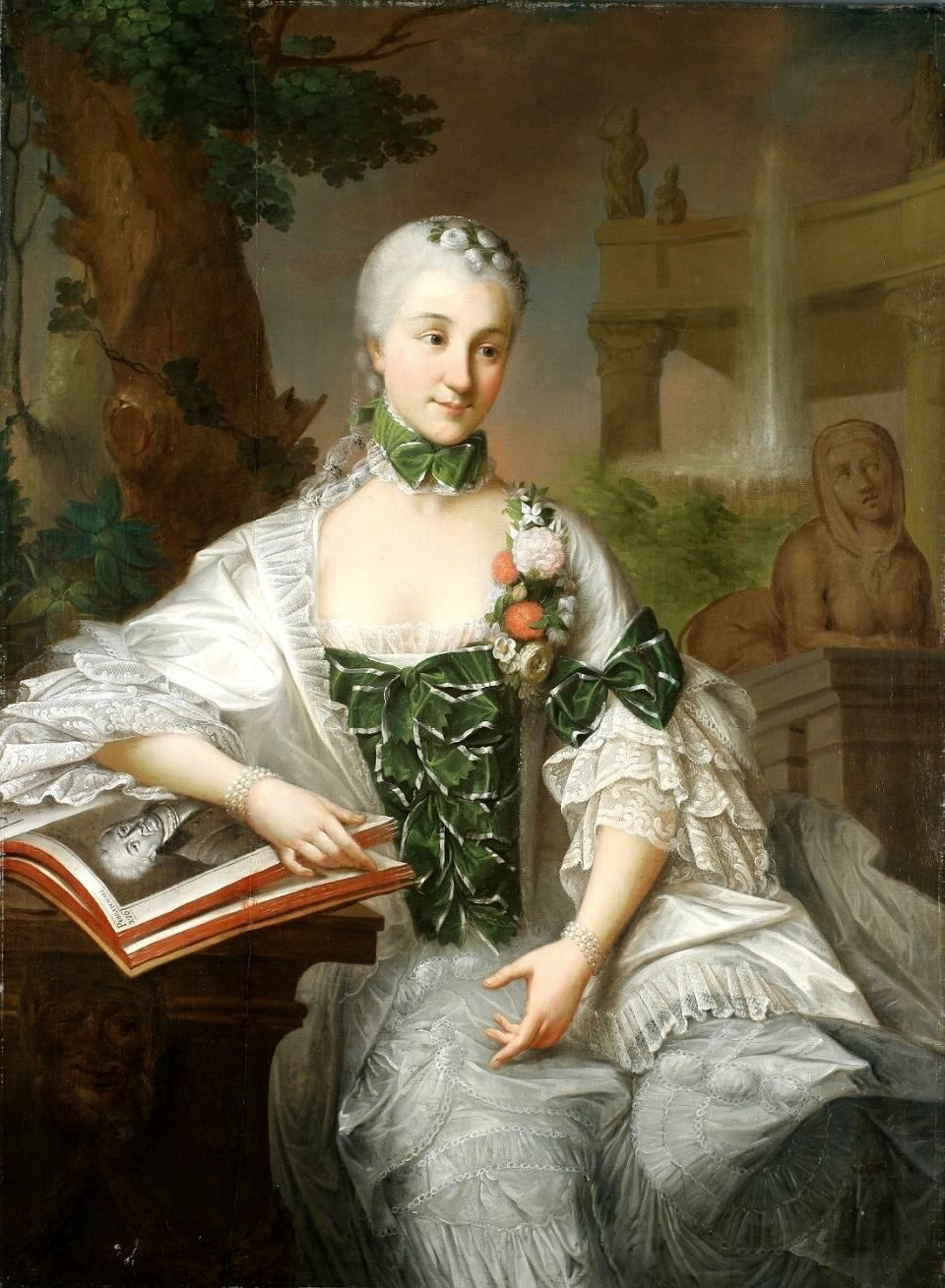
Contessa Izabella Poniatowska (1730–1808)
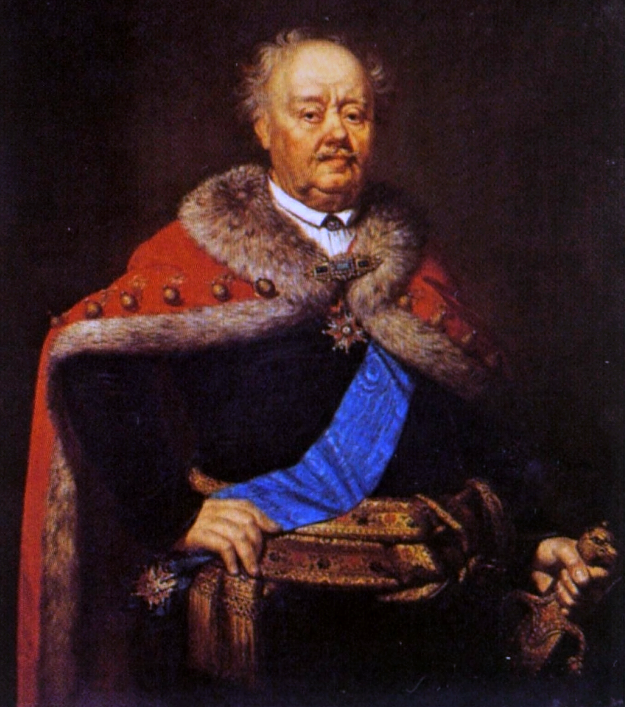
Franciszek Ksawery Branicki (1730–1819)
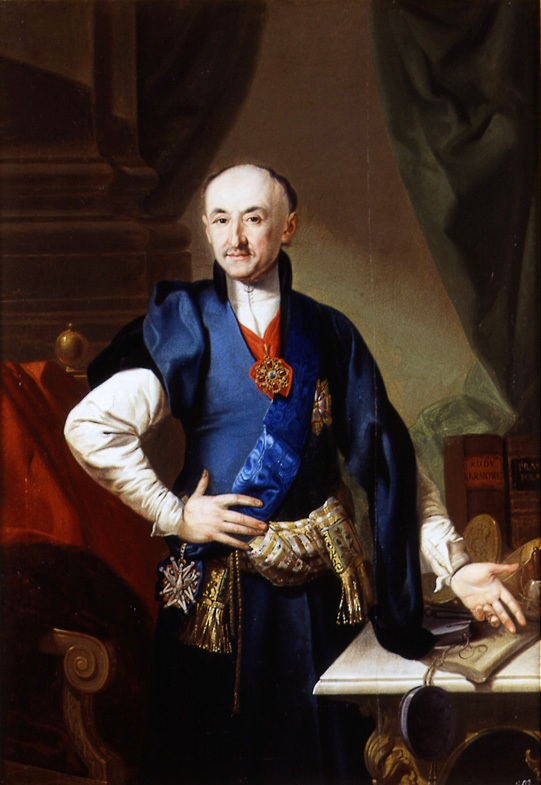
Jacek Małachowski (1737–1821)
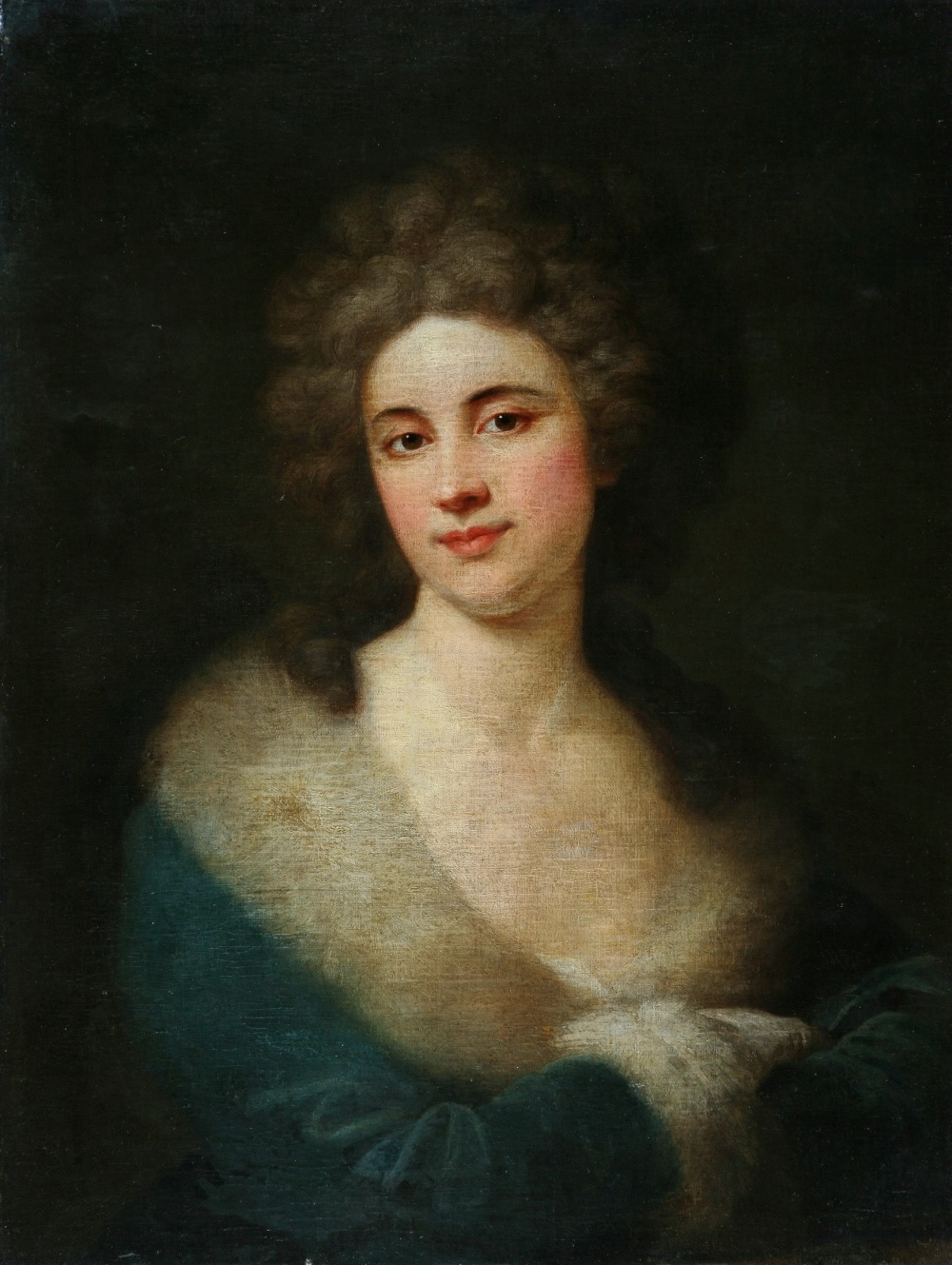
Elżbieta Szydłowska (1748–1810)
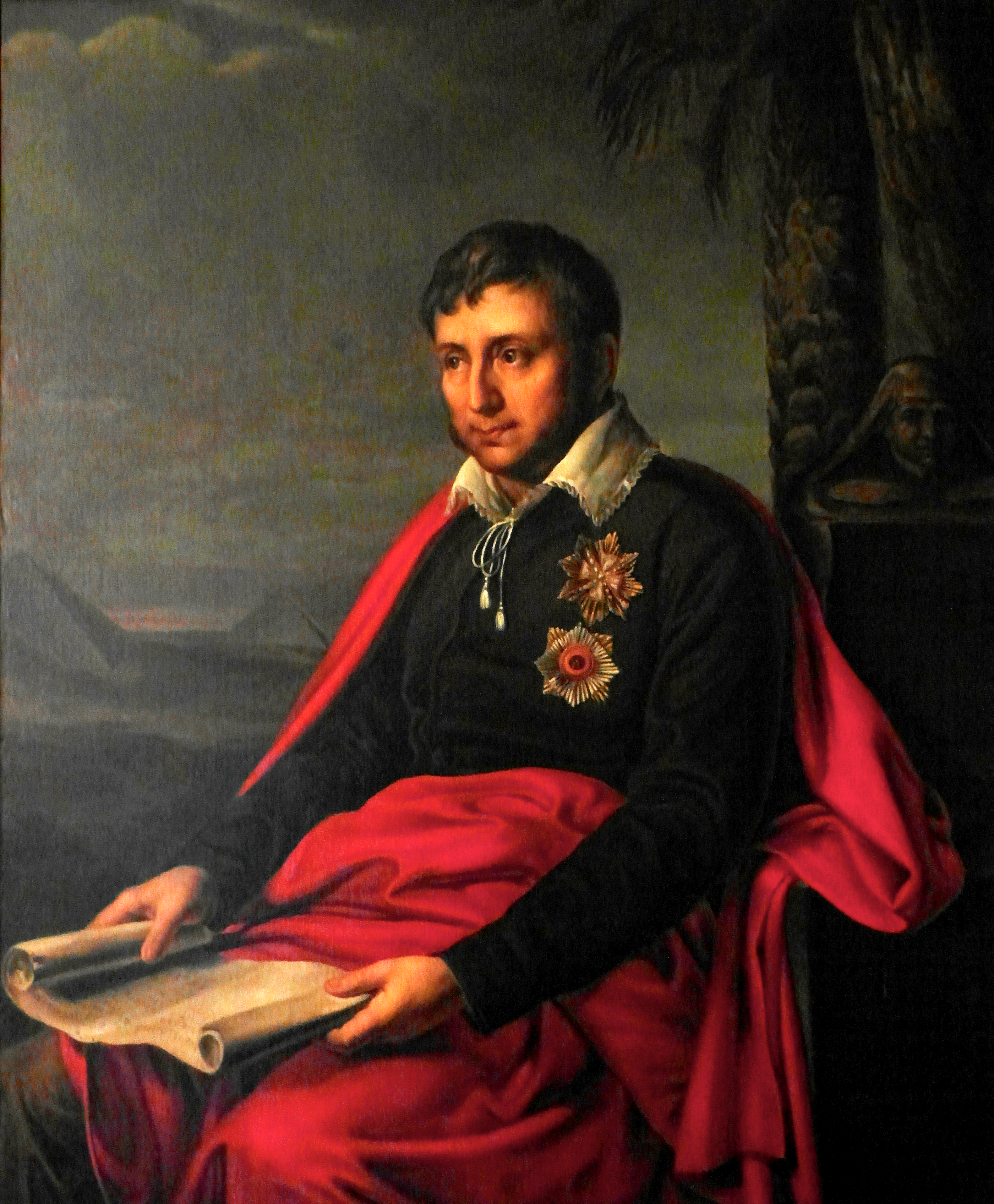
Conte Jan Potocki (1761–1815)
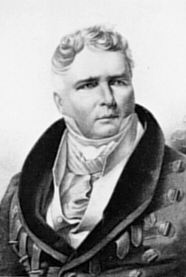
Antoni Radziwiłł (1775–1833)
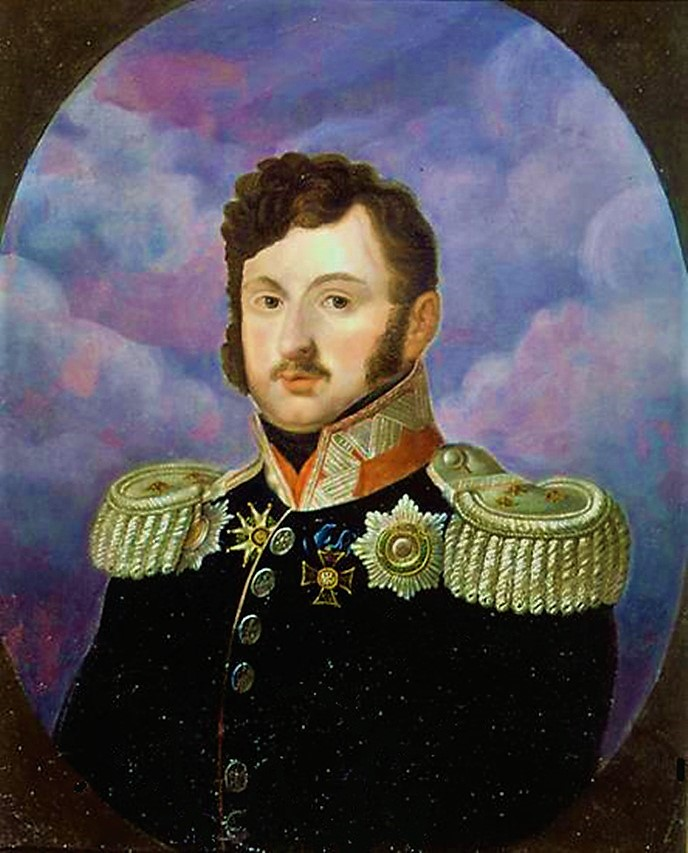
Conte Wincenty Krasiński (1782–1858)
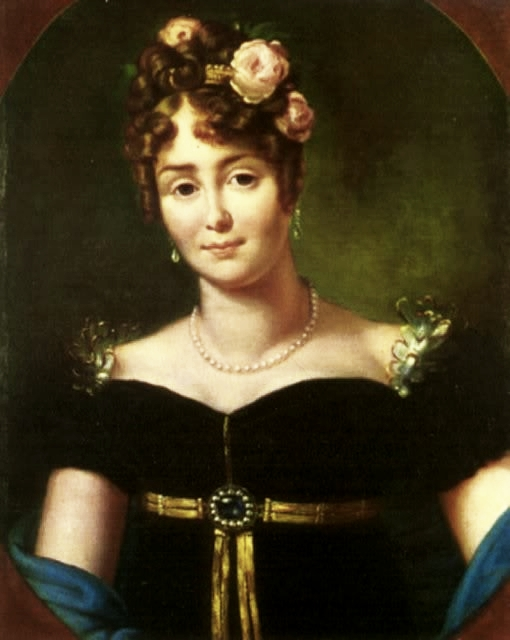
Contessa Maria Walewska (1786–1817)
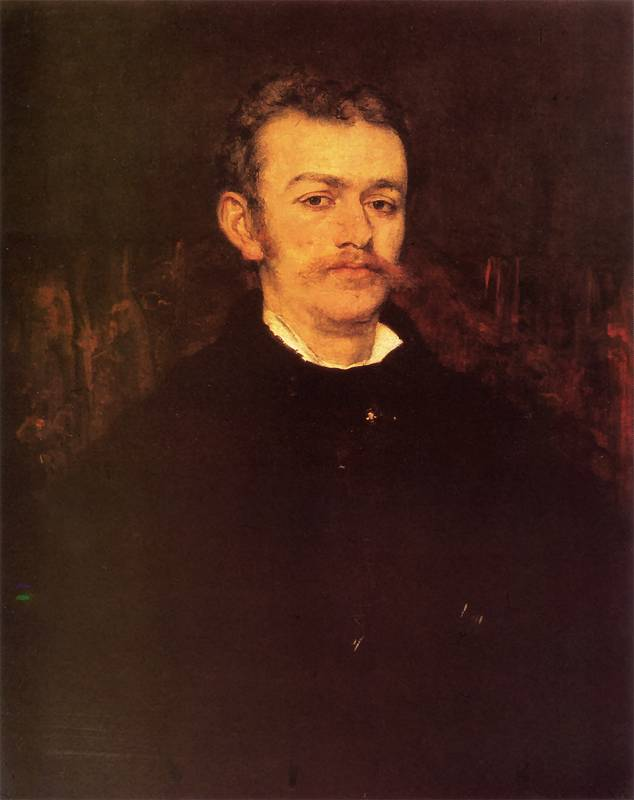
Conte Władysław Tarnowski (1836–1878)
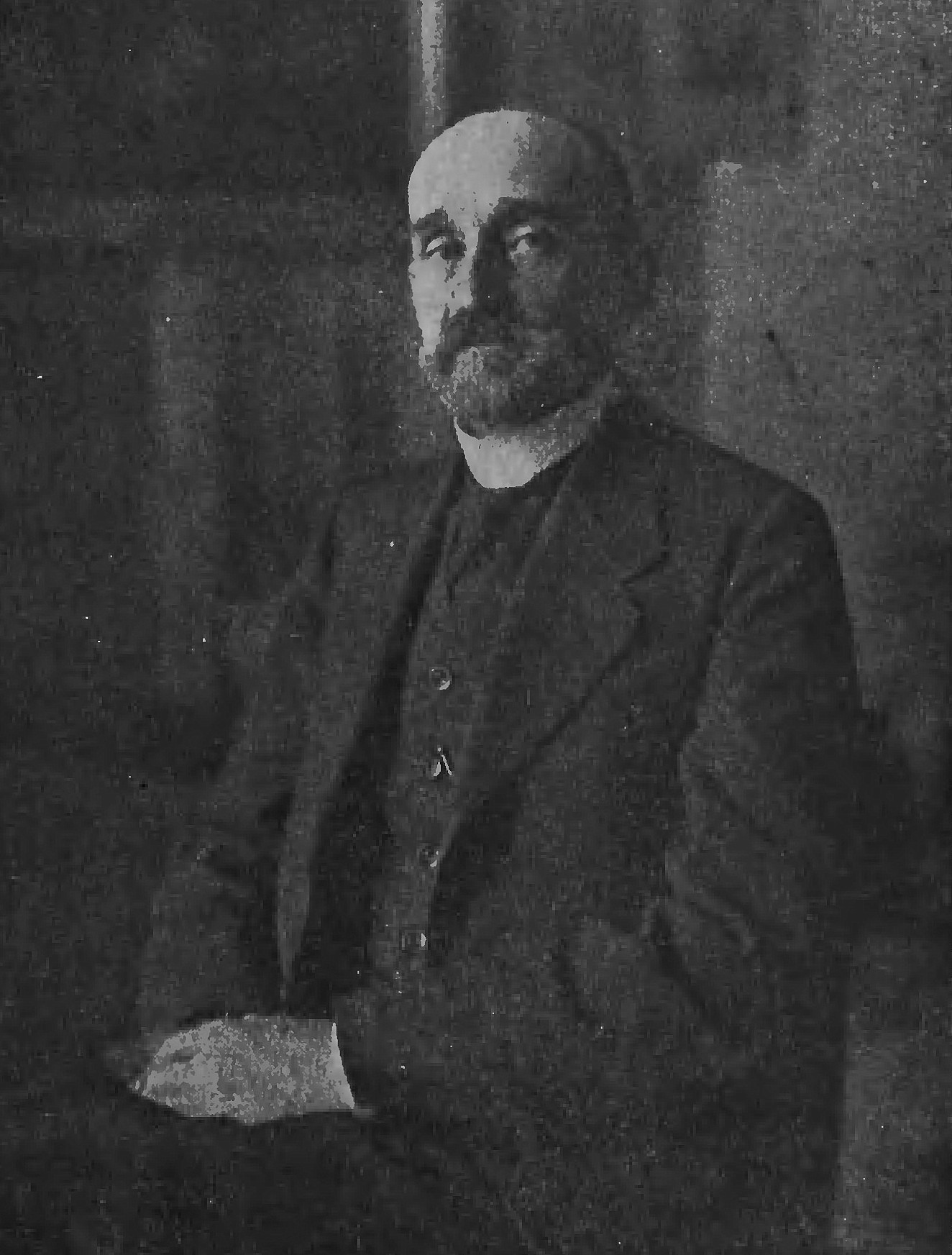
Władysław Leon Sapieha (1853-1920)
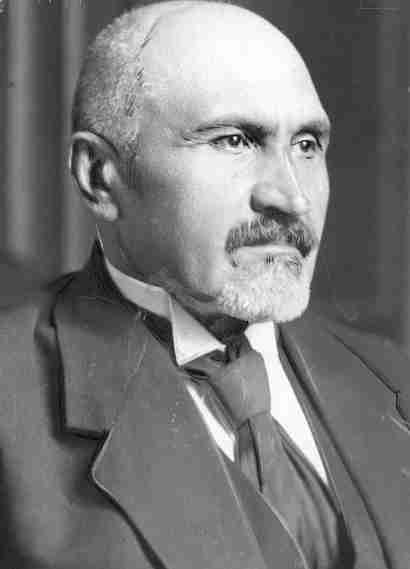
Principe Seweryn Franciszek Światopełk-Czetwertyński (1873–1945)

### Annotazioni
1. ↑  Il dibattito è stato molto intenso. Secondo Newman, benché szlachta sia generalmente tradotto come "nobiltà ereditaria", "nobiltà terriera" è più preciso. Molti dei suoi membri erano infatti poco più che contadini liberi, i quali possedevano solo un piccolo appezzamento terriero (Newman, p. 22). Sysin fa invece leva sul fatto che l'assunzione dei titoli nobiliari ne comportava la trasmissibilità anche in capo agli eredi, ragion per cui sarebbe riduttivo considerare l'aristocrazia locale solo come terriera (Sysin, p. XII). Kamen sostiene che a creare confusione sia la volontà di tentare di dare una definizione unitaria a un gruppo eterogeneo dal punto di vista economico (Kamen), p. 157.
2. ↑  Volendo fare un esempio concreto, si tenga presente "Jakub: Radwan Żądło-Dąbrowski", dove Jakub è il praenomen, Radwan il nomen e Dąbrowski il cognomen. Żądło costituisce invece un agnomen: Boniecki.

### Fonti
1. 1 2 3   Szlachta, su treccani.it. URL consultato il 9 maggio 2021.
2. 1 2   Rivista storica italiana, vol. 94, 3ª ed., Edizioni scientifiche italiane, 1982,  p. 698.
3. ↑   CESES, L'Est, Centro studi e ricerche su problemi economico-sociali, 1969,  p. 9.
4. 1 2 3 4 5 6 7 8  Davies et al., p. 15.
5. 1 2 3 4 5 6 7  (EN) Richard Holt Hutton e Walter Bagehot, The Races of the Old World, in National Review, Londra, Robson and Levey, gennaio 1864,  p. 484.
«Queste osservazioni esprimono esattamente l'opinione che nutriamo riguardo alla popolazione della Polonia. Vi troviamo infatti un'aristocrazia di eguali che poggia su una base di servitù della gleba, una casta superiore che percepisce le rendite della terra, monopolizza il governo e compone l'esercito del paese, e che, nel corso di lunghi secoli, ha impartito molto del proprio spirito e delle proprie idee e, con la licenza di un'aristocrazia allegra, anche non poco del proprio sangue, alla popolazione subordinata»
6. 1 2 3 4 5  (EN) M. Ross, A History of Poland, from Its Foundation as a State to the Present Time, Newcastle upon Tyne, Pattison and Ross, 1835,  p. 51.
7. 1 2 3 4 5 6 7 8 9 10  Skwarczyński, p. 299.
«Poiché i cavalieri possedevano le loro terre, non c'era spazio né bisogno di intermediari tra loro e il re. Erano tutti uguali davanti a quest'ultimo, in quanto non erani funzionari subordinati a esso né il monarca era, di conseguenza, loro padrone. Il legame con il re non era di tipo feudale, cioè basato su un rapporto di vassallaggio, ma risultava regolato dal diritto pubblico. [...] Dalla circostanza che i cavalieri fossero uguali davanti al re si sviluppò la teoria dell'uguaglianza, più tardi divenuta uno dei leitmotiv della costituzione.»
8. 1 2 3 4 5  Zamoyski, p. 24.
«La società polacca si era evoluta da strutture tribali: l'introduzione del cristianesimo e tutto ciò che ne conseguiva non alterò il meccanismo in modo significativo. Un sistema feudale vero e proprio come quello che regolava la società in tutta Europa non fu mai introdotto in Polonia».
9. 1 2 3 4 5 6  (EN) Kai Struve, Citizenship and National Identity: the Peasants of Galicia during the 19th Century (PDF), Flemingsberg, Università di Södertörn, 2008,  pp. 76-78, ISBN 978-91-85139-11-8.
10. 1 2  Davies, p. 207.
11. 1 2 3 4  Skwarczyński, p. 298.
«La resistenza alla politica reale fu comunque così forte che la maggior parte delle terre fu tenuta dai cavalieri come allodiale e non come proprietà feudale, circostanza in netto contrasto con le condizioni presenti in altre regioni d'Europa.»
12. ↑  (EN) Michał Rzeczycki, Different than all others (part 1): the political system of the Polish-Lithuanian Commonwealth against the background of Europe, su polishhistory.pl, traduzione di Nicholas Siekierski. URL consultato il 12 maggio 2021.
«La Confederazione si contraddistingueva per l'assenza di una rigida gerarchia feudale»
13. 1 2 3  Davies, p. 211.
14. 1 2   Marina Ciccarini, Ultimi roghi. Fede e tolleranza alla fine del Seicento, Armando Editore, 2008,  pp. 35-36, ISBN 978-88-60-81436-4.
15. 1 2 3 4 5 6  (EN) Richard Holt Hutton e Walter Bagehot, The Races of the Old World, in National Review, Londra, Robson and Levey, gennaio 1864,  p. 482.
16. ↑   Mark Baker, Polonia, EDT srl, 2020,  p. 827, ISBN 978-88-59-23260-5.
17. 1 2 3  (EN) Roman Dmowski, Russian Realities and Problems, Cambridge, Cambridge University Press, 1917,  p. 116.
«In passato la nobiltà in Polonia costituiva la nazione stessa. Questa governava il Paese senza concorrenza da parte di nessun altro ceto, in quanto quello medio era piccolo per numero e ricchezza, mentre i contadini erano servi»
18. 1 2  (EN) Mikołaj Gliński, Slavery vs. Serfdom, or Was Poland a Colonial Empire?, su culture.pl, Varsavia, 8 ottobre 2015. URL consultato il 9 maggio 2021 (archiviato dall'url originale il 24 giugno 2017).
19. 1 2 3 4 5  Zamoyski, p. 55.
20. 1 2  Davies, p. 206.
21. 1 2 3  (EN) Roman Dmowski, Russian realities and problems, Cambridge, Cambridge University Press, 1917,  pp. 116-117.
22. 1 2  Davies, pp. 75-76.
23. 1 2   Vincenzo Mistrini, Le guerre polacco-ottomane (1593-1699), Soldiershop Publishing, 2016,  p. 58, ISBN 978-88-93-27177-6.
24. 1 2  Skwarczyński, p. 302.
25. 1 2   Andrea Ceccherelli, Per Jan Ślaski, Unipress, 2005,  p. 53, ISBN 978-88-80-98100-8.
26. 1 2  (EN) Dorota Pietrzyk-Reeves, Polish Republican Discourse in the Sixteenth Century, Cambridge University Press, 2020,  pp. 1-3, ISBN 978-11-08-49323-9.
27. 1 2 3  (EN) Jerzy Szacki, Liberalism After Communism, Budapest, Central European University Press, 1995,  pp. 45-46, ISBN 978-18-58-66016-5.
28. 1 2 3  (EN) Immanuel Wallerstein, The Modern World-System II: Mercantilism and the Consolidation of the European World-Economy, 1600–1750, vol. 2, University of California Press, 2011,  p. 143, ISBN 978-05-20-94858-7.
29. ↑  (EN) Jeannie Labno, Commemorating the Polish Renaissance Child, Routledge, 2016,  p. 508, ISBN 978-13-17-16395-4.
30. ↑  (EN) Norman Davies, God's Playground A History of Poland, vol. 1, OUP Oxford, 2005,  p. 174, ISBN 978-01-99-25339-5.
31. ↑  (EN) Massimo Vassallo, Storia dell'Ucraina: Dai tempi più antichi ad oggi, Mimesis,  p. 35, ISBN 978-88-57-57310-6.
32. ↑   Istituto di filologia slava dell'Università di Roma, Ricerche slavistiche, vol. 8, G. Casini., 1960,  p. 138.
33. 1 2  (EN) Colin Kidd, British Identities before Nationalism, Cambridge University Press, 1999,  p. 29, ISBN 978-11-39-42572-8.
34. 1 2   Michael C. Steinlauf, Bondage to the Dead: Poland and the Memory of the Holocaust, Syracuse University Press, 1997,  p. 5, ISBN 978-08-15-62729-6.
35. ↑  Davies, pp. 207-208.
36. ↑  (EN) Tadeusz Sulimirski, Sarmatians in the Polish part, in The Polish Review, vol. 9, n. 1, University of Illinois Press, inverno 1964,  pp. 13-66.
37. ↑   Maria Bersano Begey, Storia della litteratura polacca, 2ª ed., Nuova Accademia editrice, 1957,  p. 184.
38. ↑  (EN) Richard C. Lukas, Did the Children Cry? Hitler's War against Jewish and Polish Children, 1939-1945 (capitolo IV), New York, Hippocrene Books, 2001, ISBN 978-07-81-80870-5. URL consultato il 10 maggio 2021 (archiviato dall'url originale il 9 febbraio 2019).
«La stessa logica bizzarra fu applicata all'intellighenzia polacca, che guidò il movimento di resistenza polacco. Per i nazisti, questi leader erano in gran parte nordici, circostanza che permetteva loro "di contrastare attivamente i fatalisti elementi slavi". L'implicazione era ovvia: se l'élite polacca fosse stata ri-germanizzata, allora alla massa del popolo polacco sarebbe stata negata una classe dirigente dinamica»
39. ↑  (EN) Piotr Guzowski, Village court records and peasant credit in fifteenth- and sixteenth-century Poland, in Continuity and Change, vol. 29, Cambridge, Cambridge University Press, 1º maggio 2014,  p. 118, DOI:10.1017/S0268416014000101. URL consultato il 10 maggio 2021.
40. ↑  (EN) Roman Dmowski, Russian Realities and Problems, Cambridge, Cambridge University Press, 1917,  p. 91.
«La popolazione è composta da contadini liberi e da schiavi. Al di sopra di essi vi è una classe di guerrieri, molto numerosa, di cui il sovrano sceglie i suoi funzionari»
41. ↑  Davies, p. 233.
42. 1 2 3   Leszek Jan Jastrzębiec, Alcuni dati della storia della nobiltà e del blasone, su ornatowski.com. URL consultato il 10 maggio 2021.
43. ↑  (EN) Wyger Velema e Arthur Weststeijn, Ancient Models in the Early Modern Republican Imagination, BRILL, 2017, ISBN 978-90-04-35138-7.
44. ↑  Boswell, p. 107.
45. 1 2 3  (EN) Karol Górski, V. Raczyńska e C. Raczyńska, The Origins of the Polish Sejm, in The Slavonic and East European Review, vol. 44, n. 102, Modern Humanities Research Association, gennaio 1966,  pp. 122-138.
46. ↑  (EN) Christian Wieland e Jörn Leonhard, What Makes the Nobility Noble, Vandenhoeck & Ruprecht, 2011, ISBN 978-36-47-31041-1.
47. 1 2  (EN) Anne Duggan, Nobles and Nobility in Medieval Europe: Concepts, Origins, Transformations, Boydell & Brewer Ltd, 2000,  p. 139, ISBN 978-08-51-15882-2.
48. ↑  (EN) Antoni Gąsiorowski, The Polish Nobility in the Middle Ages: Anthologies, Zakład Narodowy im. Ossolińskich, 1984,  p. 154.
49. ↑  (EN) Vil S. Vaitas e Alfonsas Tamulynas, Semogitians: 600-year History of a Semogitian Noble Family, V.S. Vaitas and A. Tamulynas, 2004,  p. 21, ISBN 978-99-86-19614-3.
50. ↑  (EN) The New Encyclopaedia Britannica: Macropaedia, vol. 9, 15ª ed., Encyclopaedia Britannica, 1983,  p. 33, ISBN 978-08-52-29400-0.
51. 1 2 3  (EN) Jerzy Szacki, Liberalism After Communism, Budapest, Central European University Press, 1995,  p. 48, ISBN 978-18-58-66016-5.
52. ↑  (EN) Maxime Kovalevsky, Modern Customs and Ancient Laws of Russia: Being the Ilchester Lectures for 1889-90, The Lawbook Exchange, Ltd., 2000,  p. 145, ISBN 978-15-84-77017-6.
53. ↑  (EN) Jeannie Labno, Commemorating the Polish Renaissance Child, Routledge, 2016,  p. 44, ISBN 978-13-17-16395-4.
54. ↑  Manteuffel, p. 44.
55. ↑   Archeologia Medievale, XL, 2013, All'Insegna del Giglio, 2014,  p. 56, ISBN 978-88-78-14585-6.
56. ↑  (EN) Alan E. Sparks, Into the Carpathians: A Journey Through the Heart and History of East Central Europe, Rainy Day Publishing, 2020,  p. 198, ISBN 978-05-78-70572-9.
57. ↑   Ernesto Sestan, Storiografia dell'Otto e Novecento, Le Lettere, 1991,  p. 102, ISBN 978-88-71-66040-0.
58. ↑   Università degli Studi Parma, Omaggio a Ildebrando Imberciadori: studi di storia dell'agricoltura (secoli XIII-XIX), Pàtron, 1981,  p. 231, ISBN 978-88-55-51743-0.
59. ↑   L'Europa intorno al Mille (profili economici e giuridici), su platon.it. URL consultato il 4 aprile 2021.
60. ↑  (EN) Frank Joseph Drobka, Education in Poland, Past and Present, 1927,  p. 33.
61. ↑  (EN) Roman Dmowski, Russian realities and problems, Cambridge, Cambridge University Press, 1917,  p. 97.
62. ↑  Manteuffel, pp. 148-149.
63. ↑  Manteuffel, p. 149.
64. ↑  (EN) Adam Teller, The Litvaks, Berghahn Books, 2000,  p. 23, ISBN 978-15-71-81264-3.
65. ↑  (EN) Paul Robert Magocsi, A History of Ukraine: The Land and Its Peoples, 2ª ed., University of Toronto Press, 2010,  pp. 144-145, ISBN 978-14-42-69879-6.
66. ↑  (EN) Harry E. Dembkowski, The Union of Lublin, Polish Federalism in the Golden Age, East European Monographs, 1982,  p. 90, ISBN 978-08-80-33009-1.
67. ↑   James Louis Garvin, Franklin Henry Hooper e Warren E. Cox, The Encyclopedia Britannica, vol. 16, 14ª ed., Encyclopedia Britannica, 1929,  p. 215.
68. 1 2  (EN) Stephen Christopher Rowell, Lithuania Ascending, Cambridge University Press, 2014,  p. 295, ISBN 978-11-07-65876-9.
69. ↑  (EN) Jeannie Labno, Commemorating the Polish Renaissance Child, Routledge, 2016,  p. 71, ISBN 978-13-17-16395-4.
70. ↑   Claudio Carpini, Storia della Lituania: identità europea e cristiana di un popolo, Città Nuova, 2007,  p. 97, ISBN 978-88-31-10341-1.
71. ↑  (EN) Jūratė Kiaupienė, Between Rome and Byzantium: The Golden Age of the Grand Duchy of Lithuania’s Political Culture, Academic Studies Press, 2020,  p. 32 (nota 18), ISBN 978-16-44-69365-0.
72. 1 2  (EN) Andreas Kappeler, The Russian Empire: A Multi-ethnic History, Routledge, 2014,  p. 390, ISBN 978-13-17-56809-4.
73. 1 2   Andrzej Sulima Kaminski, Ruthenia, Cossackdom, the Ukraine, and the Commonwealth of Two Nations, in The Polish Review, vol. 32, n. 1, University of Illinois Press, 1987,  pp. 93-110.
74. ↑  (EN) Wyższa Szkoła Pedagogiczna w Olsztynie, Prace je̦zykoznawcze, Wydawn. WSP, 2001,  p. 5.
75. 1 2  (EN) DAB origin of surname, su dbs.anumuseum.org.il. URL consultato il 10 maggio 2021.
76. ↑  (EN) Ontario Genealogical Society, Families, vol. 10, OGS, 1971,  p. 55.
77. ↑   ks. Dariusz Pater (2010). Kapliczki Matki Bożej w Ziemi Przysuskiej znakiem pobożności maryjnej (in Polish). Warsaw: Kontrast Publishing. pp. 214–216. ISBN 978-83-930803-0-4.
78. ↑   Emilian Źernicki-Szeliga, Der polnische adel und die demselben hinzugetretenen andersländischen adelsfamilien. General-verzeichniss, Hamburg, H. Grand, 1900. URL consultato il 3 gennaio 2023.
79. 1 2  Boswell, p. 109.
80. ↑   Adam Boniecki, DĄBROWSCY h. RADWAN z Dąbrówki, in Herbarz Polski - Część I .; Wiadomości Historyczno-Genealogiczne O Rodach Szlacheckich, IV, Varsavia, Gebethner i Wolff, 1901,  p. 147.
81. 1 2  Boswell, p. 47.
82. 1 2 3 4  Bajer.
83. ↑  Zamoyski, p. 54.
84. ↑  (EN) Carla Esden-Tempska, National and Civic Education in Polish Elementary School Textbooks in the Interwar Period, Indiana University, 1991,  p. 321.
85. 1 2  (EN) R.P. Daily, Finding the lost flag of Poland, in The Georgia Historical Quarterly, vol. 14, n. 4, Georgia Historical Society, dicembre 1930,  pp. 303-323.
86. 1 2  (EN) Peter Paul Bajer, Scots in the Polish-Lithuanian Commonwealth, 16th to 18th Centuries, Leiden, Brill Publishers, 2012,  pp. 313-315, ISBN 978-90-04-21247-3.
87. ↑  (EN) Beata Możejko, New Studies in Medieval and Renaissance Gdańsk, Poland and Prussia, Routledge, 2017,  p. 238, ISBN 978-13-51-80543-8.
88. ↑   D. Jelinska-Marchal, The Polish armorial polonais, Château-Thierry, Albi Corvi, 1988,  p. 12, ISBN 978-29-07-77100-9.
89. ↑  (EN) Stephen Robert Burant, A Theory of Revolutionary Conspiracy, vol. 1, University of Wisconsin--Madison, 1983,  p. 58.
90. ↑  (EN) Gunther Erich Rothenberg, War and Society in East Central Europe: East Central European Society and War in the Pre-Revolutonary Eighteenth Century, Brooklyn College Press, 1982,  p. 249, ISBN 978-09-30-88804-6.
91. ↑   Il problema di definizione della durata dell'incarico pubblico nel Granducato di Lituania, su translate.google.it. URL consultato l'11 maggio 2021 (archiviato dall'url originale l'11 maggio 2021).
92. ↑  (EN) Stanisław Cierkowski, L'impedimento di parentela legale: analisi storico-giuridica del diritto canonico e del diritto statale polacco, Gregorian Biblical BookShop, 2006,  p. 391, ISBN 978-88-78-39071-3.
93. ↑  (EN) Anna Sosnowska, Explaining Economic Backwardness: Post-1945 Polish Historians on Eastern Europe, Central European University Press, 2019,  p. 282, ISBN 978-96-37-32628-8.
94. ↑  (EN) Theodore Topór-Jakubowski, It's time to end the Myth that Polish Immigrants were Peasants, su Gran Priorato dell'Europa Occidentale, Ordine Internazionale di San Stanislao, Croxteth House. URL consultato l'11 maggio 2021 (archiviato dall'url originale il 4 luglio 2002).
95. ↑   Robert Bideleux e Ian Jeffries, A History of Eastern Europe: Crisis and Change, Psychology Press, 1998,  pp. 144-145, ISBN 978-04-15-16111-4.
96. 1 2  (EN) Jerzy Tadeusz Lukavski, Libertys Folly: Polish Lithuan, Routledge, 2013,  p. 42, ISBN 978-11-36-10372-8.
97. ↑  (EN) Georgiy Kasianov e Philipp Ther, A Laboratory of Transnational History: Ukraine and Recent Ukrainian Historiography, Central European University Press, 2009,  p. 136, ISBN 978-96-39-77626-5.
98. ↑  (PL) Andrzej Rachuba, Panowie z Ciechanowa, in Kronika Zamkowa, vol. 1-2, n. 59-60, 2010,  p. 34. URL consultato l'11 aprile 2021 (archiviato dall'url originale il 1º dicembre 2018).
«Alcuni viaggiarono attraverso la Germania, la Francia e l'Italia, visitarono Stanisław Leszczyński in Lorena e portarono indietro non solo le emozioni tipiche di un grand tour, ma anche nuovi titoli di conti. Probabilmente lì furono ricevuti da governanti stranieri o forse se ne servirono al fine di autoproclamarsi nobili, caratteristica tipica della nobiltà della Confederazione che girò il mondo dal XVI secolo in poi, dove il termine "conte" (in alcuni possedimenti) significava anche "nuovo titolo". Disporre di un'onorificenza serviva a sfoggiare la posizione sociale tra i pari della nobiltà locale piuttosto che verso l'estero e l'Europa occidentale. Io abbraccio questa prima ipotesi, anche se è possibile che la famiglia Ciechanowiecki abbia comprato il titolo piuttosto che riceverlo gratuitamente, cosa che non cambia il suo valore giuridico. D'altra parte, si trattava una conferma dello status della famiglia, delle ambizioni e delle opportunità della nobiltà terriera ricca o moderatamente ricca con tradizioni senatoriali e signorili, coltivate con cura di generazione in generazione»
99. ↑  (EN) Richard Holt Hutton e Walter Bagehot, The National Review, vol. 19, Robert Theobald, 1864,  p. 5.
100. ↑   Gloria Pirzio Ammassari, Le terre di mezzo, FrancoAngeli, 2007,  p. 119, ISBN 978-88-46-48476-5.
101. 1 2 3  (EN) Helen Watanabe-O'Kelly, Europa Triumphans, Ashgate Publishing, Ltd., 2010,  p. 375, ISBN 978-07-54-69638-4.
102. ↑  (EN) R. Butterwick, The Polish-Lithuanian Monarchy in European Context, C.1500-1795, Springer, 2001,  p. 59, ISBN 978-03-33-99380-4.
103. ↑   Giorgio Agosti, Un politico italiano alla corte polacca nel secolo XV: (Il "Consilium Callimachi"), Presso l'Istituto giuridico della R. Università, 1930,  p. 25.
104. ↑  (EN) Zbigniew Rau, Przemysław Żurawski vel Grajewski e Marek Tracz-Tryniecki, Magna Carta: A Central European perspective of our common heritage of freedom, Routledge, 2016,  p. 249, ISBN 978-13-17-27858-0.
105. ↑  (EN) Emil Niederhauser e Pal Body, A History of Eastern Europe Since the Middle Ages, Social Science Monographs, 2003,  p. 73, ISBN 0-88033-532-7.
106. ↑  (EN) William Fiddian Reddaway, The Cambridge history of Poland, vol. 1, Octagon Books, 1978,  p. 240, ISBN 978-03-74-91250-5.
107. ↑   Roberto Amati, Storia dell'integrazione europea in 2500 anni, LEO, 2019,  p. 54, ISBN 979-12-20-04885-9.
108. 1 2   Nuova rivista storica, vol. 47, Società editrice Dante Alighieri, 1963,  p. 5.
109. 1 2 3  (EN) Jacek Jędruch, Constitutions, Elections and Legislatures of Poland, 1493–1977, in The Polish Review, vol. 28, n. 3, University of Illinois Press, 1983,  pp. 101-103.
110. ↑  (EN) Zigmantas Kiaupa, The History of Lithuania, 2ª ed., Baltų lankų leid., 2005,  p. 91, ISBN 978-99-55-58487-2.
111. ↑  (EN) Jörn Leonhard e Christian Wieland, What Makes the Nobility Noble?: Comparative Perspectives from the Sixteenth to the Twentieth Century, Vandenhoeck & Ruprecht, 2011,  pp. 158-159, ISBN 978-35-25-31041-0.
112. ↑   Arianna Angeli, La circolazione del sistema francese di decentramento regionale nell'Europa centro-orientale, FrancoAngeli,  pp. 69-70, ISBN 978-88-91-77766-9.
113. ↑   Vincenzo Mistrini, Le guerre polacco-ottomane (1593-1699), vol. 1, Soldiershop Publishing, 2016,  p. 85, ISBN 978-88-93-27175-2.
114. 1 2   Dorota Pietrzyk-Reeves, Polish Republican Discourse in the Sixteenth Century, Cambridge University Press, 2020,  pp. 62-63 (nota 36), ISBN 978-11-08-65353-4.
115. ↑  (EN) Brian Davies, Warfare in Eastern Europe, 1500-1800, BRILL, 2012,  p. 66, ISBN 978-90-04-22198-7.
116. ↑   Mark Greengrass, La cristianità in frantumi: Europa 1517-1648, Gius.Laterza & Figli Spa, 2020,  p. 519, ISBN 978-88-58-14143-4.
117. ↑   Korvin Mátyás Magyar-Olasz Egyesület, Corvina, 1939,  p. 160.
118. ↑  (EN) Antoni Choloniewski, The Spirit Of Polish History, Read Books Ltd, 2016,  p. 13, ISBN 978-14-73-35165-3.
119. 1 2  (EN) Anita J. Prazmowska, A History of Poland, Macmillan International Higher Education, 2011,  p. 90, ISBN 978-02-30-34412-9.
120. ↑  (EN) Norman Davies, God's Playground A History of Poland, vol. 1, OUP Oxford, 2005,  p. 177, ISBN 978-01-99-25339-5.
121. ↑  (EN) Anna Rzepka, Roman Sosnowski e Piotr Tylus, Historia kolekcji rękopisów, Roman Sosnowski, 2011,  p. 92, ISBN 978-83-62-70502-3.
122. ↑  (EN) Roman Dmowski, Russian realities and problems, Cambridge, Cambridge University Press, 1917,  p. 94.
123. ↑  (EN) Jan Kieniewicz	
Jan Kieniewicz, The Jagellonian idea and the project for the future, vol. 51, n. 6, gennaio 2017,  pp. 5-21. URL consultato l'11 maggio 2021.
124. ↑  (EN) Edward C. Thaden, Russia's Western Borderlands, 1710-1870, Princeton University Press, 2014,  p. 123, ISBN 978-14-00-85495-0.
125. ↑  (EN) Seymour Becker, Nobility and Privilege in Late Imperial Russia, Northern Illinois University Press, 1988,  p. 182, ISBN 978-08-75-80539-9.
126. ↑  (EN) Edward C. Thaden, Russia's Western Borderlands, 1710-1870, Princeton University Press, 2014,  p. 163, ISBN 978-14-00-85495-0.
127. ↑  (EN) Heyward Isham e Richard Pipes, Remaking Russia: Voices from within, Routledge, 2016,  p. 68, ISBN 978-13-15-48307-8.
128. ↑  Davies, pp. 182, 188.
129. 1 2   Norman Davies, Storia d'Europa, vol. 1-2, Pearson Italia S.p.a., 2006,  p. 652, ISBN 978-88-42-49964-0.
130. 1 2  (EN) Richard Therodor Kusiolek, Angels in the Silicon, AuthorHouse, 2012,  p. 219, ISBN 978-14-77-29578-6.
131. ↑  (EN) Piotr S. Wandycz, The Price of Freedom: A History of East Central Europe from the Middle Ages to the Present, 2ª ed., Routledge, 2017,  p. 89, ISBN 978-13-51-54130-5.
132. ↑  (EN) Esther Kemmer, Polish Nation State Formation, GRIN Verlag, 2011,  p. 4, ISBN 978-36-40-87755-3.
133. ↑  (EN) The Order of Malta in Poland, su apkmuk.co.uk. URL consultato l'11 maggio 2021.
134. ↑  (EN) Jan Adamczewski, In Cracow, Interpress, 1973,  p. 25.
135. ↑  (EN) Matthew Leigh, The Masons and the Mysteries in 18th Century Drama, Walter de Gruyter GmbH & Co KG, 2019,  pp. 21-22, ISBN 978-31-10-67635-8.
136. 1 2  (EN) Norbert Wojtowicz, Freemasonry in Poland — formerly and today, su legitymizm.org, 1999. URL consultato l'11 maggio 2021.
137. ↑  (EN) Lynn Lubamersky, Women and political patronage in the politics of the Polish-Lithuanian Commonwealth, in The Polish Review, vol. 44, n. 3, University of Illinois Press, 1999,  pp. 259-275.
138. ↑  Lukowski e Zawadzki, p. 111.
139. ↑   Giovanna Motta, I tempi e i luoghi del cibo, Edizioni Nuova Cultura, 2016,  p. 119, ISBN 978-88-68-12683-4.
140. ↑  (EN) Barbara Ogrodowska, Polish rituals of the annual cycle: guide to the permanent exhibition, 2ª ed., Państwowe Muzeum Etnograficzne, 2001,  p. 109, ISBN 978-83-88-65420-6.
141. ↑  (EN) Robert Strybel e Maria Strybel, Polish Heritage Cookery, Hippocrene Books, 2005,  p. 14, ISBN 978-07-81-81124-8.
142. 1 2   Alekaandra Szymańska, Stagione di caccia nella villa, su cbr.net.pl, 2018. URL consultato l'11 maggio 2021.
143. ↑  (PL) Jacek Cheda, Łowiectwo i jego rola w życiu społecznym Wielkiej Brytanii i Polski (PDF), in Civitas Hominibus, n. 5, 2010,  pp. 91-105.
144. ↑  (PL) Historia Ogara Polskiego, su klubogarapolskiego.pl. URL consultato l'11 maggio 2021 (archiviato dall'url originale il 12 maggio 2021).
145. ↑  (EN) Howard Louthan e Graeme Murdock, A Companion to the Reformation in Central Europe, BRILL, 2015,  p. 416, ISBN 978-90-04-30162-7.
146. 1 2  (EN) Filip Ejdus, Memories of Empire and Entry into International Society, Taylor & Francis, 2017,  p. 87, ISBN 978-13-17-20548-7.
147. ↑   Gabriela Bukowska, Europa orientale si tempi della Confederazione polacco-lituana, su istitutocalvino.edu.it, 25 maggio 2018. URL consultato il 15 aprile 2021.
148. 1 2  (EN) Peter Paul Bajer, Scots in the Polish-Lithuanian Commonwealth, 16th to 18th Centuries, BRILL, 2012,  p. 309, ISBN 978-90-04-21247-3.
149. 1 2  (EN) Siniša Malešević, Grounded Nationalisms: A Sociological Analysis, Cambridge University Press, 2019,  p. 62, ISBN 978-11-08-65605-4.
150. 1 2  (EN) Jerzy Topolski, The structure of the Polish nobility in the 16th and the 17th century, in Historische Sozialforschung, n. 33, GESIS - Leibniz Institute for the Social Sciences, gennaio 1985,  pp. 60-70.
151. ↑  (PL) Jolanta Choińska-Mika, Między społeczeństwem szlacheckim, a władzą. Problema komunikacji społeczności lokalne - władza w epoce Jana Kazimierza (PDF), Neriton, 2002,  pp. 20-21.
152. 1 2  (EN) Jörn Leonhard e Christian Wieland, What Makes the Nobility Noble?: Comparative Perspectives from the Sixteenth to the Twentieth Century, Vandenhoeck & Ruprecht, 2011,  p. 144, ISBN 978-35-25-31041-0.
153. ↑  (EN) Geneviève Zubrzycki, "We, the Polish Nation", in Theory and Society, vol. 30, n. 5, Springer, ottobre 2001,  p. 629.
154. ↑  (EN) Jerzy Borzecki, The Union of Lublin as a factor in the emergence of Ukrainian National consciousness, in The Polish Review, vol. 41, n. 1, University of Illinois Press, 1996,  pp. 37-61.
155. ↑  (EN) Mikulas Teich e Roy Porter, The National Question in Europe in Historical Context, Cambridge University Press, 1993,  p. 295, ISBN 978-05-21-36713-4.
156. ↑  (EN) Tomasz Zarycki, Ideologies of Eastness in Central and Eastern Europe, Routledge, 2014,  p. 136, ISBN 978-13-17-81856-4.
157. ↑  (EN) American Association for the Advancement of Slavic Studies, Slavic Review, vol. 22, AAfASS, 1963,  p. 237.
158. ↑  (EN) Konstantin Symmons-Symonolewicz, National Consciousness in Poland: Origin and Evolution, Maplewood Press, 1983,  p. 29, ISBN 978-09-14-04805-3.
159. ↑  (EN) Paul R. Magocsi, Carpatho-Rusyn Studies: 1985-1994, Garland, 1988,  p. 144, ISBN 978-08-80-33420-4.
160. 1 2  (EN) Teresa Chynczewska-Hennel, The National Consciousness of Ukrainian Nobles and Cossacks from the End of the Sixteenth to the Mid-Seventeenth Century, in Harvard Ukrainian Studies, vol. 10, n. 3/4, Harvard Ukrainian Research Institute, dicembre 1986,  pp. 377-392.
161. ↑  (EN) Nicholas L. Chirovsky, The Lithuanian-Rus'commonwealth, the Polish Domination, and the Cossack-Hetman State, vol. 1, Philosophical Library, 1984,  p. 66, ISBN 978-08-02-22407-1.
162. ↑  (EN) Richard Holt Hutton e Walter Bagehot, The Races of the Old World, in National Review, Londra, Robson and Levey, gennaio 1864,  p. 483.
163. ↑  Davies, p. 203.
164. 1 2  (EN) An Introduction to The Polish Nobility Association Foundation, su pnaf.us, Villa Anneslie. URL consultato l'11 maggio 2021 (archiviato dall'url originale il 29 ottobre 2016).
165. ↑  (EN) Brandon Cook, Cheers!, Indiana University Press, 2021, ISBN 978-16-84-35147-3.
166. 1 2   Tomas Venclova, Il mito dell'inizio (PDF), in Res Balticae, 1995,  pp. 187-193. URL consultato il 16 aprile 2021.
167. 1 2   Ambasciata della Repubblica di Polonia in Italia, La storia della Polonia (PDF), Roma, 2002,  pp. 12-13. URL consultato il 16 aprile 2021 (archiviato dall'url originale il 16 aprile 2021).
168. 1 2  (EN) Wojciech Zembaty, The Elegant Downfall of the Polish Sarmatians, su culture.pl, 14 gennaio 2019. URL consultato il 16 aprile 2021.
169. ↑  (EN) Tamara Trojanowska, Joanna Niżyńska e Przemysław Czapliński, Being Poland: A New History of Polish Literature and Culture since 1918, University of Toronto Press, 2018,  p. 3, ISBN 978-14-42-65018-3.
170. ↑  (EN) Andrzej Wasko, Sarmatism or the Illuminenment, The Dilemma of Polish Culture, su The Sarmatian Review, 2006. URL consultato il 12 maggio 2021.
171. ↑  (EN) Haroun Tazieff, 83, a Volcanist And Iconoclast on Environment, su The New York Times, 8 febbraio 2008. URL consultato il 12 maggio 2021.
172. ↑   Mark Greengrass, La cristianità in frantumi: Europa 1517-1648, Gius.Laterza & Figli Spa, 2020,  p. 311, ISBN 978-88-58-14143-4.
173. ↑  (EN) Max von Habsburg, The Reformation in Europe, c1500–1564, Cambridge University Press, 2015,  p. 91, ISBN 978-11-07-57321-5.
«Nel momento di massima diffusione del calvinismo, il credo era stato abbracciato dal 45% della nobiltà e dal 20-25% della popolazione»
174. ↑  (EN) Karol H. Borowski, The Sociology of Religion in Modern Poland: A Critical Review, in Sociological Analysis, vol. 46, n. 4, Oxford University Press, inverno 1985,  pp. 389-399, DOI:10.2307/3711155.